# Ulysses S. Grant
Pour les articles homonymes, voir Grant.
Ulysses S. Grant, né Hiram Ulysses Grant le 27 avril 1822 à Point Pleasant et mort le 23 juillet 1885 à Wilton, est un homme d'État américain, 18e président des États-Unis, célèbre pour avoir commandé les armées unionistes durant la guerre de Sécession.
Après une brillante carrière militaire, il fut élu président en 1868. Sa présidence fut marquée par ses tentatives visant à intégrer davantage les anciens États confédérés dans l'Union, à éliminer les vestiges du nationalisme sudiste et à protéger les droits des Afro-Américains. La fin de son mandat fut néanmoins ternie par les dissensions du Parti républicain, la panique bancaire de 1873 et la corruption de son administration.
Né dans l'Ohio, Grant s'orienta rapidement vers une carrière militaire et fut diplômé de l'académie militaire de West Point en 1843. Il participa à la guerre américano-mexicaine de 1846-1848 et rejoignit l'armée de l'Union au début de la guerre de Sécession, en 1861. L'année suivante, il fut promu major-général, et son commandement victorieux à la bataille de Shiloh lui valut sa réputation de tacticien agressif. En juillet 1863, il s'empara de Vicksburg, ce qui lui donna contrôle du Mississippi et coupa la Confédération en deux. Après la bataille de Chattanooga en novembre 1863, le président Abraham Lincoln le promut lieutenant-général avec autorité sur toutes les armées de l'Union. En 1864, il coordonna une série de sanglantes batailles (Overland Campaign) qui permirent d'isoler le général sudiste Robert E. Lee à Petersburg. Après la prise de la capitale confédérée de Richmond, la Confédération s'effondra et Lee se rendit à Appomattox en avril 1865 pour signer la fameuse reddition d'Appomattox (ou reddition de Lee), par laquelle capitula l'armée de Virginie du Nord, la principale armée confédérée.
Considéré comme le sauveur de l'Union et comme un véritable héros de guerre, Grant fut facilement choisi par la convention républicaine pour briguer la présidence et il remporta aisément l'élection. Durant cette période appelée la « Reconstruction », il s'efforça d'apaiser les tensions provoquées par la guerre de Sécession. Il encouragea l'adoption du 15e amendement de la Constitution, lequel garantit les droits civiques des Afro-Américains et fit appliquer fermement ses dispositions dans le Sud, notamment en faisant appel à l'armée. Les démocrates reprirent néanmoins le contrôle des législatures sudistes dans les années 1870 et les Afro-Américains furent de facto privés de leurs droits et mis à l'écart du jeu politique pendant près d'un siècle. En politique étrangère, le secrétaire d'État Hamilton Fish régla la question des réclamations de l'Alabama avec le Royaume-Uni et évita que l'affaire Virginius ne dégénère avec l'Espagne. En 1873, la popularité de Grant s'effondra en même temps que l'économie américaine, qui était frappée par la première crise industrielle de son histoire. Ses mesures furent globalement inefficaces et la dépression dura jusqu'au début des années 1880. En plus des difficultés économiques, son second mandat fut marqué par les scandales au sein de son gouvernement et deux membres de son cabinet furent accusés de corruption.
Après avoir quitté ses fonctions, Grant se lança dans un tour du monde de deux ans et tenta, sans succès, d'obtenir la nomination républicaine pour l'élection présidentielle de 1880. Ses mémoires, rédigés alors qu'il souffrait d'un cancer de la gorge, connurent un grand succès critique et populaire, et plus d'1,5 million de personnes assistèrent à ses funérailles. Il est toujours admiré pour son rôle militaire mais les évaluations historiques de sa présidence sont néanmoins devenues très défavorables en raison de la corruption de son administration ; son engagement en faveur des droits civiques et son courage dans la lutte contre le Ku Klux Klan sont cependant reconnus.

## Jeunesse

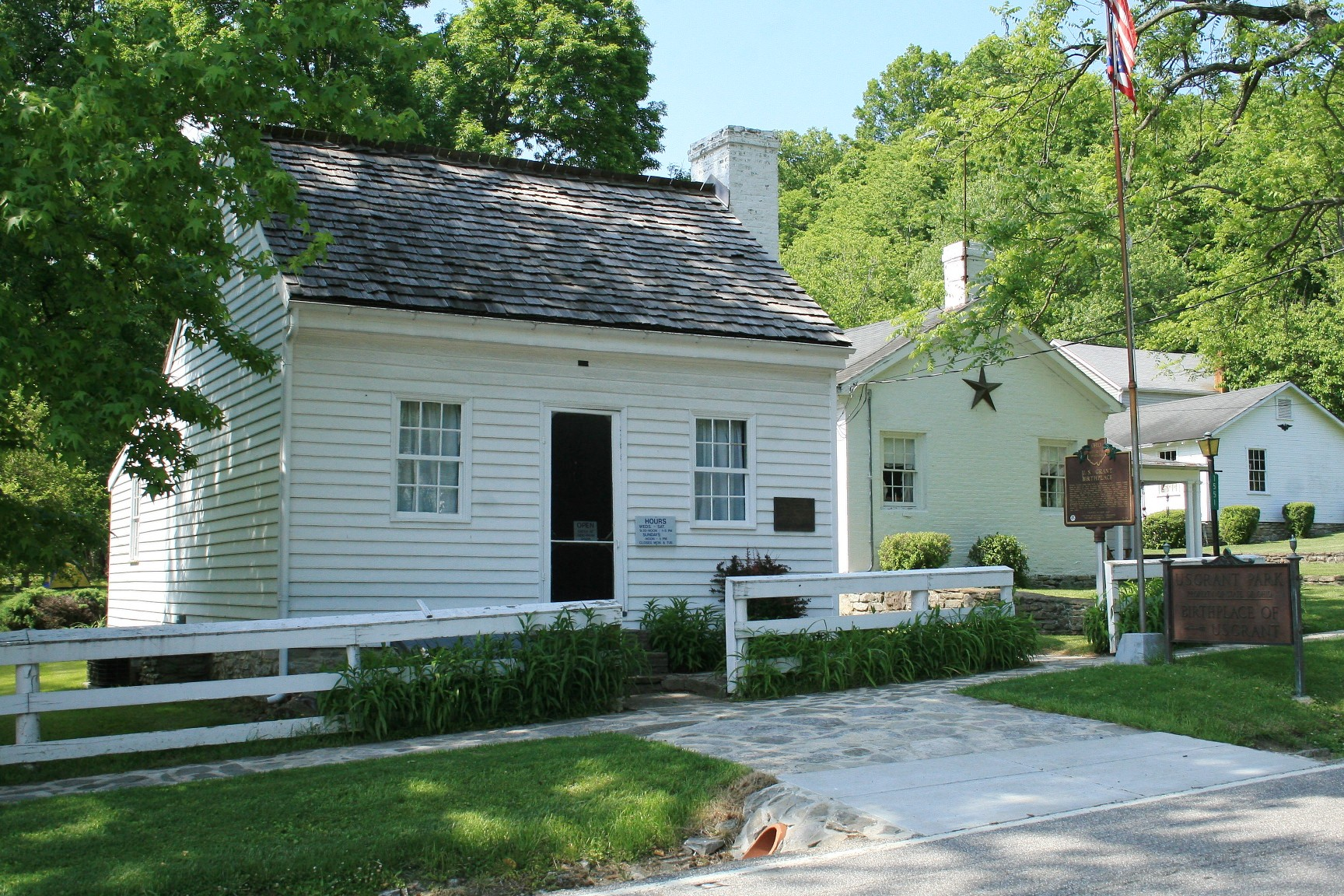
Maison natale de Grant à Point Pleasant en 2007.

Hiram Ulysses Grant est né à Point Pleasant dans l'Ohio le 27 avril 1822.
Il est le premier enfant d'Hannah (Simpson) Grant et de Jesse Root Grant, un tanneur et homme d'affaires. Sa grand-mère paternelle Suzanna Delano d'origine wallonne, était la petite-fille de Jonathan Delano (1647-1720), 7e enfant de Philippe de La Noye (1602-1681), issu de l'illustre Maison de Lannoy du Brabant wallon, l’un des passagers du Fortune qui accosta à Plymouth en novembre 1621, rejoignant les premiers colons du Mayflower. La descendance de l'oncle paternel de Suzanna, Thomas Delano (né en 1704), donnera quelques décennies plus tard un autre président aux États-Unis, Franklin Delano Roosevelt,,.
À l'automne 1823, la famille s'installa dans le village de Georgetown dans le comté de Brown. Ses parents étaient méthodistes mais il ne fut jamais baptisé ou forcé de se rendre à l'église. L'un de ses biographes suggère que Grant hérita son caractère introverti de sa mère réservée voire « particulièrement indifférente » ; elle ne se rendit d'ailleurs jamais à la Maison-Blanche lors de la présidence de son fils. Grant développa très tôt un contact familier avec les chevaux et devint un cavalier émérite.
Alors que Grant avait 17 ans, le représentant Thomas L. Hamer de l'Ohio lui proposa d'intégrer l'académie militaire de West Point. Hamer écrivit cependant son nom comme « Ulysses S. Grant de l'Ohio » en utilisant l'initiale du nom de jeune fille de sa mère. Grant adopta malgré tout ce nom à l'académie même si pour lui, le « S » n'avait aucune signification. Il reçut le surnom de « Sam » car ses initiales « U. S. » étaient également celles d'Uncle Sam,. Ce surnom lui a été donné par William T. Sherman, un cadet de 3 ans son aîné, avec d'autres élèves officiers. Le surnom "United States" est aussi apparu mais c'est bien "Sam" qui restera son surnom à vie. La nomination de Grant à West Point fut facilitée par les relations de sa famille mais il indiqua par la suite qu'« une vie militaire n'avait aucun attrait pour [lui] ». Il écrivit également qu'il était un élève peu assidu mais il excella en mathématiques et en géologie. Il gagna une réputation d'excellent cavalier et établit un record en saut d'obstacles qui ne fut battu que 25 ans plus tard. Il fut diplômé en 1843 en arrivant 21e sur une promotion de 39 élèves. Grant fut heureux de quitter West Point et envisageait de quitter l'armée à la fin de son service militaire. Malgré ses talents de cavalier, il ne fut pas assigné à une unité de cavalerie car les affectations étaient déterminées par le classement et non par l'aptitude. Grant devint ainsi quartier-maître responsable de l'approvisionnement et des équipements dans le 4e régiment d'infanterie avec le grade de sous-lieutenant,.

## Première carrière militaire
Après la fin de ses études, Grant fut affecté en septembre 1844 aux Jefferson Barracks près de Saint-Louis dans le Missouri. Il s'agissait du plus grand camp militaire dans l'Ouest et il était commandé par le colonel Stephen W. Kearny. Grant s'entendait bien avec son commandant mais il envisageait toujours de quitter l'armée pour mener une carrière dans l'enseignement. Il profita de ses permissions pour rendre visite à la famille de son ancien camarade de West Point, Frederick Dent, dans le Missouri et se rapprocha de sa sœur, Julia ; ils se fiancèrent secrètement en 1844.

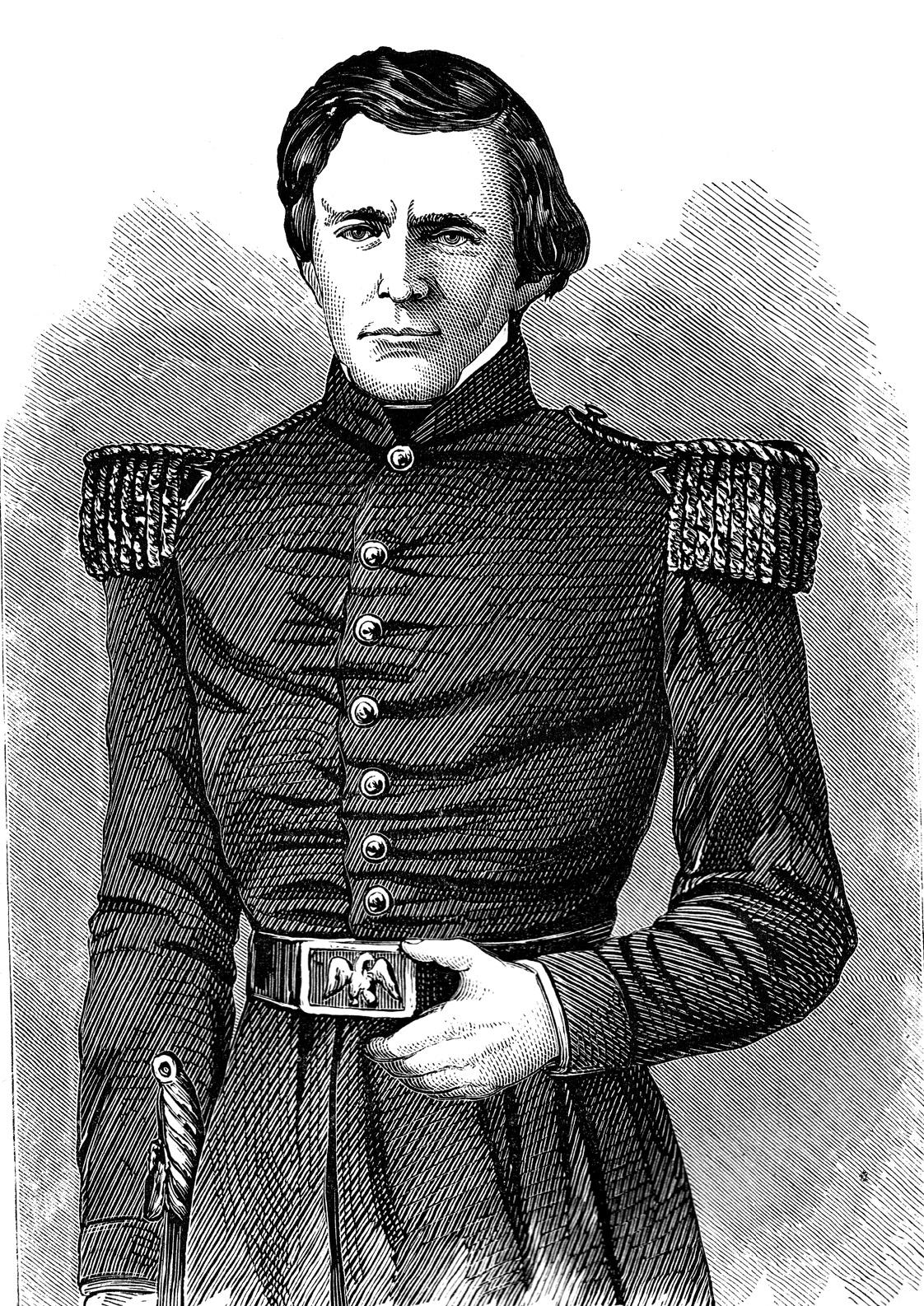
Portrait de Grant en 1843.

Les tensions entre les États-Unis et le Mexique concernant le Texas s'accrurent en 1845 et l'unité de Grant fut redéployée en Louisiane au sein de l'armée d'Observation du major-général Zachary Taylor. Lorsque la guerre américano-mexicaine éclata en 1846, l'armée américaine envahit le Mexique. Mécontent de ses responsabilités de quartier-maître, Grant rejoignit le front et participa à la bataille du Resaca de la Palma. En septembre 1846, il démontra ses talents de cavalier à la bataille de Monterrey en portant une dépêche à travers la ville sous les tirs ennemis,. Le président américain James K. Polk, inquiet de la popularité grandissante de Taylor, divisa l'armée et affecta quelques unités dont celles de Grant à une nouvelle armée commandée par le major-général Winfield Scott. Cette armée débarqua à Veracruz au printemps 1847 et avança vers la capitale Mexico. À Chapultepec, Grant déploya un obusier dans le clocher d'une église pour bombarder les troupes mexicaines. L'armée américaine entra dans Mexico quelques jours plus tard en septembre 1847 et les Mexicains demandèrent une trêve peu après.
Dans ses mémoires, Grant écrivit qu'il apprit beaucoup du commandement en observant ses supérieurs et s'identifia rétrospectivement au style de Taylor. À l'époque, il considérait néanmoins que la guerre avait été injuste et estimait que les gains territoriaux américains étaient destinés à étendre l'esclavage vers l'ouest ; en 1883, il écrivit : « J'étais farouchement opposé au projet et, jusqu'à ce jour, je considère la guerre comme l'une des plus injustes jamais menées par une nation puissante contre une faible ». Il estima également que la guerre de Sécession fut la punition de l'agression américaine du Mexique.
Le 22 août 1848, Grant et Julia se marièrent après quatre ans de fiançailles. Ils eurent quatre enfants : Frederick (1850-1912), Ulysses Jr. (« Buck ») (1852-1929), Ellen (« Nellie ») (1855-1922) et Jesse (1858-1934). Grant fut affecté à diverses unités dans les six années qui suivirent. Ses premières affectations après la guerre furent à Détroit dans le Michigan et à Sackets Harbor dans l'État de New York, une assignation qui plut particulièrement au couple. Au printemps 1852, il se rendit à Washington, pour demander sans succès au Congrès d'annuler un décret exigeant, qu'en tant que quartier-maître, il rembourse 1 000 dollars (environ 30 700 $ de 2012) d'équipements perdus, affaire dans laquelle il n'avait aucune responsabilité personnelle. Il fut envoyé en 1852 à Fort Vancouver dans le territoire de l'Oregon à l'apogée de la ruée vers l'or en Californie. Julia ne put pas l'accompagner car elle était enceinte de huit mois de leur second enfant. Le trajet maritime jusqu'en Californie fut compliqué par les difficultés logistiques et une épidémie de choléra lors de la traversée terrestre de l'isthme de Panama. Grant mit en application ses talents organisationnels pour créer des dispensaires improvisés.
Pour compléter sa solde militaire, insuffisante pour soutenir sa famille, Grant se lança sans succès dans plusieurs activités commerciales et fut à une occasion escroqué par un partenaire. L'échec de ces entreprises confirma l'opinion de Jesse Grant selon laquelle son fils n'avait pas d'avenir dans ce secteur d'activité et cela détériora les relations entre les deux hommes. Grant devint de plus en plus déprimé par ses ennuis financiers et la séparation d'avec sa famille ; la rumeur commença à circuler qu'il s'était mis à boire avec excès.
À l'été 1853, Grant fut promu capitaine, l'un des cinquante en service actif ; il fut assigné au commandement de la compagnie F du 4e régiment d'infanterie à Fort Humboldt près d'Eureka sur la côte californienne. Le commandant du fort, le lieutenant-colonel breveté Robert C. Buchanan, un adepte de la discipline stricte, fut informé que Grant se soûlait à la table des officiers en dehors du service ; pour éviter un procès en cour martiale, il lui proposa de quitter l'armée. Grant accepta et il démissionna le 31 juillet 1854. Le département de la Guerre indiqua sur ses documents que « rien ne nuit à son honorable nom ». Les rumeurs continuèrent néanmoins à circuler sur son intempérance. Selon son biographe William S. McFeely, les historiens s'accordent sur le fait que son alcoolisme était à l'époque une réalité même si aucun témoignage ne le prouve. Des années plus tard, Grant écrivit cependant que « le vice de l'intempérance n'a pas joué qu'un petit rôle dans [sa] décision de démissionner, ». Son père, qui continuait de croire en sa carrière militaire, essaya sans succès de convaincre le secrétaire à la Guerre, Jefferson Davis, d'annuler sa démission.

## Vie civile

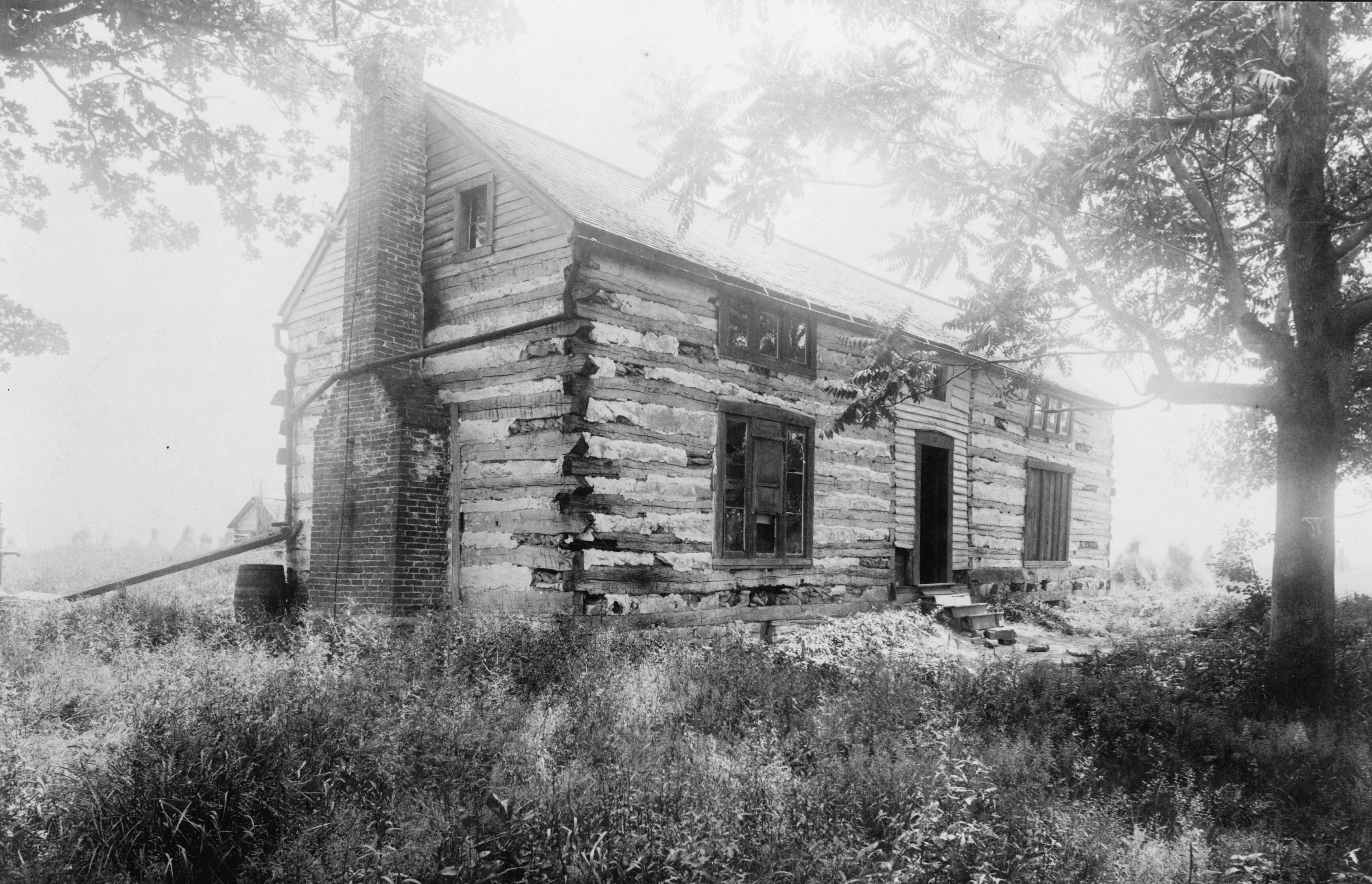
« Hardscrabble », la maison que Grant construisit pour sa famille dans le Missouri.

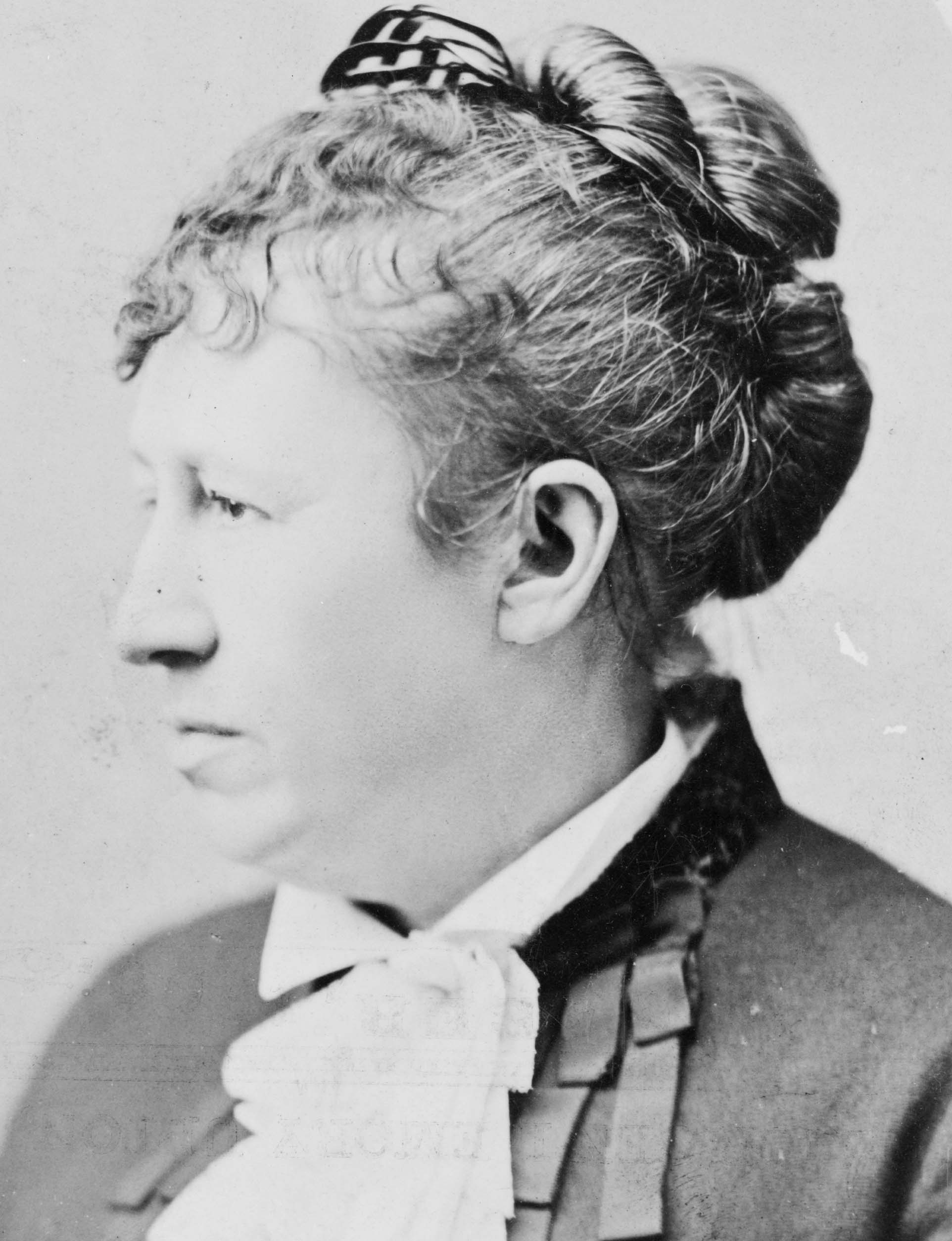
Julia Grant.

À 32 ans et sans vocation dans le civil, Grant connut plusieurs années financièrement difficiles. Son père lui offrit un poste à Galena dans l'Illinois dans une des succursales de son entreprise de tannerie à condition que Julia et ses enfants restent avec ses parents dans le Missouri ou dans la famille Grant dans le Kentucky. Le couple s'opposa à toute séparation et refusa la proposition. En 1854, Grant s'installa en tant qu'agriculteur sur la propriété de son beau-frère près de Saint-Louis en utilisant les esclaves du père de Julia mais l'exploitation périclita rapidement. Deux années plus tard, Grant et sa famille s'installèrent sur la ferme de son beau-père et il construisit une cabane en rondins rustique surnommée Hardscrabble (« Misérable ») que Julia détesta. Durant cette période, il acheta au père de son épouse un esclave, William Jones, âgé de 35 ans. N'ayant toujours pas rencontré le succès en agriculture, le couple quitta la ferme après la naissance de son quatrième et dernier enfant en 1858 ; Grant affranchit son esclave en 1859 au lieu de le revendre à une époque où il aurait pu en tirer un bon prix alors qu'il avait désespérément besoin d'argent. L'année suivante, la famille acheta une petite maison à Saint-Louis et Grant travailla sans grand succès en tant que collecteur des impôts avec un cousin de Julia. En 1860, Jesse lui offrit à nouveau un poste dans sa succursale de Galena mais sans conditions et il accepta. Le magasin appelé « Grant & Perkins » vendait des harnais, des selles et d'autres produits en cuir fabriqués avec des peaux achetées localement.
Grant ne s'était jamais vraiment intéressé à la politique avant la guerre de Sécession. Son père était un whig abolitionniste tandis que son beau-père était un membre influent du parti démocrate dans le Missouri. En 1856, il vota pour le candidat démocrate James Buchanan plus par opposition au candidat républicain, John C. Frémont, que par véritable enthousiasme. À l'élection suivante, il préféra le candidat démocrate Stephen A. Douglas au républicain Abraham Lincoln et ce dernier au candidat démocrate dans le Sud, John C. Breckinridge. Durant la guerre, il se rapprocha des républicains radicaux et épousa complètement leur gestion agressive du conflit et leur volonté de mettre un terme à l'esclavage.

## Guerre de Sécession

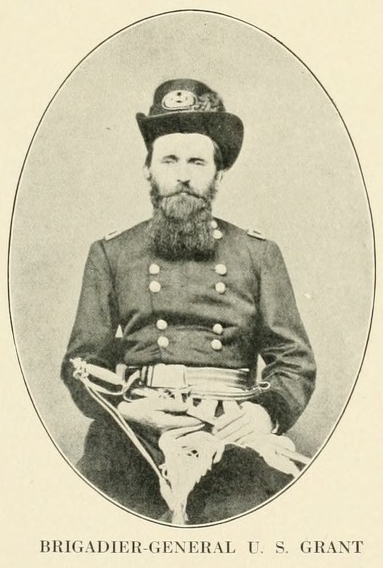
Photographie du brigadier-général Grant en 1861

La guerre de Sécession éclata le 12 avril 1861 avec l'attaque confédérée de Fort Sumter à Charleston en Caroline du Sud. Deux jours plus tard, Lincoln ordonna le recrutement de 75 000 volontaires. Étant le seul militaire professionnel de la région, Grant fut sollicité pour présider un rassemblement à cet effet à Galena. Il participa au recrutement d'une compagnie de volontaires et l'accompagna à la capitale Springfield. Le gouverneur de l'Illinois Richard Yates, Sr. lui offrit un poste de recruteur qu'il accepta même s'il aurait préféré une fonction de commandement. Il contacta sans succès plusieurs officiers en ce sens dont le major-général George B. McClellan. Dans le même temps, Grant continua à servir dans les camps d'entraînement et fit une forte impression sur les recrues. Avec le soutien du représentant Elihu B. Washburne de l'Illinois, il fut promu colonel par le gouverneur Yates le 14 juin 1861 et affecté au 21e régiment d'infanterie volontaire de l'Illinois. Transféré dans le Nord du Missouri, Grant fut nommé brigadier-général par Lincoln à nouveau avec le soutien de Washburne. À la fin du mois d'août, le major-général John C. Frémont affecta Grant au district de Cairo dans le sud de l'Illinois. Il recouvra son énergie et sa confiance au début du conflit, et se rappela par la suite avec une grande satisfaction qu'après le premier rassemblement de recrutement à Galena : « je ne suis plus jamais retourné dans la tannerie… ». Il se montre favorable à une stratégie agressive pour gagner la guerre, consistant à infliger des pertes humaines massives à l'armée confédérée.

### Fort Henry et Fort Donelson

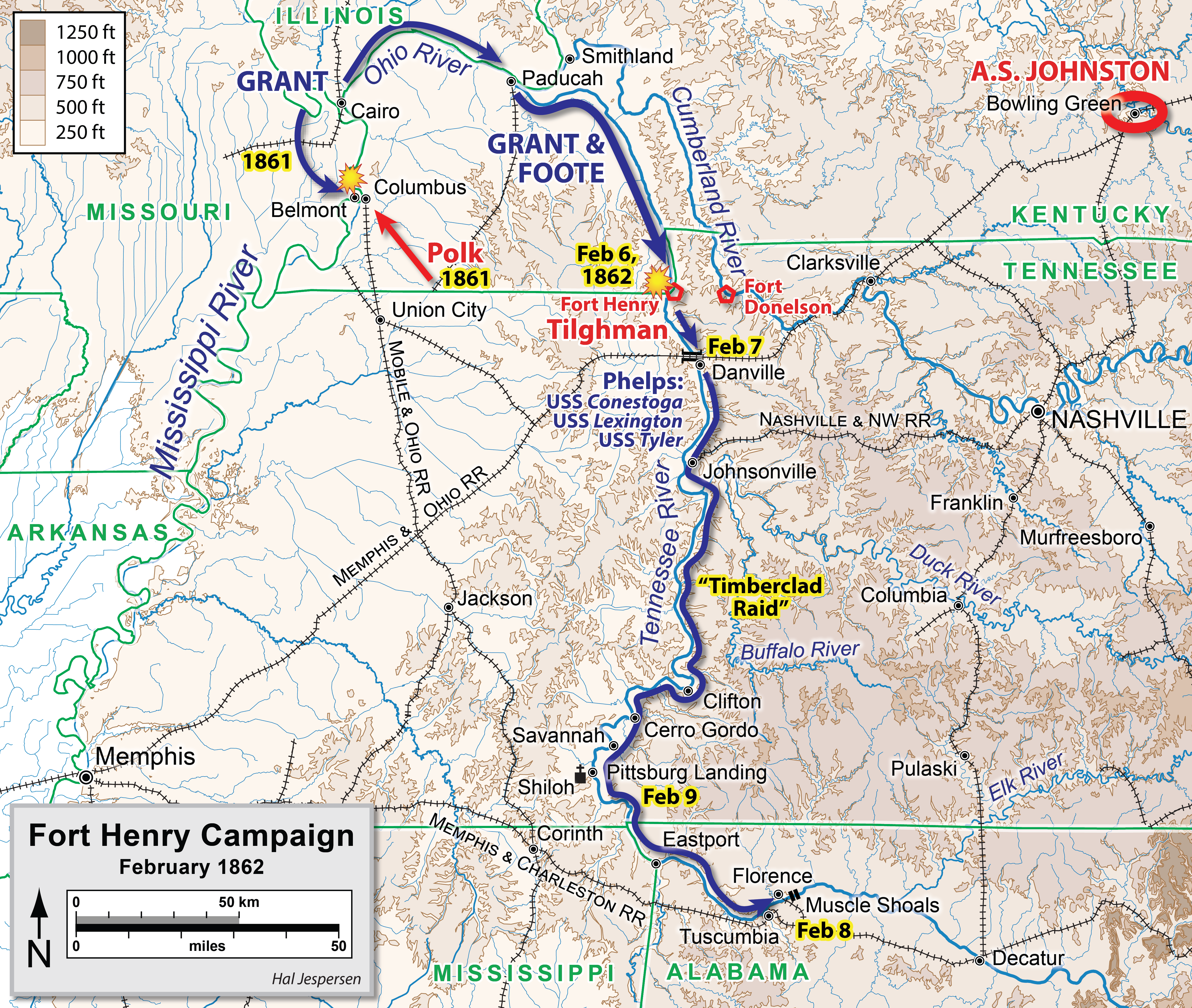
Campagne de Grant au début de l'année 1862 avec les batailles de Fort Belmont, de Fort Henry, de Fort Donelson et de Shiloh

Les troupes de Grant furent engagées pour la première fois non loin de Cairo à proximité du confluent stratégique de l'Ohio, de la Cumberland, du Tennessee et du Mississippi. L'armée confédérée du major-général Leonidas Polk était stationnée à Columbus dans le Kentucky et Frémont demanda à Grant de faire des démonstrations de force sans passer à l'offensive. Lorsque Lincoln limogea Frémont après qu'il eut instauré la loi martiale dans le Missouri, Grant attaqua les positions confédérées à Fort Belmont avec 3 114 hommes. Il prit le fort mais en fut par la suite délogé et repoussé à Cairo par les troupes du brigadier-général Gideon Pillow. Bien que ce fût une défaite tactique, cette bataille renforça le moral de Grant et de ses hommes. Il demanda alors au major-général Henry W. Halleck l'autorisation d'attaquer Fort Henry sur la rivière Tennessee ; ce dernier accepta à la condition que l'offensive soit supervisée par l'amiral Andrew Hull Foote. La coopération étroite des forces terrestres et navales permit à Grant de prendre Fort Henry le 6 février 1862 ; cette prise fut d'autant plus facile que le fort était presque submergé par le fleuve en crue, et que ses défenseurs étaient en sous-effectifs. Les troupes nordistes se tournèrent alors vers la fortification voisine de Fort Donelson sur la Cumberland, où la résistance fut plus forte. Les premiers assauts des navires de Foote furent repoussés par les canons du fort où se trouvaient 12 000 défenseurs commandés par Pillow contre 25 000 assaillants menés par Grant. Encerclés, les Confédérés tentèrent de réaliser une sortie et parvinrent à repousser le flanc droit nordiste qui se replia en désordre vers l'est. Grant rassembla ses forces, restaura la situation et contre-attaqua sur le flanc gauche de Pillow qui fut contraint de revenir dans le fort où il céda le commandement au brigadier-général Simon Bolivar Buckner. Ce dernier se rendit le lendemain et les termes de la reddition de Grant furent largement repris au Nord : « Aucune condition autre qu'une capitulation sans condition et immédiate ne saurait être acceptée ». Grant gagna le surnom de Unconditional Surrender (« Reddition sans conditions ») et Abraham Lincoln le promut major-général.

### Shiloh

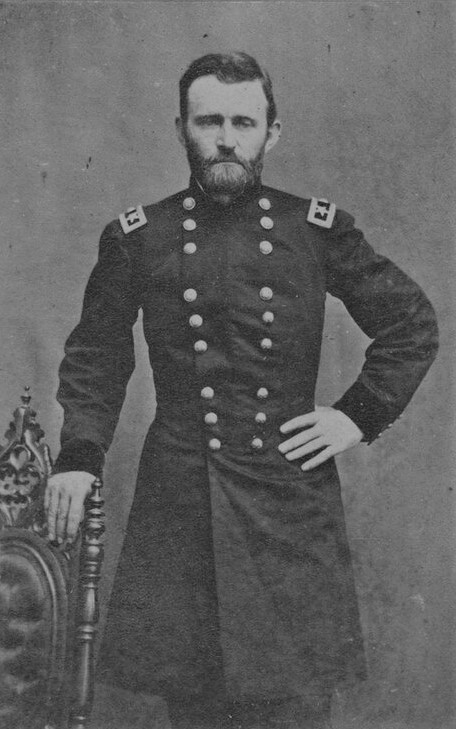
Le major-général Ulysses Simpson Grant vers 1862.

L'avancée de Grant vers Fort Henry et Fort Donelson était alors l'offensive la plus significative de l'Union sur le territoire de la Confédération. Son armée du Tennessee, forte de 48 894 hommes, s'était retranchée sur la rive ouest du Tennessee et avec le brigadier-général William T. Sherman, Grant se préparait à attaquer la place-forte confédérée de Corinth dans le Mississippi. Les Confédérés s'attendaient à cette offensive et frappèrent les premiers en attaquant le camp unioniste lors de la bataille de Shiloh le 6 avril 1862. Plus de 44 000 soldats confédérés menés par les généraux Albert S. Johnston et P. G. T. de Beauregard participèrent à cet assaut, dont l'objectif était d'annihiler les troupes unionistes dans la région. Prises par surprise, les troupes de Grant furent progressivement repoussées vers le fleuve, et si les troupes confédérées n'avaient pas été trop épuisées pour continuer le combat, celles de Grant auraient sans doute été détruites. Évitant la débandade, Grant et Sherman contre-attaquèrent le lendemain matin avec les unités des major-généraux Don Carlos Buell et Lew Wallace arrivées dans la nuit. Les troupes de Beauregard parvinrent à s'échapper mais l'armée du Tennessee avait été sauvée,.
Avec un total de près de 24 000 victimes dont 3 500 morts, cette bataille devint la plus sanglante du conflit, sans qu'aucun camp n'en ait tiré un avantage stratégique. Grant nota par la suite que le carnage de Shiloh lui fit comprendre que la Confédération ne pourrait être vaincue que par la destruction complète de ses armées. Si son commandement durant la bataille fut salué, son manque de préparatifs défensifs fut aussi critiqué et Halleck transféra le commandement de l'armée du Tennessee au brigadier-général George H. Thomas. Grant fut promu à la fonction dénuée de pouvoir de commandant-en-second des armées de l'Ouest. Il envisagea alors à nouveau de quitter l'armée mais en fut dissuadé par Sherman. Dans le même temps, la lente progression de Halleck vers Corinth, de 30 kilomètres en un mois, permit à toute l'armée confédérée de s'échapper. Envoyé par le secrétaire à la Guerre Edwin M. Stanton, Charles A. Dana interrogea Grant et rapporta à Lincoln et à Stanton que ce dernier semblait « garder son sang-froid et être impatient de combattre ». Lincoln replaça alors Grant à la tête de l'armée du Tennessee.

### Vicksburg

Assaut nordiste durant le siège de Vicksburg ; gravure de 1883 de Thure de Thulstrup.

Lincoln était déterminé à prendre le bastion stratégique confédéré de Vicksburg sur le Mississippi et autorisa le major-général John A. McClernand à lever une armée dans l'Illinois. Grant fut très déçu de ne pas recevoir d'ordres pour avancer et encore plus mécontent de ce qui semblait être une tentative pour l'écarter. Selon son biographe William S. McFeely, cette frustration aurait été l'une des causes de son ordre général no 11 du 17 décembre 1862 qui expulsait tous les Juifs des territoires sous son contrôle en raison du marché noir du coton. Lincoln demanda l'annulation de cet ordre, ce que Grant fit 21 jours plus tard en considérant qu'il n'avait fait que suivre les consignes de Washington. Selon un autre biographe, Jean E. Smith, cela fut l'un « des exemples les plus flagrants d'antisémitisme étatique de l'histoire américaine ». Grant estimait que l'or, comme le coton, passait en contrebande à travers le front et que les Juifs pouvaient passer facilement dans les camps adverses. En 1868, il exprima ses regrets pour cet ordre ; en dehors de cet incident, son opinion sur les Juifs n'est pas connue.

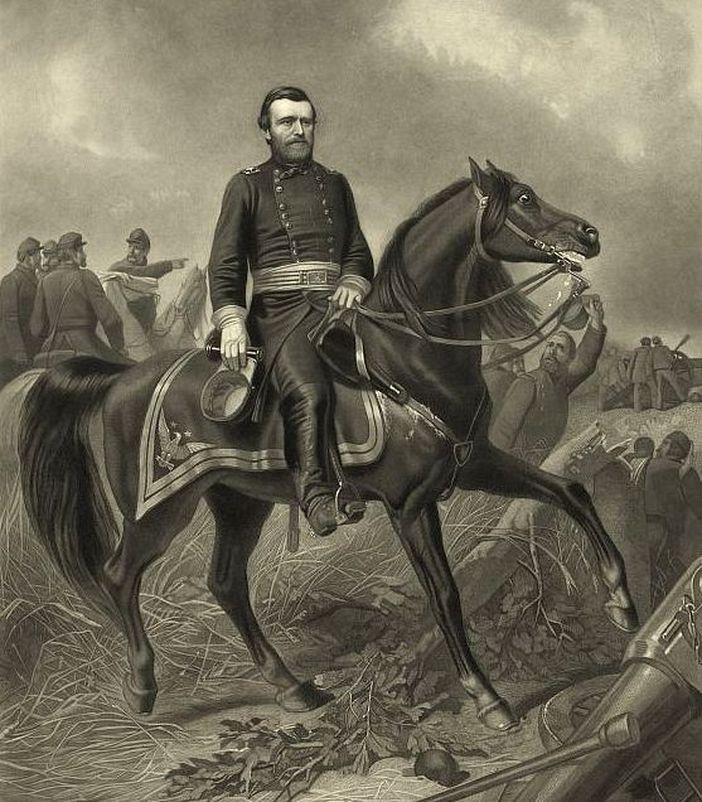
Le général U.S. Grant sur son cheval Cincinnati pendant le siège de Vicksburg.

En décembre 1862, Grant avança vers Vicksburg avec les majors-généraux James B. McPherson et Charles S. Hamilton et en coordination avec une offensive maritime commandée par Sherman. Les généraux sudistes Nathan B. Forrest et Earl Van Dorn retardèrent la progression unioniste en harcelant ses lignes de communication, tandis que l'armée confédérée du lieutenant-général John C. Pemberton repoussa l'attaque de Sherman à la bataille de Chickasaw Bayou.
Pour la seconde tentative de prendre Vicksburg, Grant réalisa sans succès une série de manœuvres le long du fleuve. Finalement en avril 1863, les troupes unionistes progressèrent sur la rive ouest du Mississippi et traversèrent le fleuve avec les navires de David D. Porter. Ce mouvement fut facilité par les actions de diversion qui éloignèrent Pemberton. Après une série de batailles qui permirent la prise d'un nœud ferroviaire près de Jackson, Grant battit Pemberton lors de la bataille de Champion Hill. Deux assauts contre la forteresse de Vicksburg se soldèrent néanmoins par de lourdes pertes et la bataille se transforma en un siège qui dura sept semaines. Alors que le siège débutait, Grant passa deux jours à boire. Pemberton se rendit le 4 juillet 1863,. Durant cette campagne, Grant se préoccupa des esclaves en fuite ou déplacés par les combats qui étaient menacés par les maraudeurs confédérés ; il les plaça sous la protection du brigadier-général John Eaton, qui les autorisa à travailler dans les plantations confédérées abandonnées pour soutenir l'effort de guerre.
La capture de Vicksburg permit à l'Union de prendre le contrôle de l'ensemble du cours du Mississippi et de couper la Confédération en deux. Même si ce succès renforça le moral des troupes unionistes et la position stratégique de l'Union, Grant fut critiqué pour ses décisions et pour sa propension à boire. Lincoln envoya à nouveau Dana pour garder un œil sur cette faiblesse du général ; Dana devint un ami proche de Grant, qui modéra par la suite cette tendance. La rivalité personnelle entre Grant et McClelland continua après Vicksburg, mais cessa lorsque Grant le limogea pour avoir donné un ordre sans son accord.

### Chattanooga et promotion

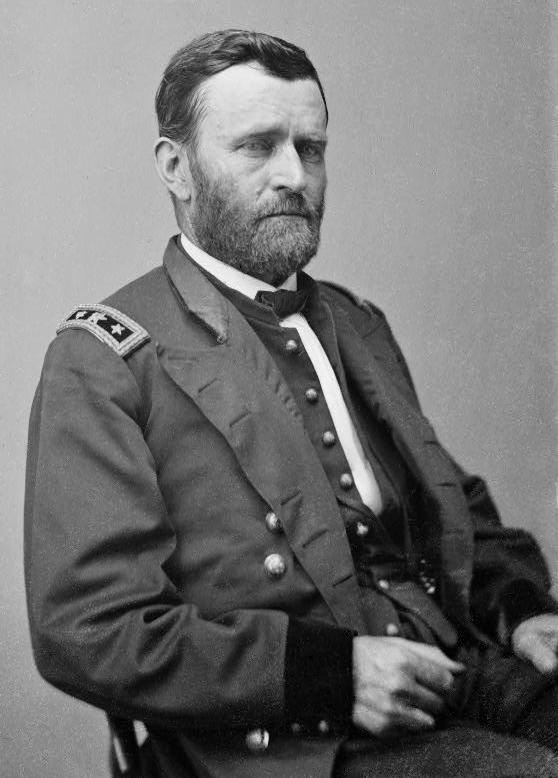
Grant après sa promotion au grade de lieutenant-général en 1863.

En octobre 1863, Lincoln plaça Grant à la tête de la nouvelle division militaire du Mississippi, ce qui lui donnait autorité sur tout le théâtre occidental en dehors de la Louisiane. Après la bataille de Chickamauga en septembre, le général confédéré Braxton Bragg obligea l'armée du Cumberland du major-général William S. Rosecrans à se replier à Chattanooga, un important nœud ferroviaire, où elle fut encerclée ; seule la résistance de George H. Thomas et de son XIVe corps empêcha la destruction de l'armée unioniste. Informé de la situation délicate à Chattanooga, Grant remplaça Rosecrans à la tête de l'armée encerclée par Thomas et mena personnellement des reconnaissances dans la zone. Lincoln dépêcha le major-général Joseph Hooker et deux divisions de l'armée du Potomac pour renforcer l'armée du Cumberland et ces renforts permirent à Grant et au major-général William F. Smith d'ouvrir une ligne de ravitaillement vers la ville encerclée,.
Le 23 novembre 1863, Grant rassembla trois armées pour repousser les forces de Bragg à Missionary Ridge et Lookout Mountain. Thomas et l'armée du Cumberland prirent les premières positions confédérées à Missionary Ridge, tandis qu'à Lookout Mountain, Hoorket fit 1 064 prisonniers. Le lendemain, Sherman et quatre divisions de l'armée du Tennessee attaquèrent le flanc droit de Bragg qui fut contraint de dégarnir les défenses de Missionary Ridge. S'en étant rendu compte, Grant ordonna l'assaut général sur les positions affaiblies et les troupes du major-général Philip Sheridan et du brigadier-général Thomas John Wood obligèrent les Confédérés à se replier en désordre. Même si l'armée sudiste parvint à s'enfuir, la bataille exposait la Géorgie et le cœur de la Confédération à l'invasion. La gloire de Grant s'accrut et il fut promu lieutenant-général, un grade qui n'avait été auparavant accordé qu'à George Washington et Winfield Scott.
Déçu par l'incapacité du major-général George G. Meade à poursuivre le général confédéré Robert E. Lee après la bataille de Gettysburg en juillet 1863, Lincoln nomma Grant Commanding General of the United States Army avec autorité sur toutes les armées de l'Union en mars 1864. Il céda le commandement de la division du Mississippi à Sherman et se rendit à Washington pour définir une nouvelle stratégie avec Lincoln. Après avoir installé Julia dans une maison de Georgetown, Grant établit son quartier-général près de celui de l'armée du Potomac de Meade à Culpeper en Virginie. La stratégie nordiste pour obtenir une victoire rapide consistait en une série d'offensives coordonnées pour empêcher les Confédérés de redéployer leurs forces sur les fronts en difficulté. Sherman attaquerait en direction d'Atlanta et de la Géorgie tandis que Meade mènerait son armée contre l'armée de Virginie du Nord de Lee et que le major-général Benjamin Franklin Butler avancerait depuis le sud-ouest vers la capitale confédérée de Virginie jusqu'à la James River. Dans le même temps, le major-général Franz Sigel prendrait la voie ferrée stratégique à Lynchburg avant de progresser vers l'est pour capturer la vallée de Shenandoah depuis les Montagnes bleues,. Grant était de plus en plus populaire et certains commencèrent à estimer que dans le cas d'une victoire rapide de l'Union, il pourrait se présenter à la présidence lors de l'élection de novembre. Grant en était conscient mais il avait rejeté l'idée lors d'échanges avec Lincoln.

### De la Wilderness à Appomattox

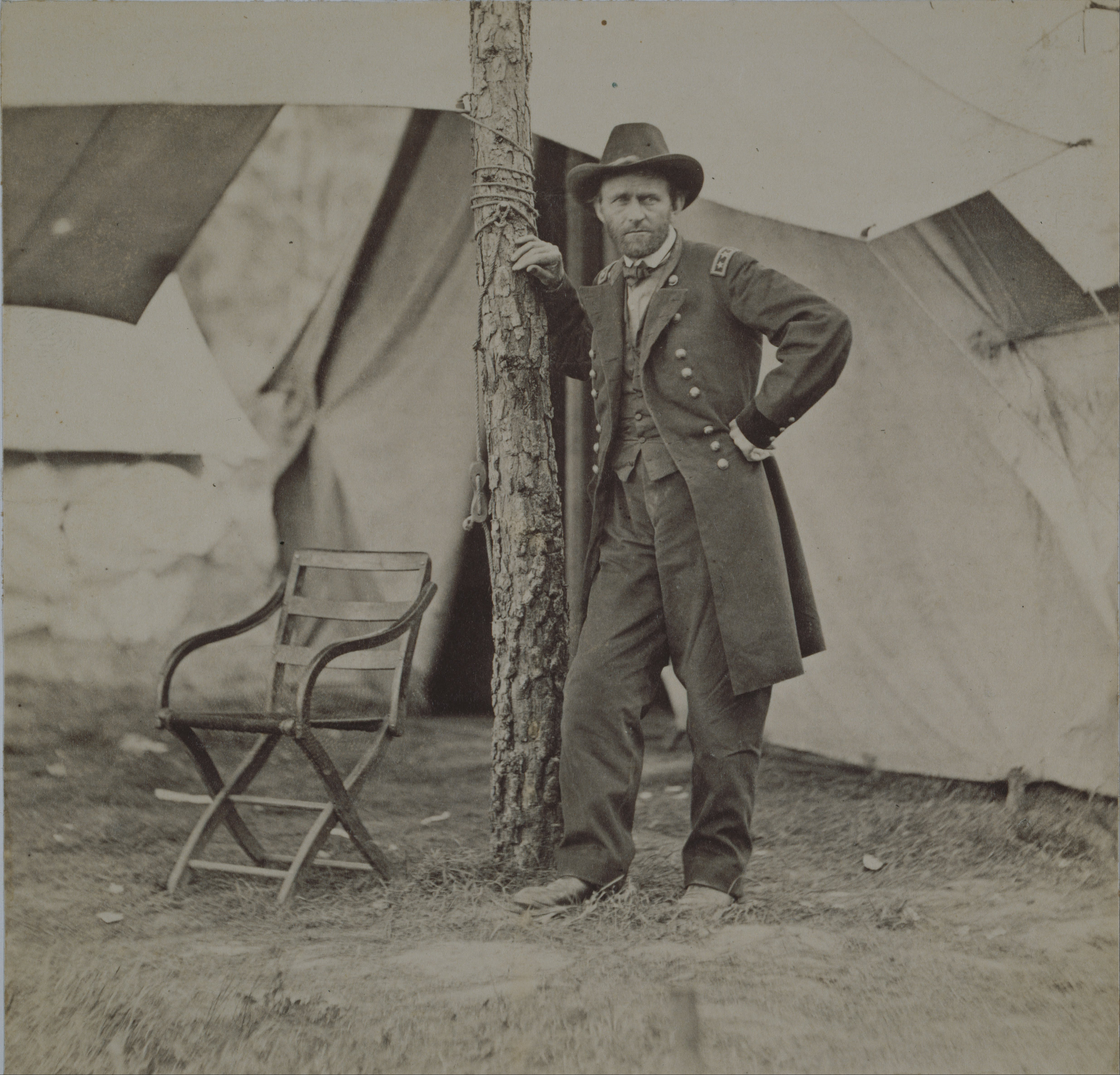
Grant à Cold Harbor en 1864 ; photographie de Mathew Brady

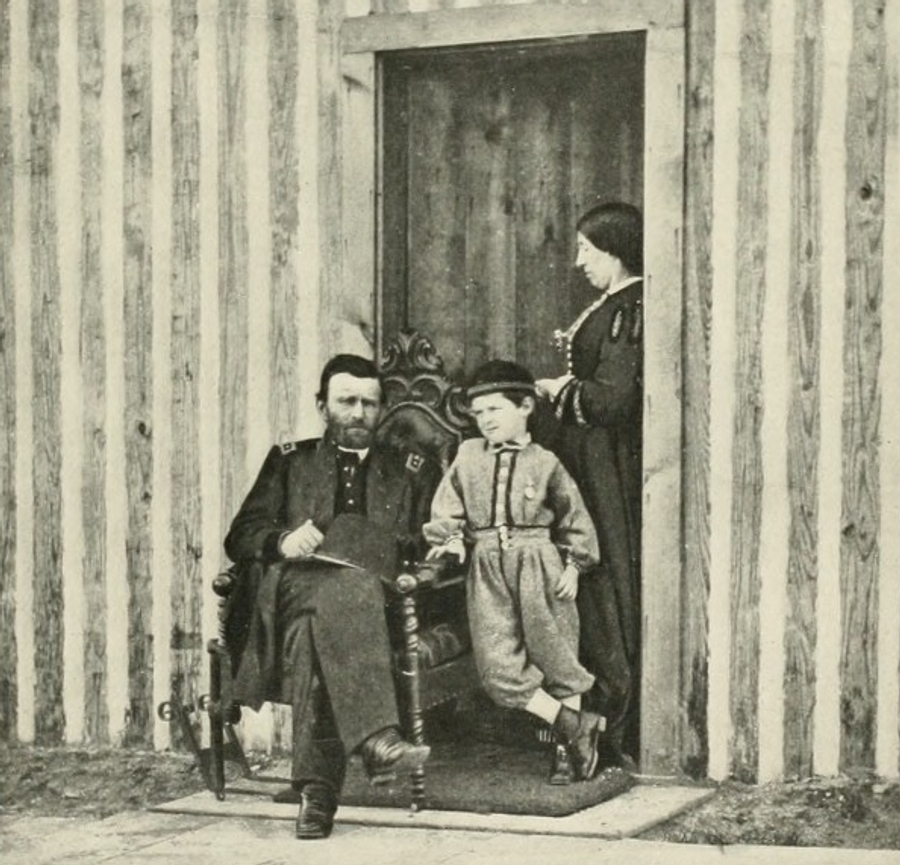
Grant à City Point avec son épouse et son fils Jesse en 1864

#### Overland Campaign
La progression de Sigel et de Butler fut rapidement bloquée et Grant se retrouva seul pour affronter Lee durant une série de sanglantes batailles qui fut plus tard appelée l'Overland Campaign. Après avoir passé le mois d'avril 1864 à regrouper l'armée du Potomac, Grant traversa le fleuve Rapidan et engagea Lee à la bataille de la Wilderness qui dura trois jours sans qu'aucun des belligérants puisse revendiquer la victoire. Lee se replia en bon ordre mais le commandant nordiste, contrairement à ses prédécesseurs, était déterminé à poursuivre son offensive et il attaqua le flanc droit confédéré au nœud routier de Spotsylvania le 8 mai. Durant les treize jours de l'affrontement, Grant tenta de percer les lignes confédérées et lança ce qui fut l'un des assauts les plus violents de la guerre contre le Bloody Angle (« l'Angle Sanglant »). Malgré ses efforts, les Confédérés tinrent leurs positions. Il tenta à nouveau de les prendre par le flanc à la bataille de North Anna mais ils s'étaient cependant solidement retranchés et Grant manœuvra pour attaquer au nœud ferroviaire de Cold Harbor le 31 mai. Durant les premiers jours de cette bataille qui en dura treize, les assauts de l'Union se brisèrent sans effets sur les défenses confédérées. Les terribles pertes, 52 788 dans le mois qui suivit la traversée de la Rapidan, valurent à Grant le surnom de « Boucher ». Les pertes de Lee étaient inférieures avec 32 907 victimes mais la Confédération n'était plus en mesure de les remplacer. Le coûteux assaut du 3 juin à Cold Harbor fut le second des deux affrontements de la guerre que Grant regretta visiblement. Sans que Lee s'en rende compte, Grant se retira de Cold Harbor et progressa vers le sud pour soutenir Butler qui tentait de traverser la James River à Bermuda Hundred pour attaquer Petersburg et obliger Lee à dégarnir son flanc nord pour protéger ce nœud ferroviaire reliant Richmond au reste de la Confédération,.

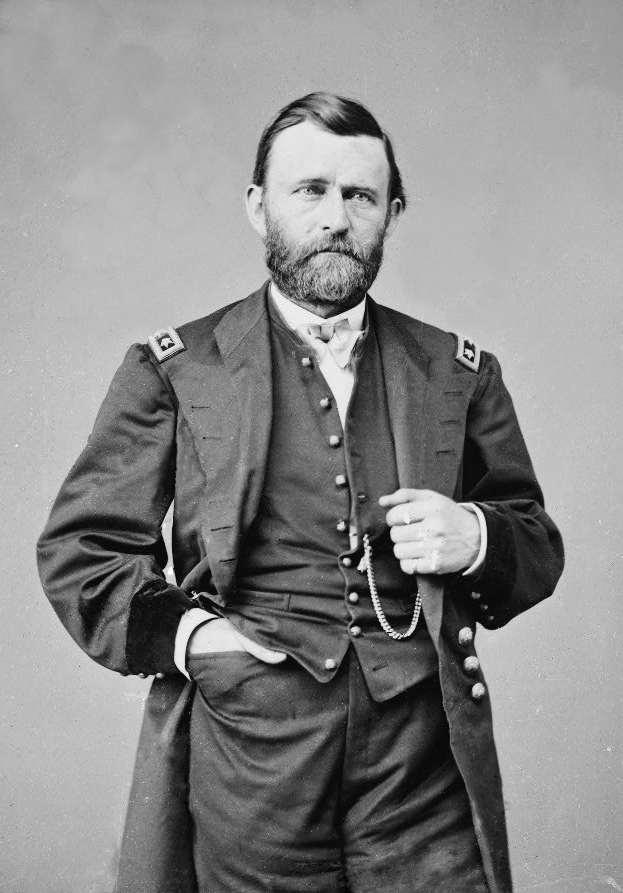
Ulysses Grant en 1864

#### Siège de Petersburg
P. G. T. de Beauregard parvint à empêcher les Unionistes de prendre la ville et l'arrivée des renforts de Lee transforma la bataille en un siège de neuf mois. La situation militaire sur le théâtre oriental étant dans l'impasse, le mécontentement contre la guerre grandit au sein des territoires contrôlés par l'Union. Les actions de Grant permirent néanmoins d'immobiliser les troupes sudistes dans la zone et empêchèrent Lee de s'opposer efficacement à la campagne de Sherman dans le Sud. Ce dernier s'empara ainsi d'Atlanta le 22 juin et ce succès contribua à la victoire de Lincoln lors de l'élection présidentielle de 1864 face au général George McClellan qui avait défendu l'idée d'une trêve avec la Confédération. Pour desserrer l'emprise unioniste autour de Petersburg, Lee envoya le général Jubal Early vers le nord le long de la vallée de Shenandoah pour attaquer Washington ; après des succès initiaux, il parvint dans le Maryland mais fut repoussé à la bataille de Fort Stevens en juillet 1864 et se replia en Virginie. Pour mettre un terme à cette menace, Sheridan reçut le commandement de l'armée de la Shenandoah avec ordre de ne laisser « aucun répit à l'ennemi ». Grant lui ordonna également de ravager cette riche région agricole stratégique pour la Confédération et il appliqua la politique de la terre brûlée. Lorsque Sheridan rapporta qu'il était harcelé par la cavalerie irrégulière de John S. Mosby, Grant recommanda de prendre en otages les familles des irréguliers et de les emprisonner à Fort McHenry dans le Maryland.

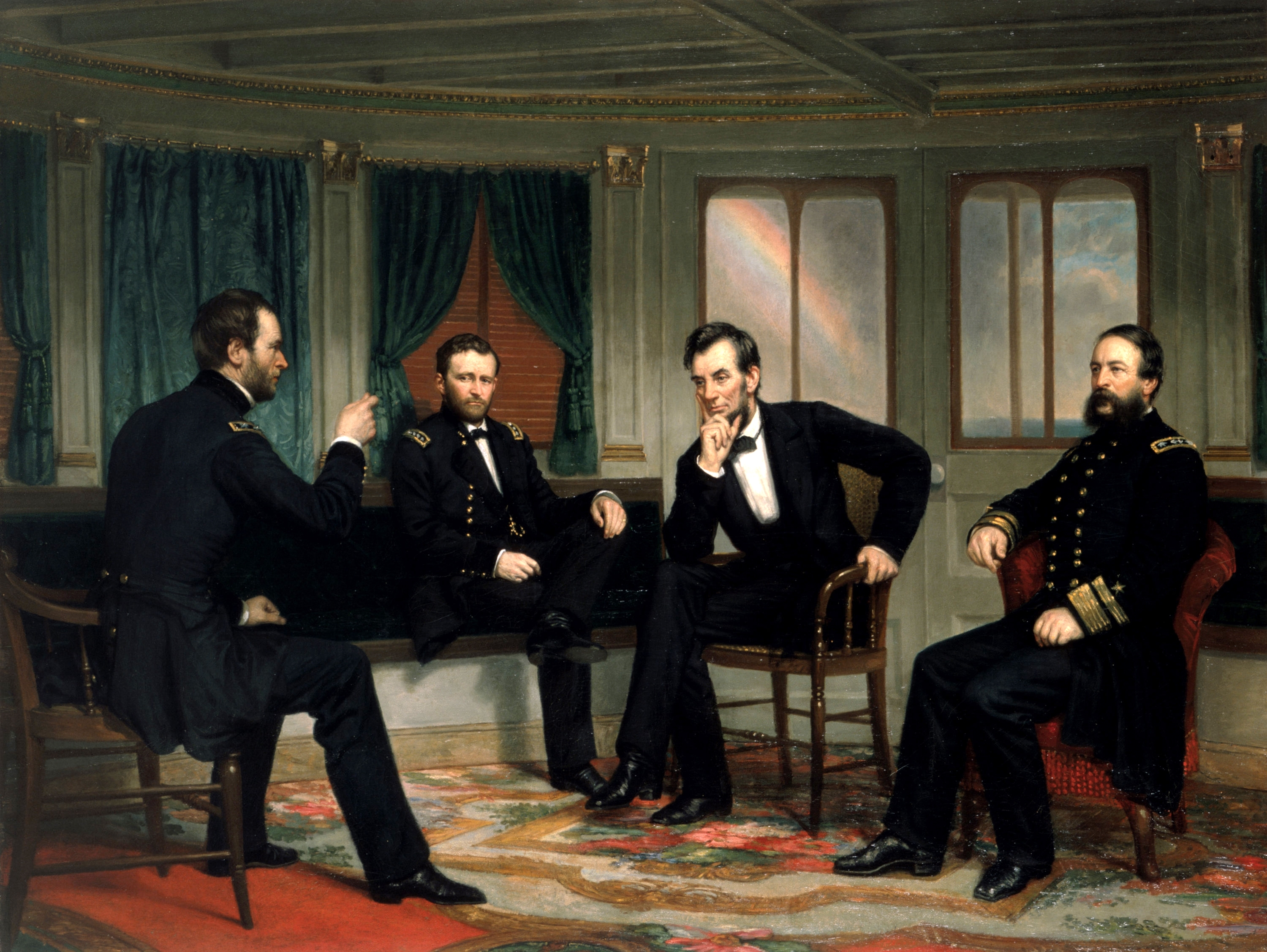
The Peacemakers ; peinture de 1868 de George P. A. Healy représentant (de gauche à droite) Sherman, Grant, Lincoln et Porter à bord du River Queen le 28 mars 1865.

Grant tenta de détruire une partie des tranchées confédérées autour de Petersburg en faisant exploser une sape le 30 juillet mais l'assaut fut confus et les Confédérés parvinrent facilement à le repousser. L'affrontement fit plus de 3 500 victimes dans les rangs de l'Union contre à peine 1 500 pour les Confédérés et Grant avança que « ce fut la plus triste affaire à laquelle j'ai assisté dans cette guerre, ». Le 9 août 1864, il échappa de justesse à la mort quand des espions confédérés firent exploser une barge de munitions près de son quartier-général à City Point (aujourd'hui Hopewell) ; la détonation fit néanmoins plusieurs dizaines de morts. Pour essayer de sortir de l'impasse du siège, Grant continua d'attaquer les défenses de Lee au sud-ouest de Petersburg pour prendre le contrôle des voies ferrées ravitaillant la ville. Le 21 août, les troupes unionistes s'emparèrent de la Wilmington and Weldon Railroad et poursuivirent en direction de la South Side Railroad et de la City Point Railroad. Une fois capturés, ces chemins de fer furent transférés à l'United States Military Railroad qui déploya son artillerie ferroviaire pour pilonner les positions confédérées.
Après que Sherman eut achevé sa Marche vers la Mer en prenant Savannah en Géorgie le 22 décembre 1864 et que les tentatives confédérées pour contrer cette offensive eurent échoué lors de la bataille de Nashville le 15 décembre, la victoire de l'Union ne faisait plus aucun doute et Lincoln décida de négocier la fin du conflit avec les Confédérés. Il chargea Francis P. Blair de transmettre un message au président confédéré Jefferson Davis et les émissaires des deux camps se rencontrèrent le 3 février à bord du navire River Queen près de Fort Monroe. La conférence fut un échec mais Grant montra sa volonté et sa capacité à assumer un rôle diplomatique au-delà de sa seule fonction militaire.

#### Campagne d'Appomattox
En mars 1865, Lincoln, Grant, Sherman et Porter se rencontrèrent au quartier-général de City Point pour définir la stratégie de l'Union dans les derniers jours de la guerre ; Petersburg tomba le 25 mars et Richmond fut prise au début du mois d'avril. Alors que son armée se désintégrait du fait des désertions, des maladies et du manque de ravitaillement, Lee tenta de rallier les dernières forces confédérées du général Joseph E. Johnston en Caroline du Nord mais la cavalerie de Sheridan parvint à empêcher leur rencontre. Lee et son armée se rendirent à Grant à Appomattox le 9 avril 1865. Les termes étaient honorables car les soldats sudistes étaient autorisés à rentrer chez eux sans leurs armes, mais avec leurs chevaux, à la condition qu'ils ne reprennent plus le combat contre les États-Unis. Les combats se poursuivirent quelque temps sur les autres fronts mais la guerre de Sécession prit fin dans les semaines qui suivirent la reddition de Lee.

### Assassinat de Lincoln

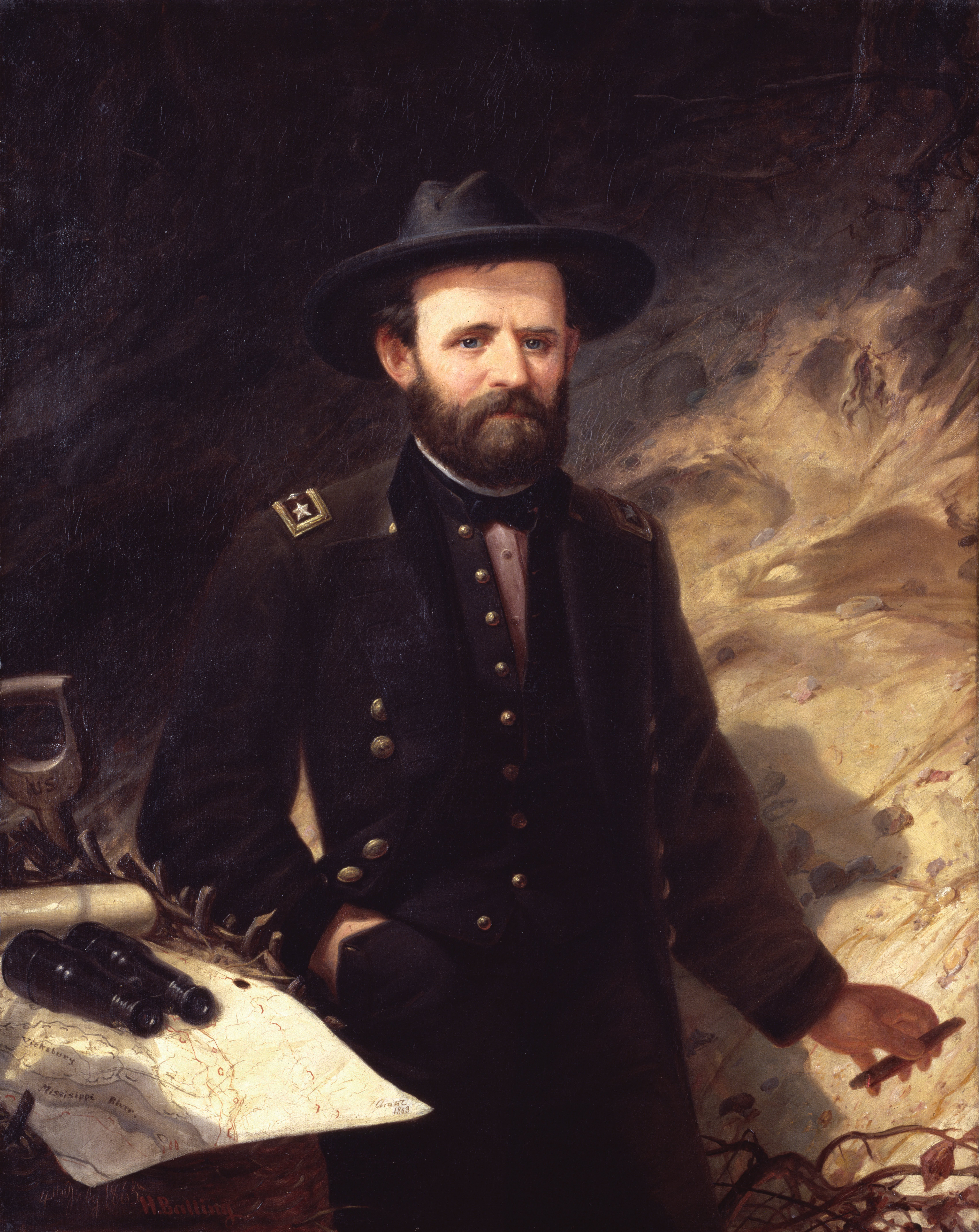
Portrait de Grant par Ole Peter Hansen Balling en 1865

Le 14 avril, cinq jours après la victoire d'Appomattox, Lincoln fut mortellement blessé par un sympathisant confédéré appelé John W. Booth et mourut le lendemain matin. L'assassinat faisait partie d'un complot visant à éliminer certains dirigeants unionistes. Grant avait participé à une réunion du Cabinet le 14 avril et Lincoln l'avait invité ainsi que son épouse à l'accompagner au théâtre Ford ; le couple déclina la proposition car il avait l'intention de se rendre à Philadelphie. Cela le mit à l'abri d'un danger mortel car Booth avait prévu d'abattre le président avec son pistolet puis de poignarder le général. Par l'intermédiaire de Dana, le secrétaire à la Guerre Stanton informa Grant de la mort de Lincoln et lui demanda de revenir immédiatement à Washington. Le lendemain, il ordonna immédiatement l'arrestation de tous les officiers confédérés libérés sur parole mais les renseignements fournis par le major-général Edward Ord réduisant le nombre des suspects le poussèrent à annuler cette décision. Lors des funérailles du 19 avril, Grant pleura ouvertement et déclara au sujet de Lincoln : « il fut incontestablement le plus grand homme que j'ai jamais rencontré ». Il était plus que méfiant envers son successeur, Andrew Johnson, et il dit à Julia qu'il craignait les changements dans l'administration. Selon McFeely, Grant considérait que l'attitude trop indulgente du nouveau président envers les ex-Confédérés « en ferait des citoyens réticents » et estima initialement qu'avec Johnson, « la Reconstruction a pris un retard dont personne ne peut donner la durée ».
À la fin du mois d'avril, Sherman accepta la reddition de Joseph E. Johnston en lui offrant des termes généreux qu'il pensait conformes à la vision exprimée par Lincoln à City Point ; il n'en avait cependant pas référé à Washington et n'avait aucune autorité pour négocier au nom des États-Unis. Le Cabinet refusa d'honorer les termes de la reddition jugés trop cléments et Stanton exprima publiquement son mépris pour Sherman ; désirant que l'erreur de son principal commandant ne lui porte pas trop préjudice, Grant sollicita une réunion du Cabinet pour discuter de la question et offrit de porter lui-même la lettre désavouant l'accord passé avec Johnston. Cette gestion adroite permit de sauvegarder leur amitié et Sherman accepta de renégocier les termes de reddition conformément à ce qui avait été décidé à Appomattox.

## Général en temps de paix

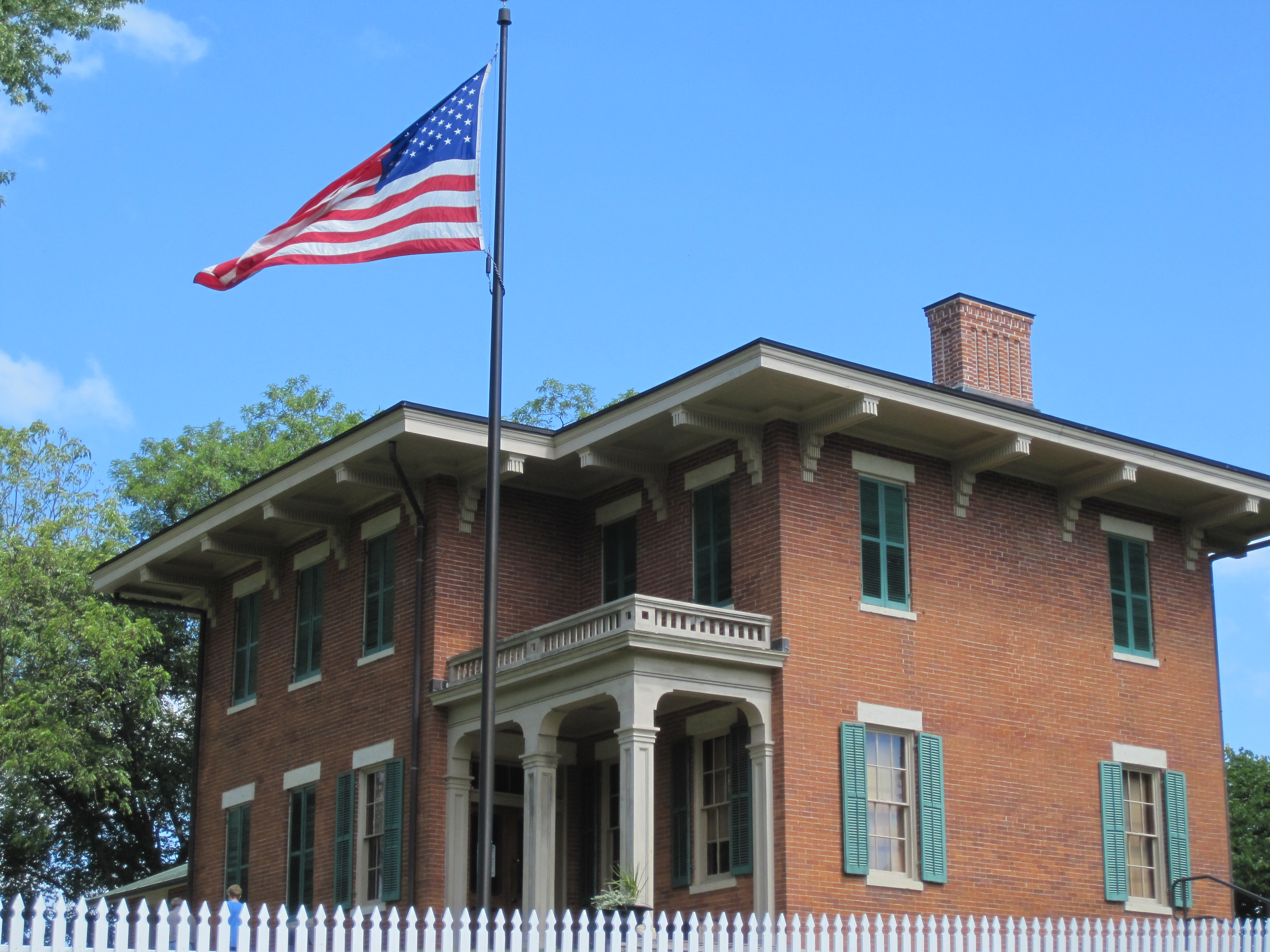
La résidence d'après-guerre de Grant à Galena.

### Célébrations et honneurs

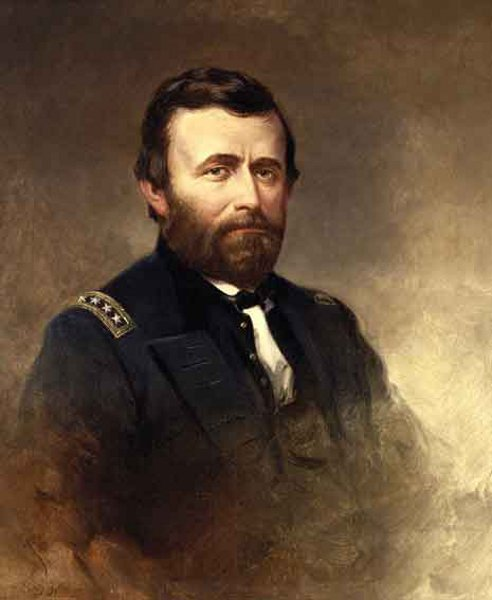
Grant obtient sa 4e étoile de général après la guerre de sécession

En mai 1865, l'Union League de Philadelphie, fondée en 1862 pour défendre les politiques de Lincoln, acheta une maison pour Grant et sa famille dans la ville mais ses fonctions militaires se trouvaient à Washington. Il commença donc par faire la navette et rentrait les week-ends mais Julia finit par s'installer avec lui dans la capitale en octobre. Ils achetèrent une maison à Georgetown Heights mais Grant demanda à Washburne de faire en sorte que sa résidence légale demeure à Galena dans l'Illinois pour des raisons politiques. Durant l'été 1865, il participa à des réceptions dans l'Illinois et l'Ohio où il fut accueilli avec enthousiasme. Le 25 juillet 1866, le Congrès le promut au grade récemment créé de général de l'armée ; il s'agit du rang le plus élevé de l'armée américaine en dehors de celui de General of the Armies qui ne fut accordé qu'à John J. Pershing en 1919 et à titre posthume à George Washington en 1976.
Grant était l'un des hommes les plus populaires du pays et Johnson, alors en conflit ouvert avec le Congrès dominé par les républicains radicaux, chercha à récupérer cette popularité en lui demandant de l'accompagner lors de ses déplacements. Souhaitant apparaître loyal, le général accepta mais il confia à son épouse que les discours du président étaient une « honte nationale » ; il cherchait également à ne pas s'aliéner les législateurs républicains dont le soutien lui serait nécessaire s'il se lançait en politique. Johnson se doutait que Grant voudrait se présenter à la présidence en 1868 et il décida de le nommer secrétaire à la Guerre à la place de Stanton. Grant évoqua cette opportunité avec Sherman qui lui conseilla de refuser de rejoindre l'administration de ce président affaibli.

### Reconstruction

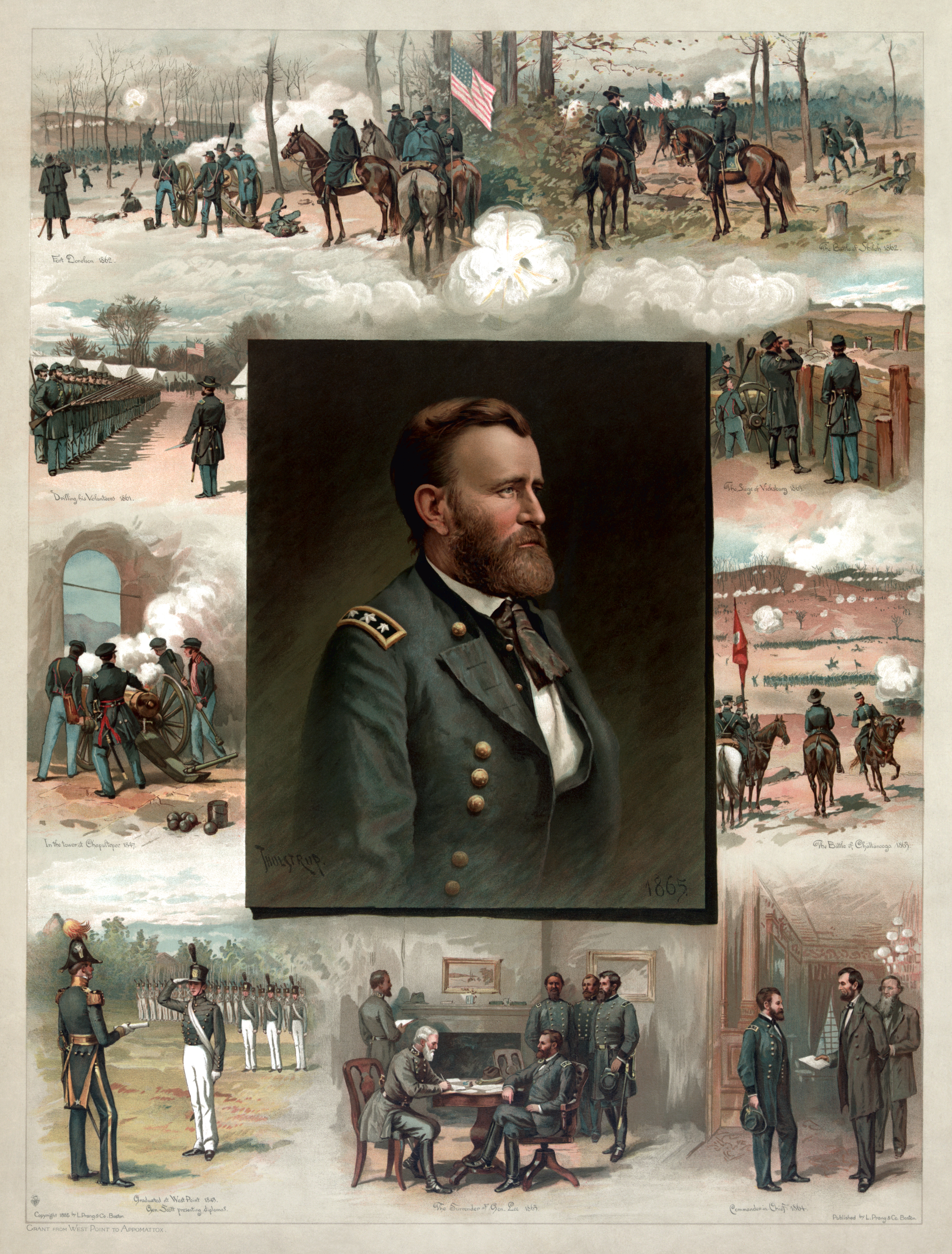
Illustration de 1885 de Thure de Thulstrup. Dans le sens des aiguilles d'une montre depuis en bas à gauche : West Point (1843), Chapultepec (1847), entraînement de volontaires (1861), Fort Donelson (1862), Shiloh (1862), Vicksburg (1863), Chattanooga (1863), promotion en tant que commandant en chef (1864), Appomattox (1865).

Après sa série de discours, Johnson envoya Grant enquêter sur les réformes menées dans le Sud. Il recommanda le maintien du Bureau of Refugees, Freedmen and Abandoned Lands aidant les esclaves affranchis que Johnson voulait supprimer[pas clair] et encouragea le recrutement de soldats noirs pour leur offrir une alternative aux travaux agricoles,,. Grant estimait que les habitants du Sud dévasté par la guerre n'étaient pas prêts à se prendre en charge et considérait que la poursuite de l'occupation militaire était nécessaire. Il se préoccupait de la menace posée par les pauvres mécontents tant noirs que blancs et recommanda que l'administration locale soit assurée uniquement par les « hommes pensants du Sud » autrement dit par les propriétaires terriens. En cela, l'opinion initiale de Grant sur la Reconstruction était proche de celle de Johnson qui voulait pardonner aux dirigeants sudistes et les restaurer dans leurs fonctions officielles,. Il indiqua également qu'il voulait, comme le président, que les représentants du Sud soient autorisés à siéger au Congrès.
Farouchement opposés à cette vision d'une réconciliation rapide avec le Sud, les républicains radicaux firent adopter les Reconstruction Acts qui divisaient les États du Sud en cinq districts militaires où l'armée devait s'assurer de l'application et du respect des droits civiques des esclaves affranchis. Grant, qui devait nommer des généraux à la tête de chaque district, fut satisfait de cette législation et pensait qu'elle permettrait de pacifier la région. Il appliqua soigneusement ces législations et ordonna à ses généraux de faire de même ; quand Sheridan limogea des fonctionnaires de Louisiane qui s'opposaient à la Reconstruction, Johnson fut particulièrement irrité et il obtint son renvoi. Durant la période de la Reconstruction, plus de 1 500 Afro-Américains furent élus à des fonctions gouvernementales tandis que Grant et les gouverneurs militaires protégèrent leurs droits en abrogeant les premiers codes noirs en 1867.

### Mexique et Canada
En tant que commandant de l'armée, Grant dut gérer la question de l'intervention française au Mexique menée par l'empereur français Napoléon III pour établir un régime favorable aux intérêts français en Amérique latine. Profitant du fait que les Américains étaient occupés par la guerre de Sécession, l'armée française s'empara de Mexico en 1862 et établit un empire mexicain avec Maximilien Ier à sa tête. Le gouvernement américain considérait qu'il s'agissait d'une violation de la doctrine Monroe et Johnson demanda à Grant de faire pression sur Paris en déployant 50 000 hommes commandés par Sheridan à la frontière du Texas. Ce dernier reçut l'ordre de tout faire pour obtenir l'abdication de Maximilien Ier et le départ des Français tout en maintenant la neutralité américaine. Il offrit ainsi 60 000 fusils à Benito Juárez, l'ancien dirigeant mexicain renversé par les Français. Lors d'une réunion du Cabinet, Johnson suggéra que Grant soit envoyé sur la frontière mexicaine ; il s'agissait d'une tentative pour l'évincer du paysage politique nationale et ce dernier, peu dupe, refusa. En compromis, il envoya Sherman, devenu lieutenant-général, à sa place. L'armée française s'était complètement retirée en 1866 et Maximilien Ier fut exécuté par Juárez en 1867.
Grant fut également confronté à la question des raids féniens menés par des Irlando-Américains qui voulaient prendre le contrôle du Canada britannique afin d'obtenir l'indépendance de l'Irlande. En juin 1866, Johnson envoya Grant à Buffalo pour évaluer la situation. Il ordonna la fermeture de la frontière canadienne pour empêcher les soldats féniens de la traverser à Fort Érié et arrêta plus de 700 hommes après la bataille de Ridgeway,.

### Impeachment de Johnson

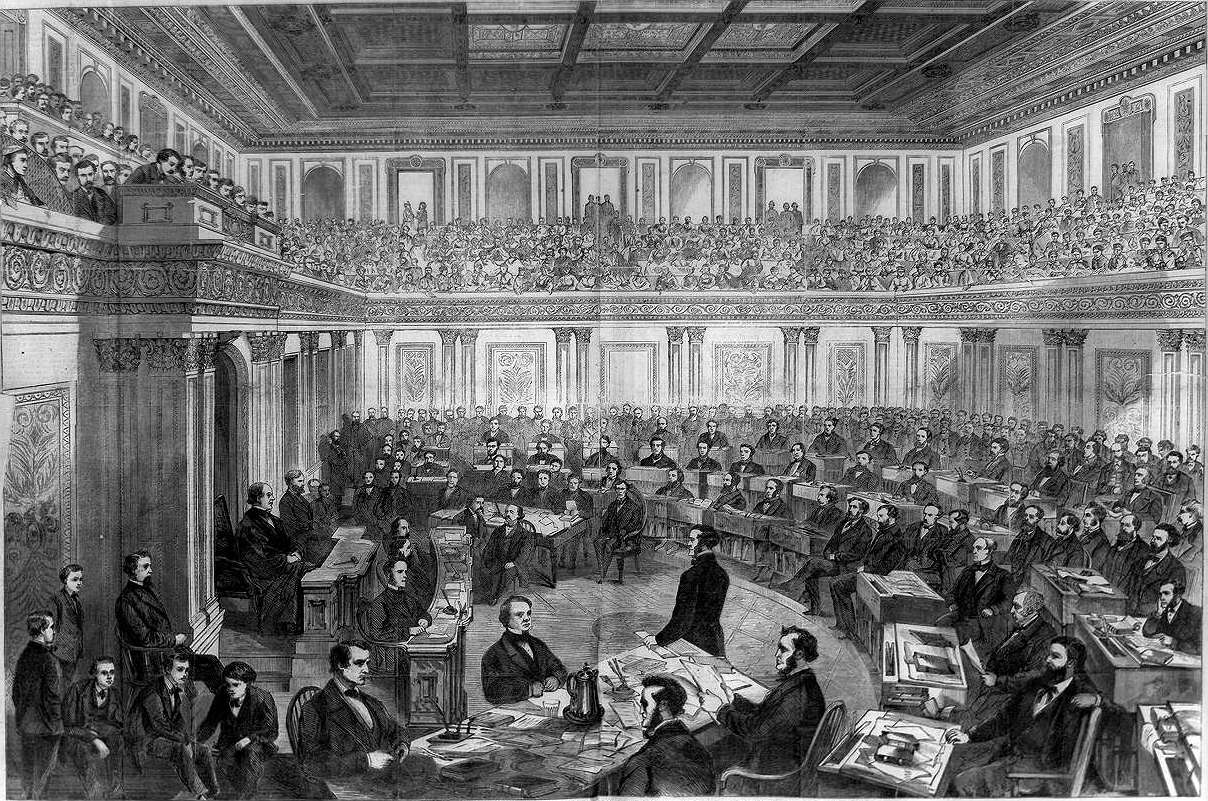
Illustration du procès de Johnson réalisée par Theodore R. Davis et publiée dans le journal Harper's Weekly en avril 1868.

Johnson souhaitait depuis quelque temps remplacer le secrétaire à la Guerre Stanton favorable à la Reconstruction voulue par le Congrès. Le président proposa le poste à Grant pour garder sous contrôle un possible rival mais il répondit par la négative en mentionnant le Tenure of Office Act qui imposait que le Congrès donne son accord avant tout changement dans le Cabinet de Johnson. Ce dernier passa outre et limogea Stanton alors que le Congrès n'était pas en session comme cela était permis par le texte ; Grant accepta à contre-cœur de devenir temporairement secrétaire à la Guerre.
Lorsque le Congrès se réunit à nouveau, il réinstaura Stanton dans ses fonctions mais Jonhson demanda à Grant de refuser de céder sa place jusqu'à ce que la question soit tranchée par la justice. Ce dernier démissionna cependant immédiatement et subit les foudres de Johnson lors d'une réunion du Cabinet pour avoir violé sa promesse de ne pas agir ainsi ; Grant nia avoir jamais promis une telle chose. Le président était en réalité plus ulcéré par le fait que Grant ait rejoint le camp des radicaux. Le 14 janvier 1868, des journaux favorables à Johnson publièrent une série d'articles pour discréditer le général et critiquer sa trahison lorsqu'il rendit son poste à Stanton. Grant se défendit dans une lettre ouverte au président et la controverse renforça plutôt sa popularité. Il se tint à l'écart de la procédure de destitution contre Johnson (en) dont une grande partie des motifs d'accusation tournait autour du renvoi de Stanton.

## Élection de 1868

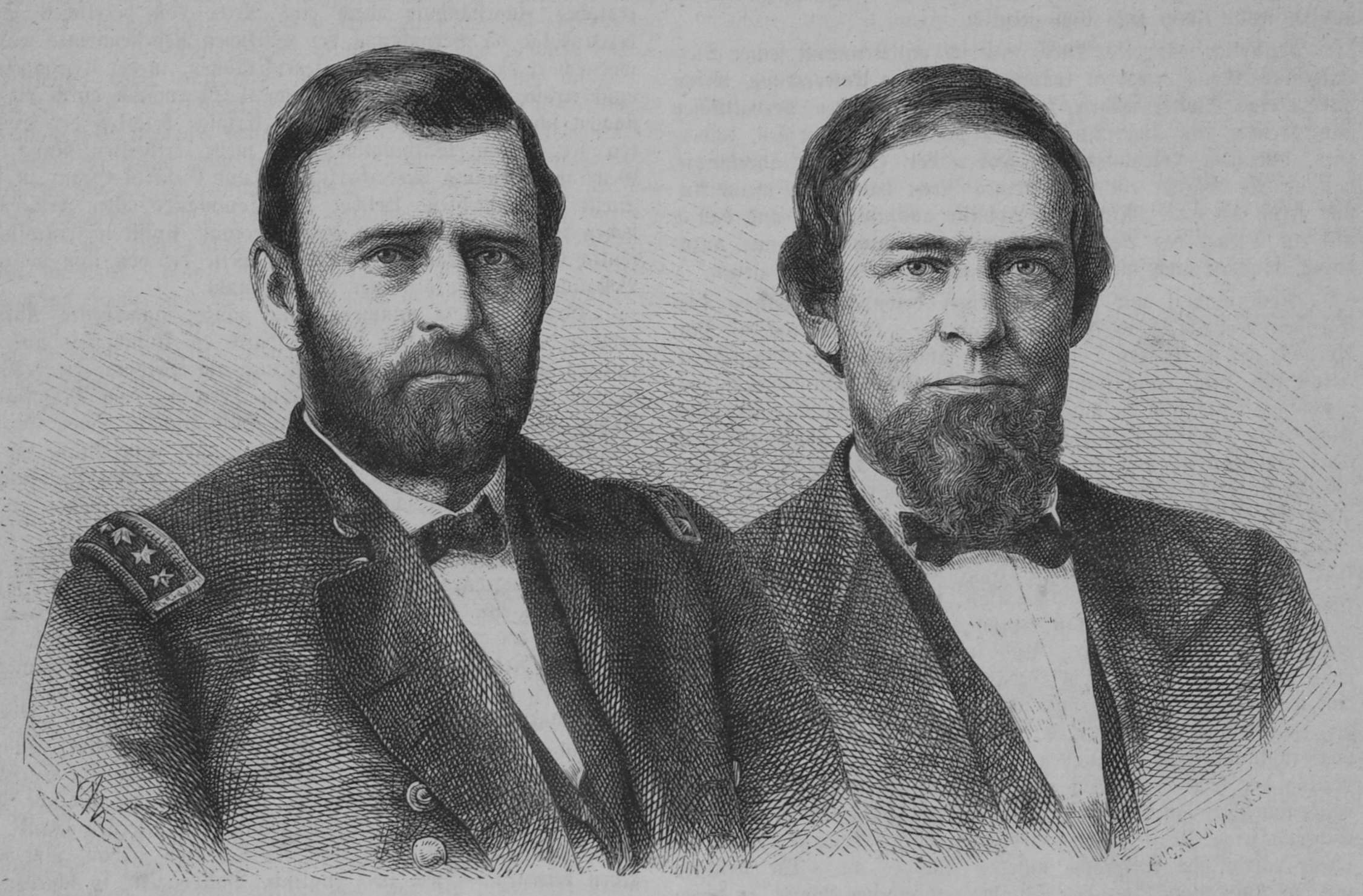
Gravure du « ticket » Grant/Colfax publiée dans le journal allemand Die Gartenlaube en 1869.

Lorsqu'il entra dans la course à la présidence en 1868, la popularité de Grant, déjà excellente, fut renforcée chez les républicains radicaux par son abandon de Johnson. Il fut choisi sans opposition dès le premier tour par la convention républicaine (en) qui nomma également le représentant de l'Indiana Schuyler Colfax, un ancien whig et défenseur de la tempérance, pour briguer la vice-présidence. Grant conclut sa lettre d'acceptation au parti par Let us have peace (« Faisons la paix ») et cette phrase devint le slogan de campagne des républicains. La convention démocrate fut plus disputée ; Johnson ne parvint pas à s'imposer et le gouverneur de l'État de New York Horatio Seymour fut choisi au 22e tour même s'il avait auparavant indiqué qu'il ne souhaitait pas être candidat. Comme cela était la norme à l'époque, les candidats ne faisaient pas personnellement campagne et Grant ne dérogea pas à la règle en restant à Galena et en laissant les discours à ses partisans.
La campagne démocrate se concentra essentiellement sur leur volonté de mettre fin à la Reconstruction mais ils s'aliénèrent de nombreux démocrates nordistes en voulant rendre le pouvoir au Sud à la classe des planteurs blancs. Ils critiquèrent le soutien républicain aux droits des afro-américains. De leur côté, les républicains axèrent leur campagne sur le bloody shirt, l'idée selon laquelle le retour des démocrates à la Maison-Blanche annulerait la victoire de la guerre et récompenserait les sécessionnistes. Ils attaquèrent également le colistier de Seymour, l'ancien représentant du Missouri Francis P. Blair, qui avait fait des déclarations particulièrement racistes et extravagantes envers Grant et soulignèrent que leur parti avait sauvegardé l'unité de la nation.
Le jour de l'élection, Grant obtint 52,7 % des voix et une large avance de 214 grands électeurs contre 80 pour Seymour. Lorsqu'il accéda à la présidence, Grant n'avait jamais occupé de fonctions électives et était, à 46 ans, le plus jeune président de l'histoire.

## Président des États-Unis

Le président Ulysses S. Grant en 1869 par Mathew Brady.

La présidence de Grant commença par une rupture avec la tradition car il ne souhaitait pas que Johnson l'accompagne dans l'attelage qui l'emmenait à son investiture au Capitole ; l'ancien président décida de ne pas assister à la cérémonie. Dans son discours, Grant défendit l'adoption du XVe amendement de la Constitution garantissant les droits civiques des Afro-Américains et il déclara qu'il mènerait la Reconstruction « avec calme, sans préjugés, haine ou fierté partisane ». Le nouveau président forma son Cabinet de manière peu orthodoxe sans consulter le Congrès et en gardant ses choix secrets jusqu'à ce qu'ils soient soumis à l'approbation du Sénat,. Grant évita à dessein de choisir les principaux dirigeants du Parti républicain pour essayer de limiter les disputes partisanes et renforcer l'unité nationale. Par amitié, il nomma ses amis Elihu B. Washburne et John A. Rawlins respectivement au département d'État et à celui de la Guerre. Washburne démissionna cependant au bout de 12 jours pour des raisons de santé ; certains ont néanmoins avancé qu'il s'agissait d'une manœuvre pour donner plus de poids à sa nomination en tant qu'ambassadeur en France,,. Grant le remplaça par le politique conservateur new-yorkais Hamilton Fish qui devint l'un de ses ministres les plus efficaces. Les relations entre les deux hommes se développèrent en raison de la grande amitié entre leurs épouses. Rawlins mourut en 1869 de la tuberculose et fut remplacé par William W. Belknap. Grant choisit également plusieurs non-spécialistes de la politique comme les hommes d'affaires Adolph E. Borie et A. T. Stewart avec un succès limité ; Borie fut brièvement secrétaire à la Marine avant d'être remplacé par George M. Robeson tandis que la nomination de Stewart au Trésor fut empêchée par une loi de 1789 qui interdisait au secrétaire du Trésor d'être un marchand en exercice. Grant tenta de faire abroger le texte mais l'opposition des sénateurs Charles Sumner et Roscoe Conkling l'en empêcha ; la fonction fut alors accordée à George S. Boutwell réputé pour son intégrité. Les autres nominations de Grant, Jacob D. Cox à l'Intérieur, John Creswell aux Postes et Ebenezer R. Hoar en tant que procureur général se firent sans opposition. Pour s'échapper de Washington et à l'invitation de riches soutiens, la famille Grant se rendit pour la première fois en 1869 dans ce qui devint connu comme la « capitale estivale » à Long Branch dans le New Jersey ; Grant y retourna fréquemment jusqu'à la fin de sa vie. Durant sa présidence, le Colorado devint le 38e État américain le 1er aout 1876. D'après les universitaires et journalistes marxistes de la Nouvelle gauche Frank Browning et John Gerassi, les deux gouvernements de Grant furent parmi les plus corrompus de l'histoire des États-Unis. Ulysses Grant lui-même se fit offrir par un groupe d'hommes d'affaires une demeure entièrement meublée à Philadelphie, une bibliothèque d'une valeur de 75 000 dollars, et 100 000 dollars en espèces.

### Reconstruction et droits civiques
La Reconstruction du Sud se poursuivit sous la présidence de Grant et les quatre derniers anciens États confédérés furent réadmis dans l'Union en 1870. Il encouragea les républicains radicaux au Congrès à adopter le 15e amendement garantissant les droits civiques de tous les citoyens sans distinction de couleur de peau et le texte fut adopté le 26 février 1869 avant d'être ratifié l'année suivante. En 1870, le représentant Thomas Jenckes (en) de Rhodes Island proposa la création du département de la Justice ayant pour mission de faire appliquer les lois fédérales même si les juges locaux y étaient réticents comme cela était le cas dans le Sud. Alors que le procureur général n'était auparavant qu'un simple conseiller juridique du président, il contrôlait à présent un département chargé de faire respecter les textes fédéraux et était assisté par l'avocat général qui représentait le gouvernement devant la Cour suprême. Le premier procureur général, Ebenezer R. Hoar, fit cependant peu pour poursuivre les blancs sudistes qui persécutaient leurs voisins noirs mais son successeur, Amos T. Akerman, se montra bien plus agressif. Devant les agressions de plus en plus nombreuses menées, entre autres, par le Ku Klux Klan contre les noirs et les carpetbaggers, Grant poussa le Congrès à adopter les Enforcement Acts de 1870 et 1871. Ces législations criminalisaient le fait de priver un citoyen de ses droits civiques et autorisait le président à utiliser l'armée et la milice (en) pour faire appliquer les lois. Grant ordonna en mai 1871 aux troupes fédérales d'assister les « marshals » dans l'arrestation des membres du Klan. En octobre, il suspendit l'Habeas Corpus dans neufs comtés de Caroline du Sud et déploya l'armée pour y ramener l'ordre. L'influence du Klan s'effondra et en 1872, les élections dans le Sud virent une participation record des Afro-Américains.

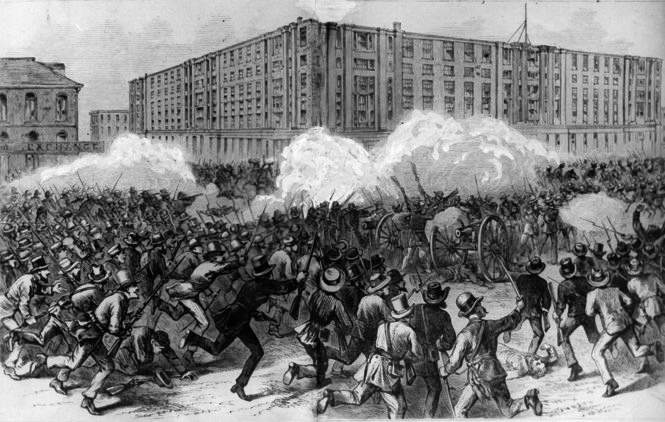
Affrontements entre la police et la White League à La Nouvelle-Orléans en 1874.

La même année, Grant signa l'Amnesty Act qui rendait leurs droits civiques aux anciens confédérés. La succession de scandales au sein de l'administration présidentielle détourna l'attention du public des difficultés afro-américaines et après l'effondrement du Klan en 1872, les blancs conservateurs formèrent des groupes paramilitaires comme les Red Shirts (en) ou la White League. À la différence du Klan, ils n'agissaient pas de manière anonyme mais reprirent ses méthodes d'intimidations pour évincer les républicains et leurs soutiens des gouvernements sudistes. Grant remplaça Akerman par George H. Williams mais ce dernier fut par la suite impliqué dans une affaire de corruption. La panique de 1873 et la crise économique qui suivit fit que le Nord se préoccupa moins de la Reconstruction du Sud tandis que Grant réduisit son usage de la force pour ne pas donner l'impression qu'il se comportait comme un dictateur militaire. En 1875, les redeemers démocrates étaient revenus au pouvoir dans tous les États du Sud sauf trois. Alors que les violences raciales s'intensifiaient, le nouveau procureur général Edwards Pierrepont dit au gouverneur du Mississippi Adelbert Ames que le peuple « était las des débordements automnaux dans le Sud » et il refusa d'intervenir. La même année, Grant signa le Civil Rights Act de 1875 qui interdisait la ségrégation dans les transports en commun, les lieux publics et la constitution des jurys. Le texte fut peu appliqué et il n'empêcha pas la prise de pouvoir des suprémacistes dans le Sud. Les fraudes lors de l'élection présidentielle de 1876 et la victoire controversée du républicain Rutherford B. Hayes donnèrent lieu au compromis de 1877 par lequel les démocrates reconnaissaient leur défaite en l'échange du départ des troupes fédérales présentes dans le Sud. Toutes les législatures sudistes passèrent dans le camp démocrate et l'adoption des premières lois Jim Crow marqua la fin de la Reconstruction.

### Politique indienne

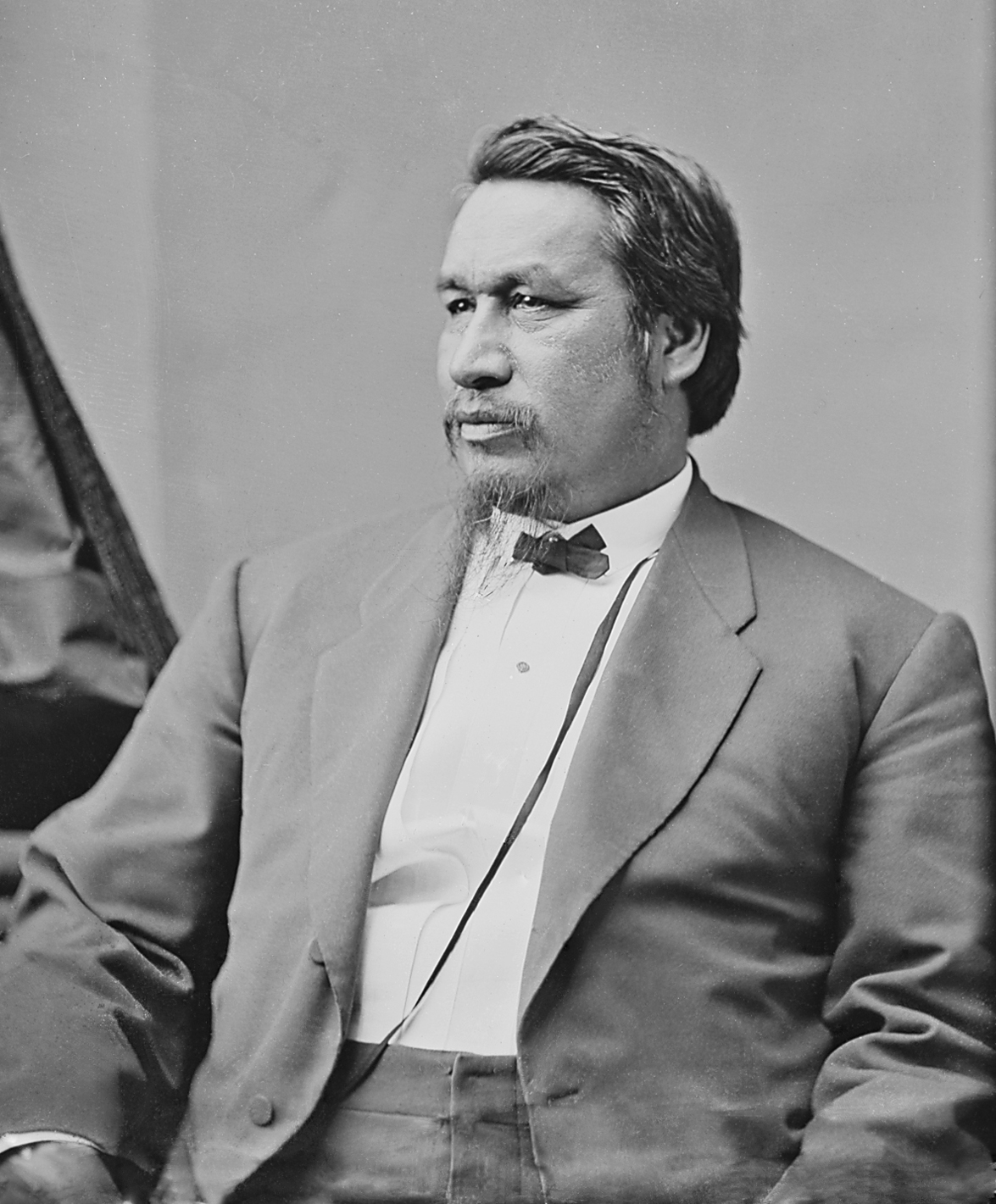
Ely S. Parker fut le premier Amérindien nommé commissaire aux Affaires indiennes.

L'attitude bienveillante de Grant envers les Amérindiens marqua une évolution radicale par rapport aux politiques de ses prédécesseurs. Il nomma Ely S. Parker, un Seneca et ancien membre de son état-major, au bureau des Affaires indiennes et déclara : « Mes futurs efforts seront menés de manière humaine, pour amener les aborigènes du pays sous les influences bénéfiques de l'éducation et de la civilisation… Les guerres d'extermination… sont démoralisantes et mauvaises ». La « politique de paix » de Grant visait à remplacer les hommes d'affaires qui servaient d'intermédiaire entre les tribus et le gouvernement par des missionnaires,. Il souhaitait que les tribus soient regroupées pour leur protection dans des réserves indiennes supervisées par des blancs afin qu'ils renoncent à leur mode de vie nomade traditionnel et s'assimilent à la société américaine,. En 1869, il créa un comité chargé de superviser les dépenses et de réduire la corruption du bureau des Affaires indiennes et deux ans plus tard, il approuva une législation mettant fin au système des traités : les Amérindiens relevaient à présent des législations du gouvernement fédéral et les tribus n'étaient plus considérées comme des entités souveraines. Bien que peu populaire aujourd'hui, la « politique de paix » était jugée très progressiste pour l'époque et elle vit sa conclusion dans le Dawes Act de 1887. Elle permit de réduire les affrontements sur La Frontière mais l'industrialisation de la chasse au bison, encouragée par les administrateurs locaux, aggrava les relations avec les Indiens des Plaines,. Les Sioux et les autres tribus de l'Ouest acceptèrent le système de réserves mais la ruée vers l'or dans les Black Hills et l'installation de colons blancs dans la région provoqua une guerre à la fin du second mandat de Grant. Le conflit mit fin à la bonne entente entre Grant et le chef sioux Nuage rouge,.
Dans le Sud-Ouest, le massacre d'environ 140 Apaches à Camp Grant dans l'Arizona le 30 avril 1871 provoqua une guerre menée du côté américain par le major-général George Crook. Grant dépêcha dans la région le major-général et ancien directeur du Bureau of Refugees, Freedmen and Abandoned Lands, Oliver O. Howard pour essayer de ramener l'ordre. Ce dernier négocia en 1872 un traité de paix avec le chef Cochise prévoyant l'installation de la tribu dans une nouvelle réserve. Dans l'Oregon, les Modocs refusèrent de rejoindre une réserve et assassinèrent le commandant local, le major-général Edward Canby. Même si Grant fut ulcéré par cette mort, il ignora les conseils de Sherman qui voulait exterminer la tribu et pressa les responsables locaux de faire preuve de retenue. Quatre guerriers furent capturés, condamnés à mort pour le meurtre de Canby et pendus en octobre 1873. Le reste de la tribu fut déporté dans le Territoire indien correspondant aujourd'hui à l'Oklahoma.
En 1875, Grant entra en conflit avec le colonel George A. Custer après que ce dernier eut témoigné au sujet de la corruption au sein du département de la Guerre de William W. Belknap. Le président le fit arrêter à Chicago et lui interdit de participer à la guerre à venir contre les Sioux. Grant se ravisa et le laissa combattre dans l'armée du brigadier-général Alfred Terry ; il fut tué lors de la bataille de Little Bighorn le 25 juin 1876 dans l'une des plus importantes défaites américaines des guerres indiennes. En septembre, Grant déclara dans la presse qu'il considérait la bataille « comme un sacrifice de soldats, provoqué par Custer lui-même, qui était profondément inutile ». Le désastre de Little Bighorn choqua la nation et la politique de paix laissa la place au militarisme ; le Congrès approuva l'envoi de 2 500 soldats en renfort, l'armée prit le contrôle des agences gérant les tribus et la vente d'armes aux Amérindiens fut interdite.

### Affaires étrangères

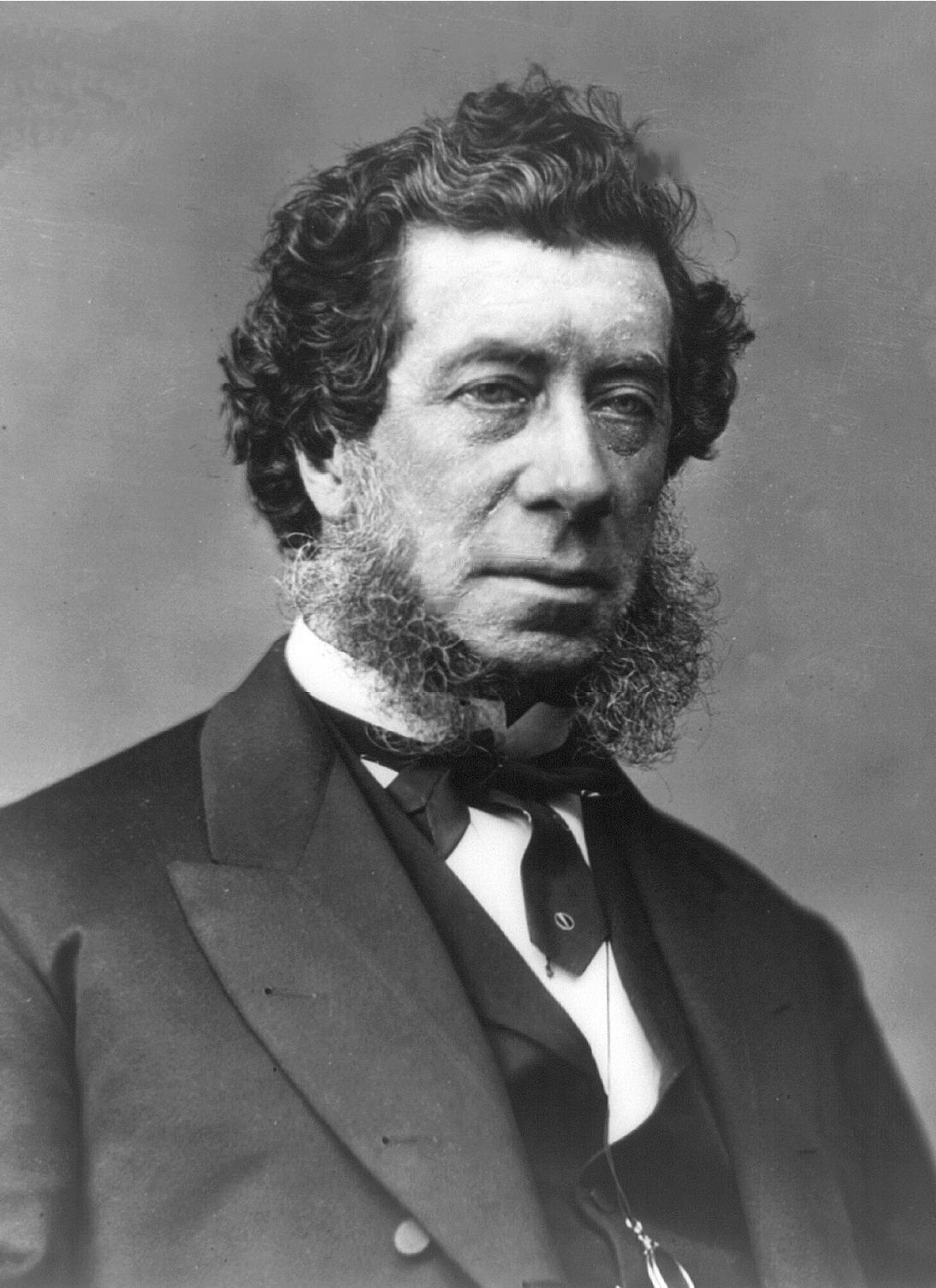
Photographie du secrétaire d'État Hamilton Fish par Mathew Brady.

Même avant l'accession à la présidence de Grant, la faction expansionniste demandait l'acquisition d'îles dans les Caraïbes. En 1867, William H. Seward, qui avait été secrétaire d'État sous Lincoln et Johnson, avait acheté l'Alaska à la Russie. Il négocia également l'obtention des Indes occidentales danoises mais l'accord ne fut jamais ratifié par le Sénat ; l'archipel devint finalement américain en 1917 sous le nom d'Îles Vierges. Des discussions sur l'annexion de la république dominicaine sur l'île d'Hispaniola furent initiées par Seward et poursuivies par Grant par l'intermédiaire d'Orville E. Babcock, un ancien membre de son état-major durant la guerre de Sécession. Le président était initialement sceptique sur cette acquisition mais fut convaincu par l'amiral Porter qui voulait obtenir une base navale dans la baie de Samaná et par Joseph W. Fabens, un homme d'affaires de Nouvelle-Angleterre employé par le gouvernement dominicain. Il envoya Babcock à la rencontre du président Buenaventura Báez favorable à l'annexion en décembre 1869. Grant croyait en l'expansion pacifique du territoire américain et espérait que l'île à majorité noire offrirait des opportunités aux esclaves affranchis. Selon lui, cette acquisition réduirait les tensions raciales dans le Sud, accélérerait l'abolition de l'esclavage à Cuba et au Brésil et renforcerait la puissance navale américaine dans les Caraïbes. Son secrétaire d'État Hamilton Fish estimait cependant que cela ne serait pas une bonne idée en raison de l'instabilité politique sur l'île. Le sénateur Charles Sumner s'y opposa également car cela réduirait le nombre de nations autonomes gouvernées par des noirs dans l'hémisphère occidental tandis que d'autres ne voulaient pas accroître la population noire des États-Unis. Grant s'impliqua personnellement pour convaincre les sénateurs réticents et se rendit même dans la résidence de Sumner. Fish participa à ces efforts par loyauté mais le Sénat rejeta le traité d'annexion. Le rôle mené par Sumner dans cette opposition mena à une inimitié durable entre Grant et lui.
Grant et Fish eurent plus de succès dans la résolution favorable des réclamations de l'Alabama avec le Royaume-Uni. Durant la guerre de Sécession, la Grande-Bretagne avait construit cinq navires pour la Confédération, dont le plus célèbre fut le CSS Alabama. Ces corsaires détruisirent de nombreux navires de commerce du Nord tout en faisant des escales régulières dans les territoires de l'Empire britannique et ce malgré la neutralité officielle du pays. À la fin de la guerre, les États-Unis exigèrent un dédommagement mais le Royaume-Uni refusa de payer et les négociations se poursuivirent en vain pendant plusieurs années. Devant le Sénat, Sumner exigea le paiement d'une indemnité colossale de deux milliards de dollars (environ 4 000 milliards de dollars de 2012) ou la cession du Canada et ce discours fit scandale en Grande-Bretagne. Fish convainquit Grant que des relations apaisées avec le Royaume-Uni étaient plus importantes que l'acquisition de nouveaux territoires et les deux nations s'accordèrent sur la résolution de l'affaire par un tribunal international. Par le traité de Washington de 1871, le Royaume-Uni présentait ses regrets pour les destructions, sans reconnaître de culpabilité, et acceptait de payer 15,5 millions de dollars (environ 33 milliards de dollars de 2012) ; le texte réglait également des litiges sur le tracé de la frontière entre les États-Unis et le Canada ainsi que des disputes sur les droits de pêche.

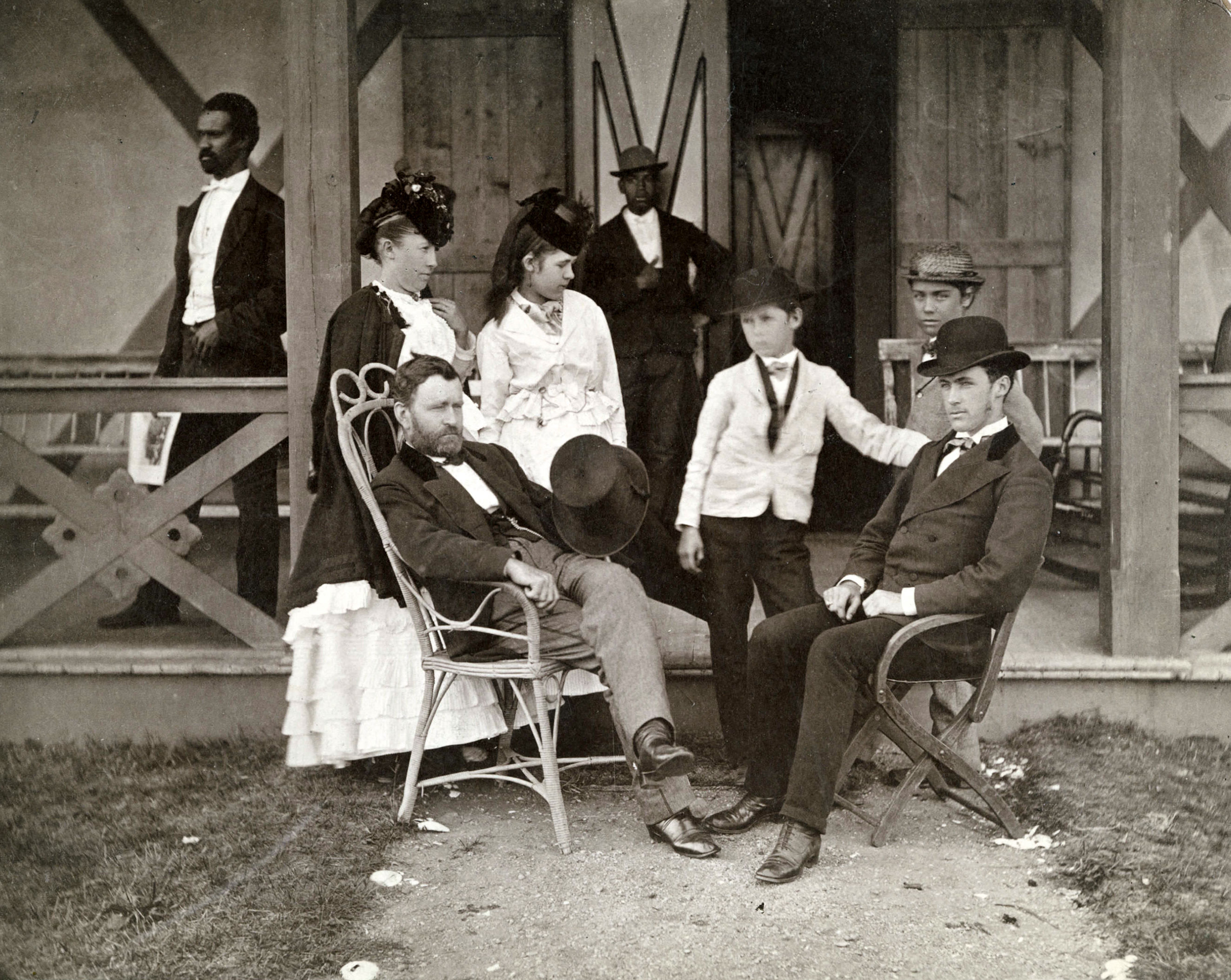
Grant et sa famille à Long Branch en 1870 (studio Pach Brothers).

Désirant obtenir de nouveaux débouchés commerciaux et élucider l'incident de la goélette General Sherman en 1866, une flottille américaine se rendit dans la péninsule Coréenne en 1871. Ayant mal interprété les intentions américaines, les Coréens ouvrirent le feu sur les navires et l'expédition diplomatique se transforma en expédition punitive. Après avoir capturé plusieurs forts sur les îles de l'estuaire du fleuve Han, la flottille mit le cap sur la Chine sans avoir réussi à obtenir l'ouverture de la dynastie Joseon. Grant défendit les actions du contre-amiral John Rogers durant son discours sur l'État de l'Union devant le Congrès en décembre 1871. La Corée resta fermée aux influences étrangères jusqu'en 1876 et l'incident de Ganghwa avec le Japon ; six ans plus tard, un traité inégal fut signé avec les États-Unis.
L'attention de Grant fut se tourna à nouveau vers les Caraïbes en 1873 quand le navire marchand Virginius transportant des armes et des hommes à destination de Cuba, alors en révolte pour obtenir son indépendance vis-à-vis de l'Espagne, fut arraisonné par des navires espagnols. L'équipage et les passagers dont huit américains furent reconnus coupables de piraterie par les autorités espagnoles et condamnés à mort. 53 d'entre eux furent exécutés et l'opinion publique américaine exigea une déclaration de guerre à l'Espagne. Fish, avec le soutien de Grant, parvint à négocier une issue pacifique à la crise. Le président espagnol Emilio Castelar y Ripoll exprima ses regrets pour les exécutions et accepta de payer des réparations ; le Virginius fut rendu aux États-Unis et l'Espagne paya 80 000 $ (environ 152 millions de dollars de 2012) aux familles des Américains exécutés. La diplomatie américaine fut également à l'œuvre dans le Pacifique et en décembre 1874, Grant organisa une réception à la Maison-Blanche pour le roi hawaïen Kalakaua qui cherchait à faire supprimer les droits de douane américains pour le sucre produit dans l'archipel. Un traité commercial fut signé l'année suivante et l'industrie sucrière hawaïenne fut intégrée à l'économie américaine ; les intérêts américains jouèrent par la suite un rôle important dans le renversement de la monarchie et l'annexion du territoire par les États-Unis en 1898.

### Étalon-or et scandale Fisk-Gould

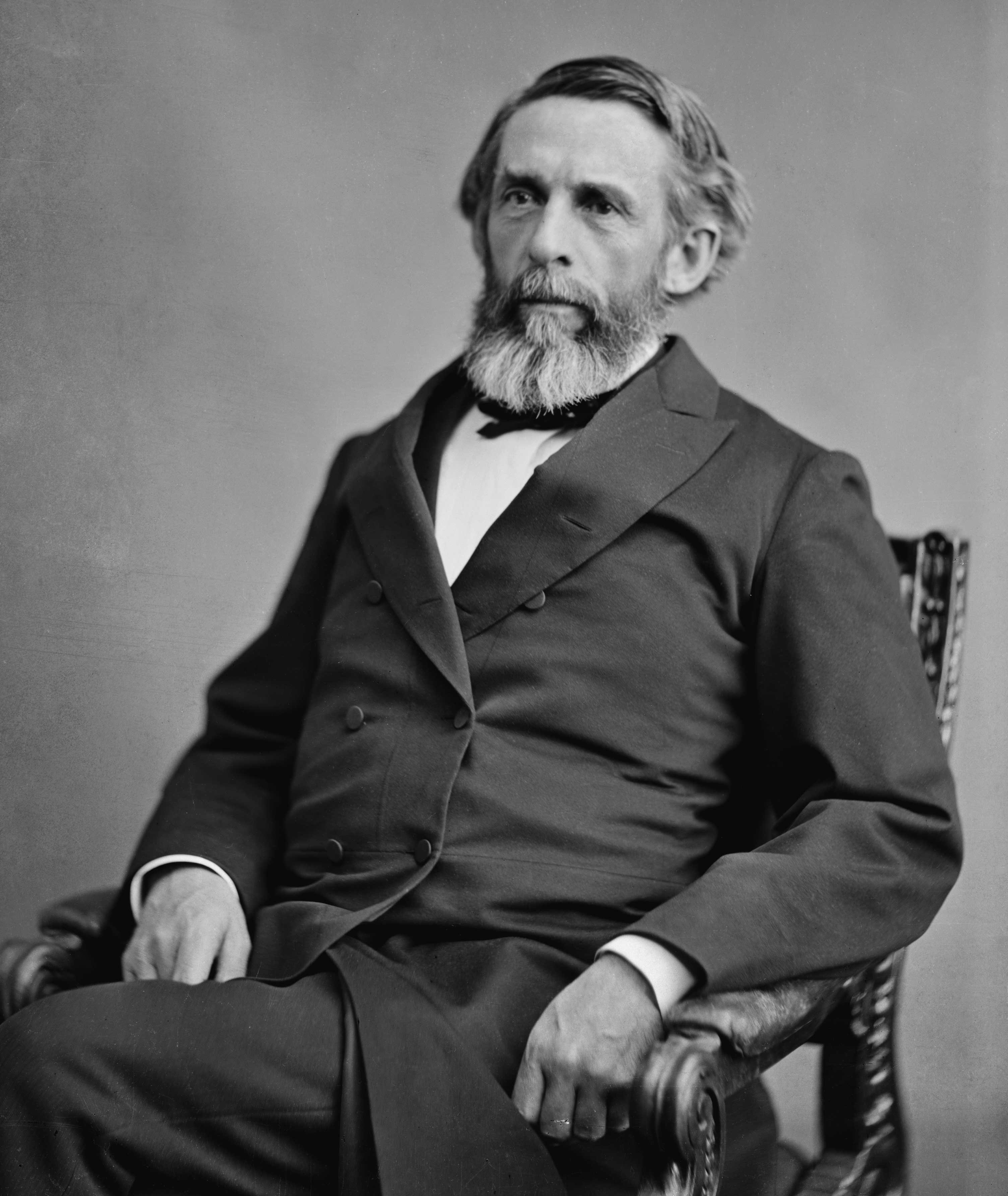
Photographie du secrétaire du Trésor George S. Boutwell par Mathew Brady.

Immédiatement après sa prise de fonction, Grant entreprit de remettre de l'ordre dans les finances du pays. Durant la guerre de Sécession, le Congrès avait autorisé le Trésor à émettre des billets, qui à la différence du reste de la monnaie, n'étaient pas adossés à l'or ou à l'argent. Ces greenbacks étaient nécessaires pour financer l'effort de guerre mais ils provoquaient de l'inflation et le nouveau président était déterminé à revenir aux standards monétaires d'avant-guerre et donc à l'étalon-or. Cette vision était largement partagée au Congrès et ce dernier adopta le Public Credit Act de 1869 qui garantissait que les obligations seraient remboursées en or et non avec des greenbacks. Grant chargea le secrétaire au Trésor George S. Boutwell de rationaliser son département et d'améliorer la collecte des impôts. Pour renforcer le dollar, il utilisa l'or du Trésor pour racheter les obligations à fort taux d'intérêt émises durant le conflit ; cela réduisit le déficit et la dette mais entraîna une déflation,.
Ces actions déstabilisèrent le petit marché de l'or américain dont les cours variaient fortement et les spéculateurs essayèrent d'anticiper la quantité d'or que Boutwell vendrait pour racheter les greenbacks. Abel Corbin, le beau-frère de Grant, tenta d'utiliser ses liens avec le président pour obtenir des informations pour lui-même et ses associés, Jay Gould, un magnat des chemins de fer, et James Fisk. Corbin convainquit Grant de nommer Daniel Butterfield au poste d'assistant-trésorier et il devint rapidement son informateur. Dans le même temps, Gould et Fisk accumulèrent discrètement de l'or et convainquirent Corbin qu'un cours élevé serait bénéfique à l'économie et en particulier aux agriculteurs de l'Ouest ; ce dernier transmit à son tour cette théorie à Grant. Au début du mois de septembre, le président demanda à Boutwell de cesser le rachat des greenbacks et les prix de l'or montèrent, ce qui permit à Fisk et Gould de vendre leur stock en maximisant leurs profits et de continuer à spéculer sur les cours. Grant devint néanmoins de plus en plus méfiant envers Corbin et réalisa que la hausse des cours n'était pas naturelle et qu'elle affectait l'économie. Il demanda donc à Boutwell de reprendre les ventes d'or, ce qu'il fit le 22 septembre. Cet afflux soudain lors de ce qui fut appelé le Black Friday (« Vendredi noir ») fit s'effondrer les cours et les spéculateurs furent ruinés. Le corner de Gould et Fisk avait échoué mais ils avaient malgré tout gagné beaucoup d'argent et ne furent jamais jugés ; Gould resta un acteur influent de Wall Street jusqu'à sa mort en 1892. L'économie fut quelque peu perturbée par ce scandale mais la croissance revint rapidement.

### Réélection

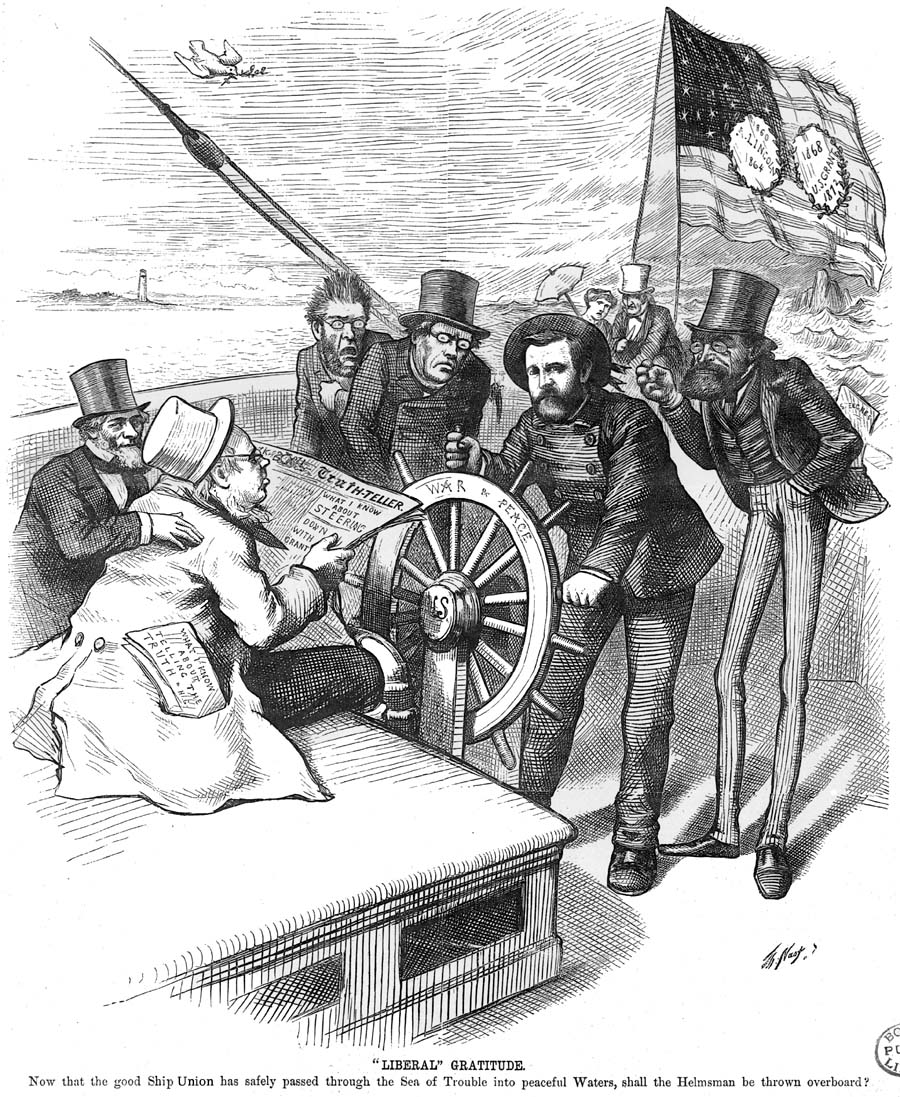
Caricature de Thomas Nast de 1872 représentant Grant à la barre de l'Union entouré d'un équipage mutin ; Carl Schurz est à droite tandis qu'Horace Greeley lit un journal.

La réputation de Grant fut affectée par les nombreux scandales impliquant les membres de son administration. En plus de la manipulation des cours de l'or, la corruption du bureau des douanes du port de New York affaiblit le soutien des réformateurs au gouvernement. Grant ne fut pas impliqué dans le scandale du Crédit Mobilier désignant le paiement de pots-de-vin à des membres du Congrès par la compagnie ferroviaire Union Pacific mais il éclaboussa le vice-président Colfax et contribua au sentiment de corruption généralisée à Washington. Pour satisfaire les progressistes, le président encouragea le Congrès à créer la Civil Service Commission en 1871 pour proposer des réformes de l'administration. Présidée par George William Curtis, la commission proposa notamment la mise en place de concours pour les fonctionnaires. Grant était favorable à ces mesures mais le Congrès n'était pas très enthousiaste et il refusa d'adopter des législations pour appliquer les réformes proposées ; les nominations dans la fonction publique continuèrent à être menées suivant le système des dépouilles,.
L'année de l'élection présidentielle, Ulysse S. Grant est arrêté par un policier de Washington pour excès de vitesse présumé avec sa calèche. Son imprudence avait entrainé un accident impliquant deux piétons, une femme et un enfant. Le lendemain, le président en exercice réitérant ce comportement est interpellé puis emmené au poste de police où il doit s'acquitter d'une amende d'environ 20 $. Convoqué au tribunal de police, Grant ne s'y présentera pas.
Du fait des scandales et du manque de réformes, certains républicains quittèrent le parti pour former le Parti libéral républicain. Menés par l'ancien représentant du Massachusetts, Charles F. Adams, et le sénateur Carl Schurz du Missouri, ils dénonçaient le système de corruption et de clientélisme de l'administration, qualifié de « Grantisme », et demandaient l'amnistie pour les anciens confédérés pour sceller la réconciliation entre le Nord et le Sud. Ils présentèrent leur propre candidat à la présidence, l'éditeur du New York Tribune, Horace Greeley. Lors de la convention républicaine, Grant fut choisi à l'unanimité pour briguer un second mandat tandis que Schuyler Colfax, accablé par les scandales, fut remplacé par Henry Wilson pour la vice-présidence. Afin de ne pas diviser le vote anti-Grant, les démocrates se rallièrent rapidement derrière Greeley même si ce dernier avait été l'un de leurs plus féroces opposants. Cette fusion fut insuffisante et Grant améliora son score de 1868 en remportant 55,6 % des voix et 286 des 352 grands électeurs. Les libéraux républicains n'eurent qu'une faible influence et Greeley n'arriva en tête que dans les zones que les démocrates auraient de toute façon remportées sans lui.

### Panique de 1873 et crise économique

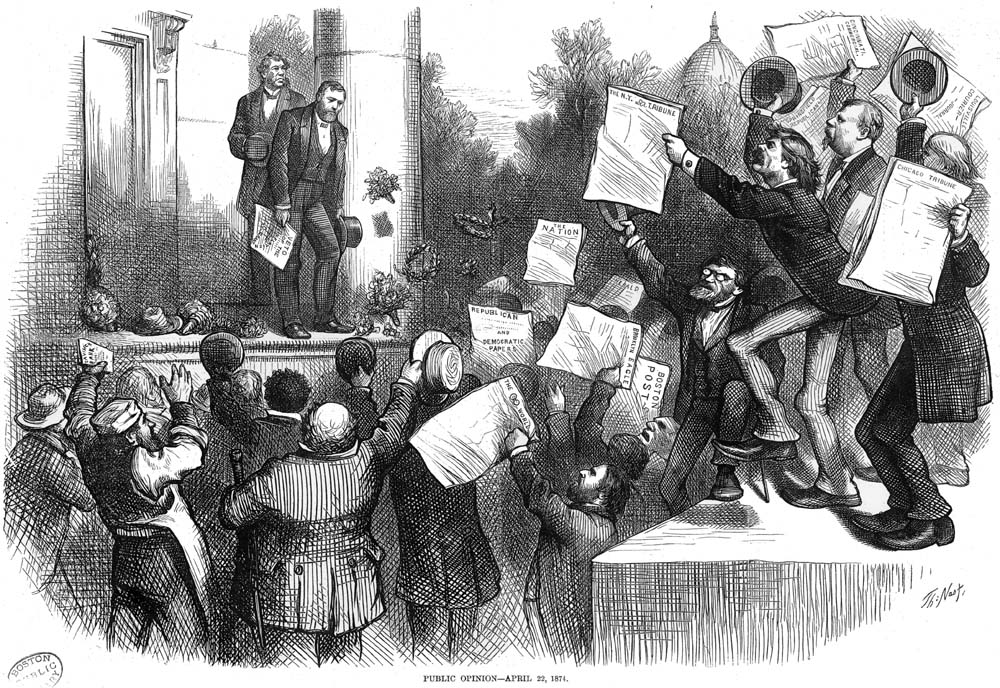
Caricature de Thomas Nast montrant Grant acclamé pour son veto de 1874 sur une loi inflationniste.

Au début de l'année 1873, Grant signa le Coinage Act qui mettait fin au bimétallisme même si les partisans de l'argent restèrent influents notamment au sein du parti démocrate jusqu'à la fin du XIXe siècle. Le second mandat de Grant fut marqué par un profond marasme économique. En septembre 1873, la banque d'investissement Jay Cooke & Co de l'homme d'affaires Jay Cooke ne parvint pas à vendre les actions de la compagnie ferroviaire Northern Pacific Railway, et fit faillite. Cette banqueroute provoqua une panique qui se répercuta sur de nombreuses entreprises. Le 20 septembre, la bourse de New York suspendit les transactions pendant dix jours. Sans grande expérience dans la finance, Grant se rendit à New York pour consulter les principaux banquiers et hommes d'affaires du pays. Le président considérait que, comme pour l'effondrement du cours de l'or en 1869, la panique n'était qu'une fluctuation passagère du marché qui n'affecterait que les courtiers et les banquiers. Il répondit avec prudence et le secrétaire au Trésor William Adams Richardson émit pour environ 70 millions de dollars (environ 130 milliards de dollars de 2012) d'obligations pour injecter de l'argent dans le système. Cela permit de mettre fin à la panique mais ce qui fut appelé la Grande Dépression se poursuivit jusqu'à la fin de la décennie.
Après la panique, le Congrès débattit d'une politique inflationniste pour stimuler l'économie et adopta une loi en ce sens le 14 avril 1874. Les agriculteurs et les ouvriers étaient favorable à cette législation qui mettrait en circulation 64 millions de dollars (environ 120 milliards de dollars de 2012) en greenbacks mais les banquiers de la côte est y étaient opposés. À la surprise générale, Grant mit son veto au texte en avançant qu'il anéantirait l'épargne de la nation. Cette décision lui valut le soutien de la faction conservatrice du Parti républicain et marqua le début de l'adhésion du parti à un dollar fort adossé à l'or. Le président fit par la suite pression sur le Congrès pour qu'il renforce le dollar en réduisant progressivement le nombre de greenbacks en circulation. Les élections législatives de 1874 furent calamiteuses pour les républicains qui perdirent le contrôle de la Chambre des représentants ; le Congrès lame duck adopta un texte en ce sens et Grant signa le Specie Payment Resumption Act le 14 janvier 1875.

### Scandales

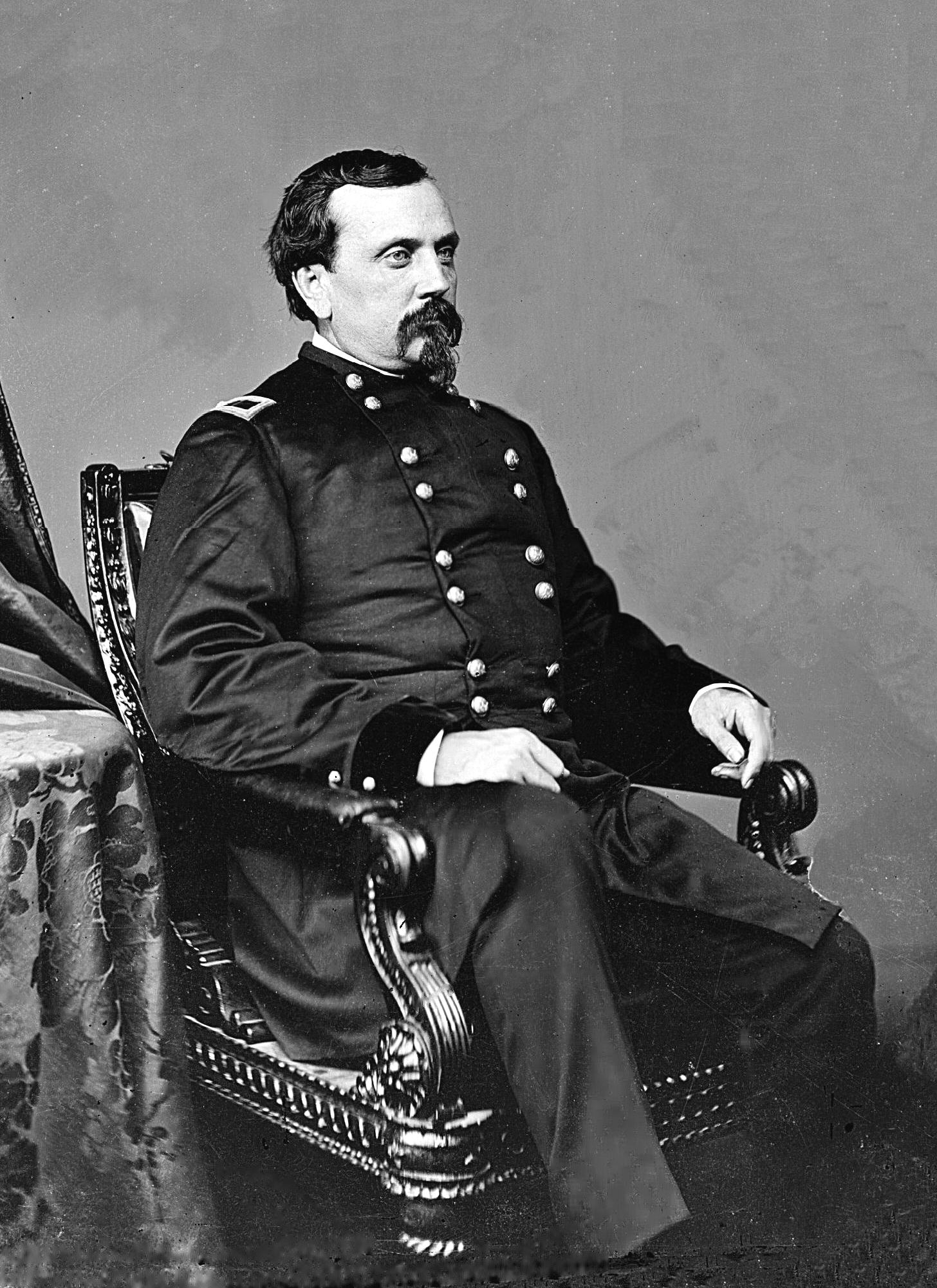
Le secrétaire personnel de Grant, Orville Elias Babcock, fut impliqué dans plusieurs des scandales de son administration.

Grant fut président durant le Gilded Age (« Période dorée »), une époque où l'économie était ouverte à la spéculation et où l'expansion vers l'Ouest générait une large corruption dans l'administration. Les scandales comme celui du Crédit Mobilier affectaient tous les niveaux de l'administration fédérale ; les départements de l'Intérieur et du Trésor furent particulièrement touchés par ces affaires qui provoquèrent de nombreux conflits entre les réformateurs et les hommes politiques corrompus. Bien que personnellement honnête, Grant avait du mal à discerner les fautes de ses associés. Son fils Ulysses Jr. indiqua ainsi que son père était « incapable de croire que ses amis pouvaient être malhonnêtes ». Son sens de la loyauté issu de son passé militaire, le poussait à protéger ses subordonnés contre des attaques qu'il jugeait injustes, et ce aux dépens de sa réputation, à moins que les preuves ne soient écrasantes.
Durant le second mandat de Grant, la corruption du département du Trésor fut révélée lors de l'affaire Sanborn du nom de John D. Sanborn, un ami du représentant du Massachusetts et ancien général Benjamin Butler, qui fut engagé pour collecter les impôts impayés en échange de la moitié des sommes obtenues. Si cette pratique de l'Internal Revenue Service appelée moiety n'était pas illégale, 50 % était un pourcentage exorbitant et les inspecteurs du Trésor reçurent l'ordre de ne pas intervenir dans les cas litigieux pour que Sanborn puisse les « découvrir » et accroître ses gains; Ce dernier obtint ainsi près de 213 000 $ (environ 4,1 millions de dollars de 2012) et en partagea près de 156 000 $ avec ses associés. Lorsque le scandale fut révélé, Sanborn refusa de donner les noms de ses partenaires et si Butler et le secrétaire au Trésor Richardson furent soupçonnés d'avoir touché de l'argent, aucune preuve ne vint étayer ces accusations. Grant remplaça Richardson en 1874 par le réformateur Benjamin Bristow et pour éviter d'autres affaires, la pratique du moiety fut abolie la même année.
Immédiatement après sa nomination, Bristow lança une série de réformes, et mit au jour ce qui fut appelé le Whiskey Ring ; depuis l'administration Lincoln, les distilleries du Midwest soudoyaient les fonctionnaires pour ne pas payer d'impôts et près de deux millions de dollars (environ 43 millions de dollars de 2012) échappaient chaque année à l'administration fiscale. Ayant obtenu le soutien de Grant qui demanda « qu'aucun coupable ne s'échappe », Bristow prit des mesures fortes pour faire fermer les distilleries corrompues et arrêter les principaux membres de l'organisation. Sur les 238 accusés, 110 furent condamnés et des millions de dollars furent récupérés. Quand il fut révélé que Babcock était impliqué dans le scandale, Grant tenta néanmoins de le protéger contre ce qu'il jugeait être une chasse aux sorcières. Grant refusa d'accorder l'immunité aux participants mineurs du Whiskey Ring mais cela compliqua les travaux de l'accusation menée entre autres par John B. Henderson car leurs témoignages étaient nécessaires pour faire identifier tous les protagonistes. Cela et le témoignage de Grant en faveur de Babcock lors de son procès, poussèrent certains à avancer que le président essayait de protéger ses soutiens car de nombreux républicains furent impliqués dans le scandale. Sous la pression populaire, il renvoya Babcock de la Maison-Blanche après son acquittement en 1876. Plusieurs condamnés furent par la suite graciés par Grant.

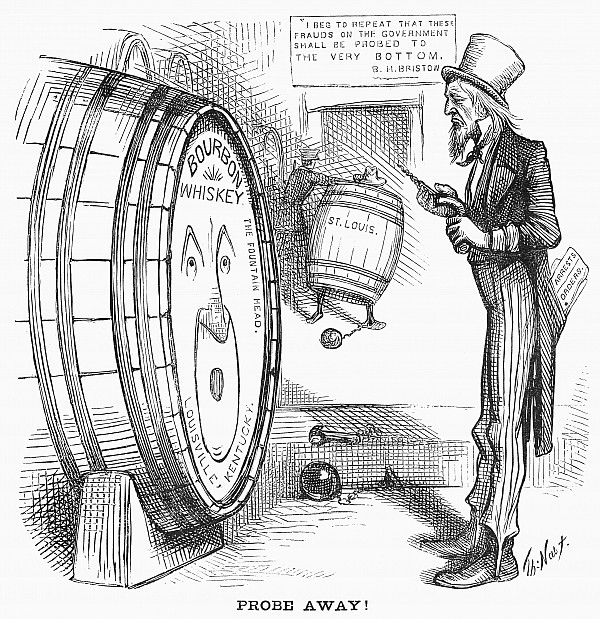
Dessin du journal Harper's Weekly concernant les investigations sur le Whiskey Ring intitulé Probe Away (« Enquête ailleurs »).

Les scandales dans l'administration s'accumulèrent alors que le Congrès lança plusieurs enquêtes pour corruption dont la plus notable fut celle concernant les postes de traite de l'Ouest. Situés dans les camps militaires, ils servaient de comptoirs commerciaux avec les Amérindiens et le secrétaire à la Guerre William W. Belknap fut accusé de vendre ces concessions en échange d'une part des profits. Il démissionna le 2 mars 1876 mais la Chambre des représentants décida malgré tout de lancer une procédure d'impeachment; il ne fut cependant pas jugé par le Sénat qui estima que cela ne relevait plus de sa juridiction car il avait quitté ses fonctions. Le Congrès enquêta également sur le secrétaire à la Marine George M. Robeson après qu'il eut reçu des pots-de-vin de constructeurs maritimes mais il n'y eut pas de procédure de destitution.
L'initiative de réforme de la fonction publique eut quelques succès et l'administration instaura un système de nomination au mérite pour limiter le clientélisme,. Le Congrès refusa néanmoins de légiférer pour pérenniser ces réformes et le secrétaire à l'intérieur Columbus Delano obtint que son département soit exempté de la mise en place de concours. Delano fut par la suite contraint à la démission après avoir accordé frauduleusement des terrains et avoir obtenu que son fils soit chargé d'études cartographiques pour lesquelles il n'avait aucune qualification ; le nouveau secrétaire Zachariah Chandler prit rapidement des mesures pour réformer le département,,. Grant nomma les réformateurs Edwards Pierrepont et Marshall Jewell respectivement aux postes de procureur général et de postmaster general,; en 1875, le premier éradiqua la corruption au sein des marshalls et des procureurs dans le Sud. Grant suggéra également d'autres réformes comme la gratuité de l'éducation pour tous les élèves et l'amendement Blaine qui aurait empêché toute aide gouvernementale aux institutions éducatives à vocation religieuse.

### Administration

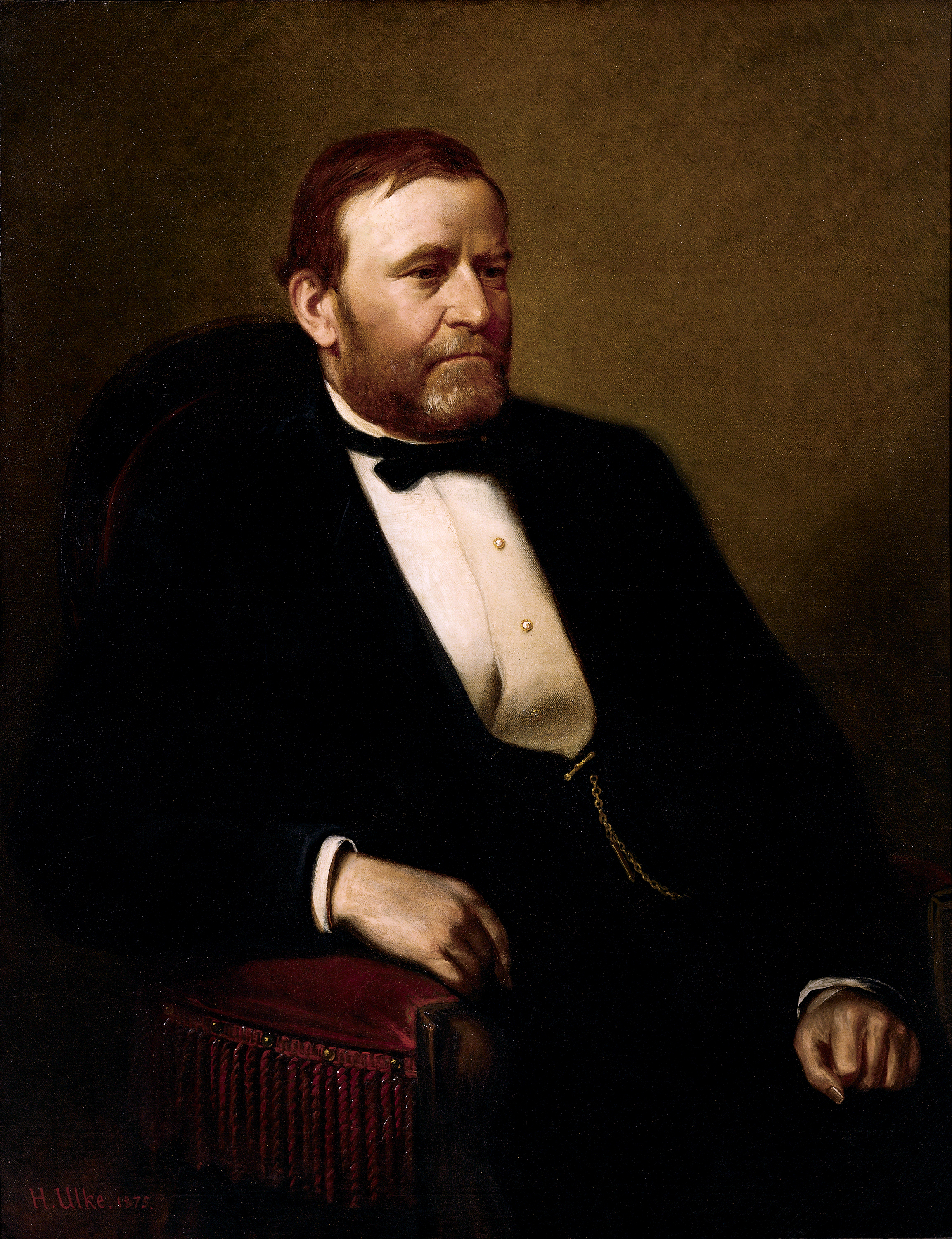
Portrait officiel de Grant par Henry Ulke

| Fonction                 | Nom                      | Dates     |
| ------------------------ | ------------------------ | --------- |
| Président                | Ulysses S. Grant         | 1869-1877 |
| Vice-président           | Schuyler Colfax          | 1869-1873 |
| Vice-président           | Henry Wilson             | 1873-1875 |
| Vice-président           | Aucun                    | 1875-1877 |
|                          |                          |           |
| Secrétaire d'État        | Elihu B. Washburne       | 1869      |
| Secrétaire d'État        | Hamilton Fish            | 1869-1877 |
| Secrétaire au Trésor     | George S. Boutwell       | 1869-1873 |
| Secrétaire au Trésor     | William Adams Richardson | 1873-1874 |
| Secrétaire au Trésor     | Benjamin Bristow         | 1874-1876 |
| Secrétaire au Trésor     | Lot M. Morrill           | 1876-1877 |
| Secrétaire à la Guerre   | John A. Rawlins          | 1869      |
| Secrétaire à la Guerre   | William W. Belknap       | 1869-1876 |
| Secrétaire à la Guerre   | Alphonso Taft            | 1876      |
| Secrétaire à la Guerre   | J. Donald Cameron        | 1876-1877 |
| Procureur général        | Ebenezer R. Hoar         | 1869-1870 |
| Procureur général        | Amos T. Akerman          | 1870-1871 |
| Procureur général        | George H. Williams       | 1871-1875 |
| Procureur général        | Edwards Pierrepont       | 1875-1876 |
| Procureur général        | Alphonso Taft            | 1876-1877 |
| Secrétaire à l'Intérieur | Jacob D. Cox             | 1869-1870 |
| Secrétaire à l'Intérieur | Columbus Delano          | 1870-1875 |
| Secrétaire à l'Intérieur | Zachariah Chandler       | 1875-1877 |
| Postmaster General       | John Creswell            | 1869-1874 |
| Postmaster General       | James W. Marshall        | 1874      |
| Postmaster General       | Marshall Jewell          | 1874-1876 |
| Postmaster General       | James Noble Tyner        | 1876-1877 |
| Secrétaire à la Marine   | Adolph E. Borie          | 1869      |
| Secrétaire à la Marine   | George M. Robeson        | 1869-1877 |

### Nominations judiciaires

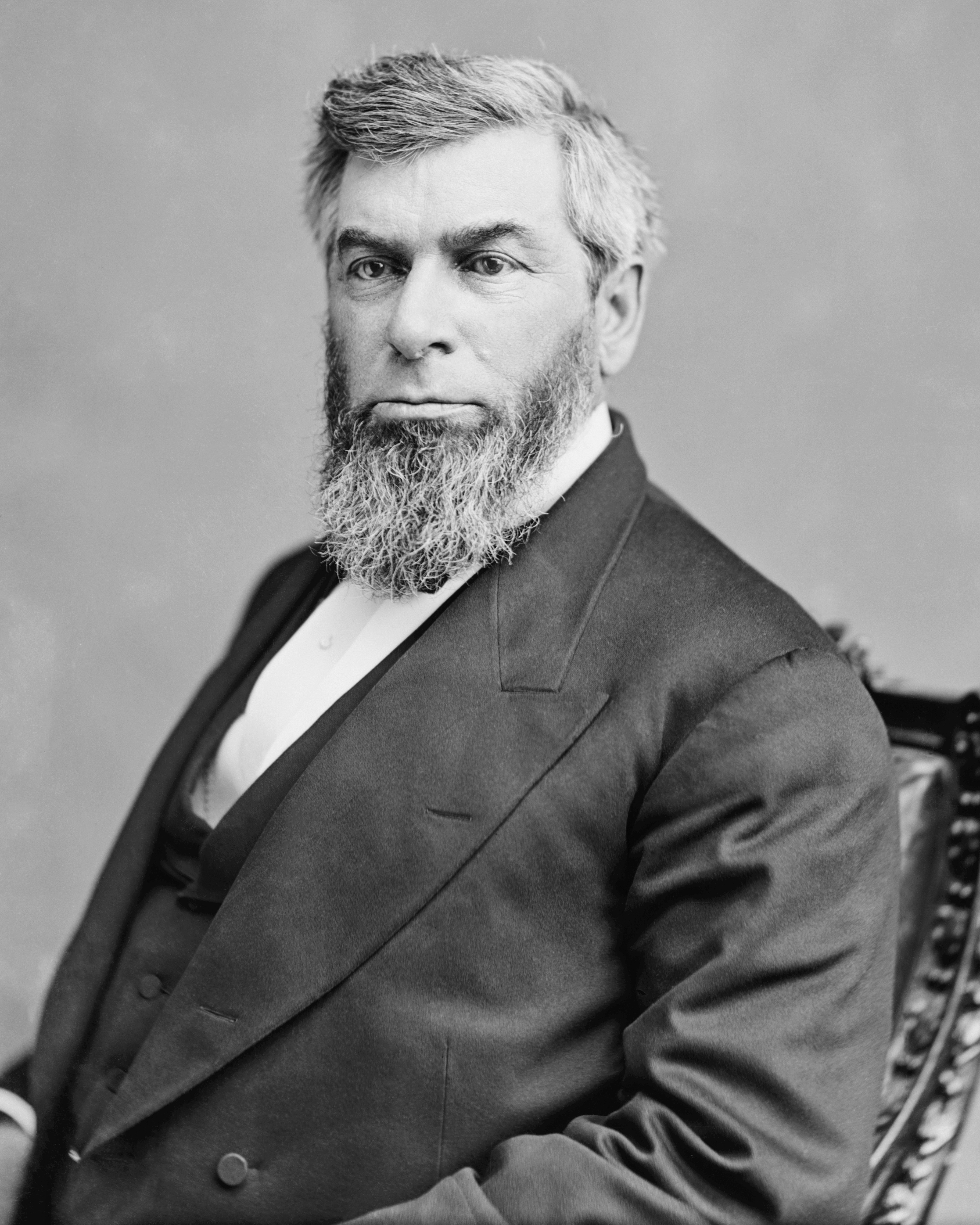
Nommé juge en chef par Grant, Morrison Waite cassa plusieurs lois fédérales adoptées durant la Reconstruction pour protéger les Afro-Américains.

Grant nomma quatre juges à la Cour suprême. En 1869, le juge assesseur Robert C. Grier (en) prit sa retraite et le Congrès ajouta un neuvième siège à la Cour. Grant proposa l'ancien secrétaire à la Guerre Edwin M. Stanton et le procureur général Ebenezer R. Hoar mais aucun des deux ne prit ses fonctions. Le choix de Stanton fut approuvé mais il mourut avant de prêter serment tandis que Hoar était peu apprécié du Sénat et sa nomination fut rejetée. Après une réunion du Cabinet, Grant soumit deux nouveaux noms : William Strong (en) et Joseph P. Bradley (en). Le premier était un ancien juge de la cour suprême de Pennsylvanie qui s'était retiré pour devenir avocat tandis que le second était également un juriste mais dans le New Jersey. Les deux nominations furent facilement approuvées.
Après la réélection de Grant, une autre vacance apparut avec la retraite du juge assesseur Samuel Nelson. Grant présenta Ward Hunt (en), le juge en chef de la cour d'appel de New York, dont la nomination fut approuvée en 1873. À la mort du juge en chef Salmon P. Chase en mai 1873, Grant offrit la fonction au sénateur Conkling qui la refusa tout comme son collègue du Wisconsin, Timothy O. Howe. Le président se tourna sans succès vers Hamilton Fish et envisagea de présenter l'ancien représentant du Massachusetts, Caleb Cushing, avant de soumettre le nom du procureur général George H. Williams. Le Sénat avait cependant une piètre estime de son passage au département de la Justice et refusa d'étudier sa candidature ; Grant maintint son choix mais Williams demanda que son nom soit retiré en janvier 1874. Fish suggéra de présenter à nouveau Hoar mais Grant se décida à nommer Cushing. Ce dernier était un juriste éminent et respecté dans son domaine mais la révélation de sa correspondance avec Jefferson Davis durant la guerre de Sécession condamna sa nomination. Le président se tourna alors vers Morrison Waite, un juriste respectable bien que peu connu de l'Ohio qui avait travaillé sur l'affaire des revendications de l'Alabama. Le Sénat approuva ce choix à l'unanimité le 21 janvier 1874 ; sous son impulsion, la Cour prononça deux arrêts (United States v. Cruikshank et United States v. Reese) qui cassèrent plusieurs lois adoptées durant la Reconstruction pour protéger les droits des Afro-Américains.
En plus de ces nominations à la Cour suprême, Grant nomma dix juges à des cours de circuit et 32 juges à des cours fédérales de district. Avec un total de 46 nominations, il fut le premier président à nommer plus de juges que George Washington.

### Élection de 1876
En 1876, l'accumulation des scandales et les succès électoraux des démocrates poussèrent de nombreux républicains à se distancer de Grant,. Certains craignaient qu'il ne veuille briguer un troisième mandat et beaucoup voulaient mettre fin au « Grantisme ». Grant ne chercha cependant pas la nomination républicaine et comme le représentant James G. Blaine du Maine ne parvenait pas à s'imposer, la convention se tourna vers le gouverneur de l'Ohio, Rutherford B. Hayes ; les démocrates choisirent le gouverneur Samuel J. Tilden de l'État de New York. L'élection fut entachée de larges fraudes dans plusieurs États du Sud et l'incapacité à départager les candidats provoqua une crise constitutionnelle. Grant demanda au Congrès de régler la question par la voie législative sans blâmer l'un ou l'autre des partis. Il mobilisa l'armée en Louisiane et en Caroline du Sud mais assura que cela était uniquement destiné à maintenir l'ordre et non à faire pression en faveur d'un résultat. Il approuva la formation d'une commission électorale pour déterminer le vainqueur de l'élection mais celle-ci fut incapable de se prononcer car aucun des deux partis n'acceptait sa composition,. Le jour de l'investiture approchant et pour éviter que la situation ne dégénère, les chefs des deux camps signèrent le compromis de 1877. Hayes fut proclamé président et en échange, il retira les dernières troupes fédérales encore présentes dans les États du Sud. Les républicains avaient gagné mais la Reconstruction était terminée.

## Retraite

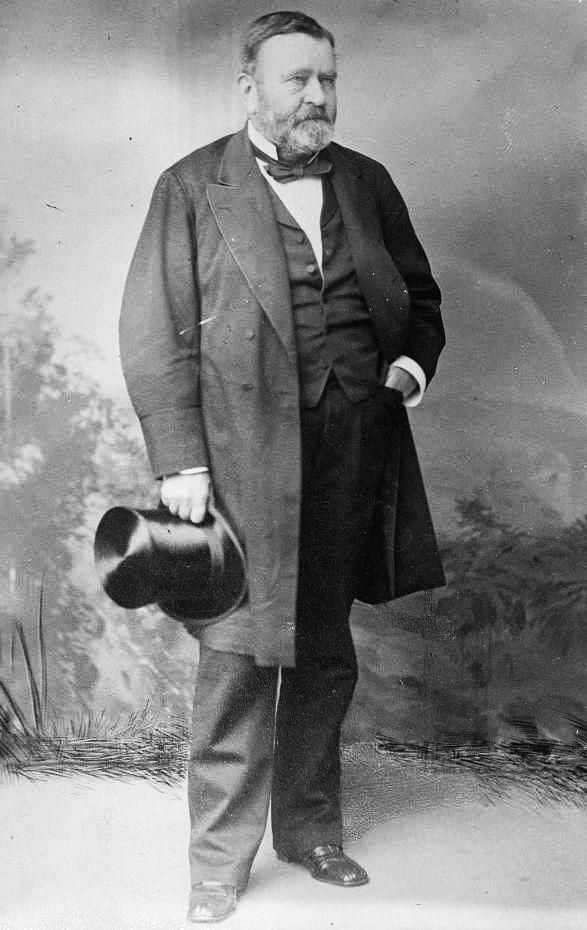
Photographie de Grant à une date inconnue

### Tour du monde
Après avoir quitté la Maison-Blanche, Grant et sa famille résidèrent chez des amis à New York, dans l'Ohio et à Philadelphie pendant deux mois avant d'entreprendre un tour du monde. Ce voyage, qui dura deux ans, commença à Liverpool en Grande-Bretagne en mai 1877 où de grandes foules accueillirent l'ancien président et son entourage. Le couple dîna avec la reine Victoria au château de Windsor et Grant donna plusieurs discours à Londres. Ils se rendirent ensuite en Belgique, en Allemagne et en Suisse avant de revenir au Royaume-Uni où ils passèrent quelques mois avec leur fille Nellie qui avait épousé un Britannique et s'était installée en Grande-Bretagne quelques années auparavant. Grant et son épouse visitèrent la France et l'Italie et passèrent Noël 1877 à bord du sloop USS Vandalia amarré dans le port de Palerme. Après un séjour hivernal en Terre sainte, ils visitèrent la Grèce avant de revenir en Italie pour une rencontre avec le pape Léon XIII. À la suite d'un voyage en Espagne, ils se rendirent à nouveau en Allemagne ; Grant rencontra le chancelier allemand Otto von Bismarck et les deux hommes échangèrent sur les questions militaires.
Après une autre visite en Angleterre et en Irlande, le couple quitta l'Europe et traversa le canal de Suez en direction de l'Inde britannique. Ils visitèrent Bombay, Lucknow, Bénarès et Delhi où ils furent à chaque fois accueillis par les représentants de l'administration coloniale. Après l'Inde, ils se rendirent en Birmanie, au Siam où Grant rencontra le roi Rama V, à Singapour et au Viêt Nam. À Hong Kong, Grant commença à changer d'avis sur le colonialisme en estimant que la domination britannique n'était pas « purement égoïste » mais également bénéfique pour les sujets locaux. Le couple entra ensuite réellement en Chine et visite Canton, Shanghai et Pékin. Grant déclina une rencontre avec l'empereur Guangxu alors âgé de seulement sept ans mais échangea avec le régent, le prince Gong (en), et le général Li Hongzhang. Au Japon, Grant rencontra l'empereur Meiji mais le couple avait le mal du pays.
Ils traversèrent le Pacifique et arrivèrent à San Francisco en septembre 1879. Après une visite du parc de Yellowstone, ils rentrèrent finalement à Philadelphie le 16 décembre 1879. Ce voyage avait capturé l'imagination du public notamment grâce aux articles de John R. Young dans le New York Herald. Les républicains, et en particulier les stalwarts exclus de l'administration Hayes en raison de leur opposition aux réformes de la fonction publique, voyaient Grant sous un nouveau jour. Hayes ayant prévenu qu'il ne souhaitait réaliser qu'un seul mandat, la nomination républicaine pour l'élection présidentielle de 1880 était ouverte et beaucoup estimaient que Grant était un candidat sérieux.

### Élection de 1880

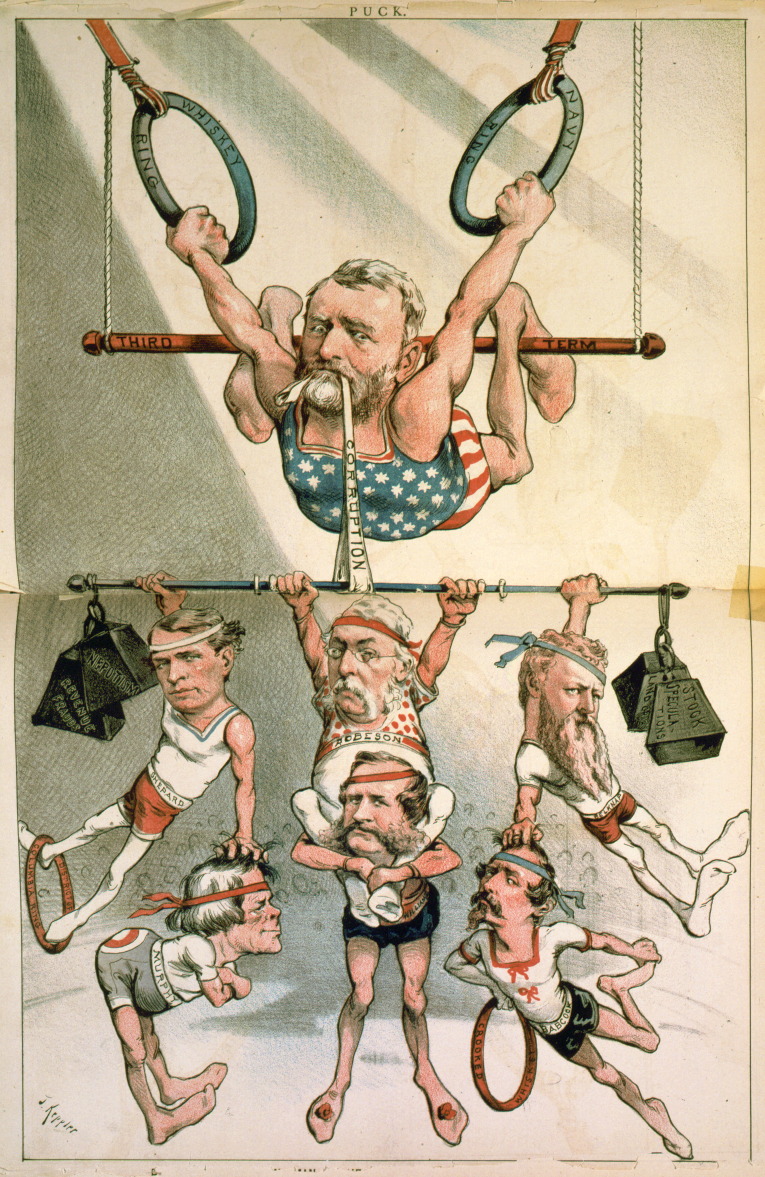
Caricature de 1880 du magazine Puck proche des démocrates sur le soutien de Grant aux réseaux de corruption de ses associés.

Les stalwarts menés par le vieil allié politique de Grant, Roscoe Conkling, voyaient la nouvelle popularité de l'ancien président comme un moyen pour leur faction de revenir au pouvoir. Leurs opposants dénonçaient la violation de la règle des deux mandats qui était la norme depuis George Washington ; Grant ne fit aucune déclaration publique mais encouragea ses partisans en privé. Elihu B. Washburne le pressa de se présenter mais il resta évasif et déclara qu'il serait ravi qu'un républicain gagne même s'il préférait James G. Blaine à John Sherman. Conkling et John A. Logan commencèrent néanmoins à rassembler les délégués en faveur de Grant et au début de la convention républicaine à Chicago en juin, Grant avait plus de soutien que n'importe quel autre candidat même s'il n'avait pas la majorité.
Conkling présenta la candidature de Grant avec un discours enthousiaste dont le passage le plus connu est : « Quand on nous demande de quel État il est originaire, notre seule réponse est : il vient d'Appomattox ». Le premier tour vit Grant rassembler 304 votes contre 284 pour Blaine, 93 pour Sherman et 74 pour d'autres candidats; 370 voix étaient nécessaires pour obtenir la nomination mais les tours suivants donnèrent à peu près les mêmes résultats. Pour sortir de l'impasse, les délégués de Blaine et des autres prétendants se tournèrent vers un candidat de compromis, le représentant de l'Ohio et sénateur-élu James A. Garfield qui fut choisi au 36e tour.
Grant fit plusieurs discours pour Garfield mais refusa de critiquer le candidat démocrate, Winfield S. Hancock, un général qui avait servi sous ses ordres dans l'armée du Potomac. Le jour de l'élection, Garfield remporta de justesse le vote populaire mais disposait d'une confortable avance au Collège électoral. Grant apporta publiquement son soutien au nouveau président et lui demanda d'inclure des stalwarts dans son administration.

### Aventures commerciales
Même s'il fut réussi, le tour du monde de Grant fut également ruineux et à son retour aux États-Unis, il avait dépensé la plus grande partie de ses économies. Deux de ses riches amis, George W. Childs et Anthony J. Drexel, lui achetèrent une résidence dans l'Upper East Side de Manhattan à New York. Grant travailla avec Jay Gould et l'ancien secrétaire des finances mexicain Matías Romero pour le compte de la compagnie ferroviaire Mexican Southern Railroad qui envisageait de réaliser une voie ferrée entre Oaxaca et Mexico. Il utilisa également son influence pour convaincre le nouveau président Chester A. Arthur, qui avait succédé à Garfield après son assassinat en 1881, de signer un accord de libre-échange avec le Mexique. Arthur et le gouvernement mexicain y étaient favorables mais le Sénat américain rejeta le texte en 1883.
Au même moment, le fils de Grant, Ulysses Jr. avait créé une banque d'affaires avec Ferdinand Ward. Ce dernier était considéré comme un génie de la finance et la société, Grant & Ward, connut un succès rapide. L'ancien président rejoignit l'entreprise en 1883 et y investit personnellement 100 000 $ (environ 2,3 millions de dollars de 2012). Le succès de la firme attira les investisseurs qui y achetaient des sûretés puis les utilisaient comme collatéraux pour emprunter de l'argent et acquérir de nouvelles sûretés. Grant & Ward hypothéquait ensuite ces sommes comme collatéraux pour pouvoir créer de nouvelles sûretés, ce qui était illégal. Si les ventes étaient bénéficiaires, il n'y avait aucun problème ; dans le cas inverse, plusieurs prêts devraient être remboursés avec le même collatéral. Les historiens estiment que Grant ignorait tout des pratiques douteuses de Ward mais l'ignorance de son fils est moins certaine. En mai 1884, la situation de la société était très défavorable et Ward réalisa qu'elle ferait rapidement faillite. Il informa Grant de ces difficultés mais suggéra qu'il ne s'agissait que d'un revers temporaire. Grant approcha l'homme d'affaires William H. Vanderbilt qui accepta de lui accorder un prêt de 150 000 $. Cet apport d'argent ne fut cependant pas suffisant pour éviter la banqueroute de la banque. Complètement ruiné mais poussé par le sens de l'honneur, Grant remboursa néanmoins son créancier avec ses souvenirs de la guerre de Sécession ; même si leur valeur était inférieure à celle du prêt, Vanderbilt insista pour considérer que la dette était réglée.

### Mémoires et mort

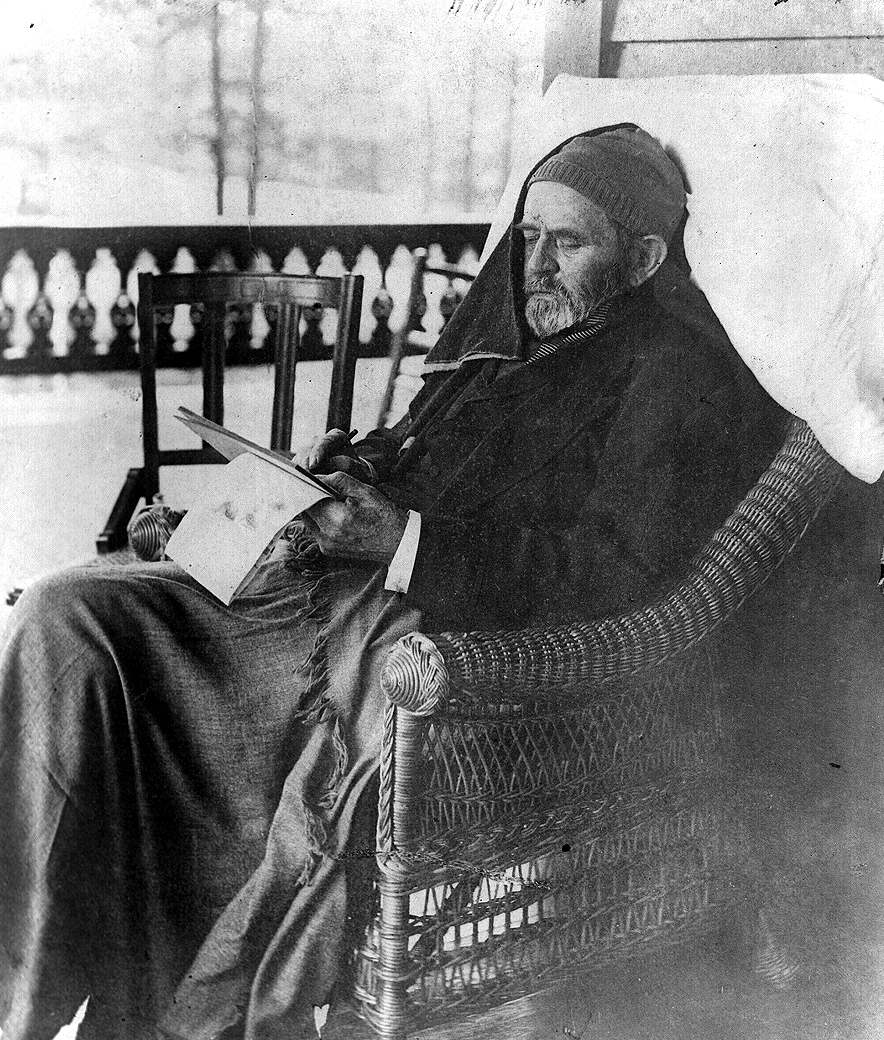
Grant travaillant sur ses mémoires en 1885.

Grant avait abandonné sa pension militaire quand il était devenu président mais le Congrès lui accorda à nouveau le grade de général de l'armée avec retraite complète en mars 1885. À la même période, il apprit qu'il souffrait d'un cancer de la gorge,. Pour restaurer les finances de sa famille, il rédigea plusieurs articles payés 500 $ chacun (environ 12 300 $ de 2012) sur ses campagnes de la guerre de Sécession dans le Century Magazine. Les critiques furent favorables et l'éditeur Robert U. Johnson, proposa qu'il écrive ses mémoires, ce qu'avaient fait avec succès d'anciens généraux dont Sherman.
Grant s'attela à la tâche et demanda à son ancien officier d'état-major, Adam Badeau, de vérifier ses écrits. Son fils Frederick l'aida dans ses recherches et pour la relecture. Le Century Magazine lui fit une offre avec des redevances de 10 % mais son ami Mark Twain lui présenta une autre proposition dans laquelle il recevrait 75 % des profits ; Grant signa rapidement avec la société d'édition Charles L. Webster & Co. de Twain. Il travailla frénétiquement à la rédaction de ses mémoires dans sa résidence new-yorkaise puis dans une maison de campagne près de Wilton dans les monts Adirondacks et les termina peu avant de mourir le 23 juillet 1885. Le livre, intitulé Personal Memoirs of Ulysses S. Grant connut un grand succès et les deux volumes se vendirent à plusieurs centaines de milliers d'exemplaires ; Julia Grant reçut environ 450 000 $ (environ 11,7 millions de dollars de 2012) en redevances. Grant était un auteur habile et efficace qui se représenta comme un honorable héros de l'Ouest dont les forces étaient l'honnêteté et la franchise. L'autobiographie avait une structure inhabituelle car sa jeunesse et sa présidence n'étaient que survolées, à l'inverse de sa carrière militaire. Le style, concis et clair, était également à l'opposé de la tendance victorienne pour les tournures élaborées. Le public, les critiques littéraires et les historiens militaires saluèrent l'ouvrage que Twain qualifia de « chef-d'œuvre littéraire » et compara aux Commentaires sur la Guerre des Gaules de Jules César. Après avoir étudié les critiques favorables dont celles de Matthew Arnold et d'Edmund Wilson, l'écrivain Mark Perry qualifie ces mémoires de « plus importante œuvre » américaine de non-fiction.
Retiré en un lieu aujourd'hui appelé Grant Cottage, l'ancien président mourut le 23 juillet 1885 à l'âge de 63 ans. Sheridan, devenu Commanding General of the Army, ordonna une journée d'hommage en son honneur dans tous les camps militaires et le président Grover Cleveland décréta trente jours de deuil. Après une cérémonie privée, sa dépouille fut emmenée en train à West Point puis à New York où près de 250 000 personnes défilèrent devant son cercueil pendant les deux jours qui précédèrent son inhumation. Des dizaines de milliers de « vétérans » (anciens combattants) accompagnèrent le cortège funèbre jusqu'à Riverside Park. Parmi les porteurs de cercueil figuraient les généraux de l'Union Sherman et Sheridan, les généraux confédérés Buckner et Johnston et l'amiral Porter. La dépouille de Grant fut inhumée dans une tombe temporaire puis dans un sarcophage situé dans l'atrium du General Grant National Memorial achevé en 1897 ; avec 50 mètres de haut, il est le plus grand mausolée d'Amérique du Nord. Près d'un 1,5 million de personnes assistèrent à ce transfert et des cérémonies furent également organisées dans les principales villes du pays tandis que les eulogies de la presse le comparaient à George Washington et Abraham Lincoln.

## Personnalité
Ulysses S. Grant est considéré comme l'un des plus grands militaires de l'histoire. Certes peu charismatique,, il est doté d'une maîtrise et d'un sang froid à toute épreuve ainsi que d'un solide sens de l'organisation. Énergique dès que le canon se met à tonner, il sait faire preuve de courage et d'audace dans ses manœuvres.
Dans sa biographie consacrée à Grant, l'historien militaire Vincent Bernard le résume ainsi :

« Ce n’est pas son sens tactique, une quelconque vista au cœur des combats ou des qualités de meneur d’hommes – ni de subordonné – à proprement parler qui caractérisent le mieux […] Grant. C’est au contraire aux plans proprement opératif et stratégique […] qu’il révèle son véritable talent. […] Par son sang froid absolu, appuyé sur une calme analyse de la situation des moyens et des risques, Grant est unique et sans doute indépassable. »

Grant est en effet un stratège remarquable et « moderne ». Obstiné sans être borné ni aveugle, il a compris qu'il faut avancer vers Richmond à tout prix pour gagner la guerre, sans se préoccuper des pertes à subir. Il s'agit-là de la seule stratégie qui a réellement permis de vaincre le légendaire Robert Lee, là où ses prédécesseurs avaient échoué.
En difficulté dans chacune de ses campagnes, essuyant parfois de lourdes défaites, Grant en est toujours sorti vainqueur, se hissant au rang de champion, d'étoile du Nord et de Némésis du Sud.

## Postérité

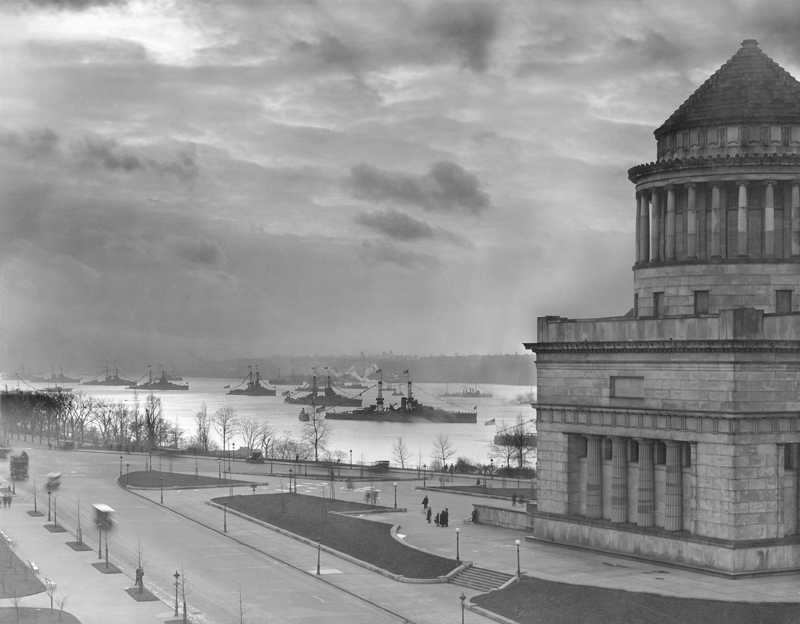
Des cuirassés remontent l'Hudson derrière le mémorial de Grant en 1919.

Peu de présidents ont vu leur réputation évoluer aussi radicalement que Grant. Après sa mort, il était considéré comme « un symbole de l'identité nationale et de la mémoire américaine » et des millions de personnes assistèrent à ses funérailles et à l'inauguration de son mausolée en 1897. Certains spécialistes commencèrent cependant rapidement à présenter son administration comme la plus corrompue de l'histoire américaine. Les nordistes qui cherchaient à réconcilier la nation déformèrent la réputation de Grant en considérant que les motivations de l'Union et de la Confédération étaient moralement équivalentes. Dans les années 1930, le biographe William B. Hesseltine nota que la réputation de Grant déclina car « ses ennemis ont mieux écrit que ses amis ». En 1931, le Dictionary of American Biography loua la vision militaire de Grant et son exécution de cette stratégie pour vaincre la Confédération mais la partie consacrée à sa carrière politique était plus nuancée. Concernant les scandales, les auteurs écrivirent qu'« ils n'ont jamais touché personnellement Grant de quelque manière que ce soit mais ils frappèrent si fréquemment des personnes proches de lui qu'il lui en coûta son honneur d'admettre son mauvais goût dans le choix de ses associés ». En 1981, William S. McFeely remporta le prix Pulitzer pour sa biographie peu flatteuse qui se concluait par : « Il ne s'éleva pas au-delà de ses talents limités ou inspira les autres de sorte que son administration soit à l'honneur des politiques américaines ».

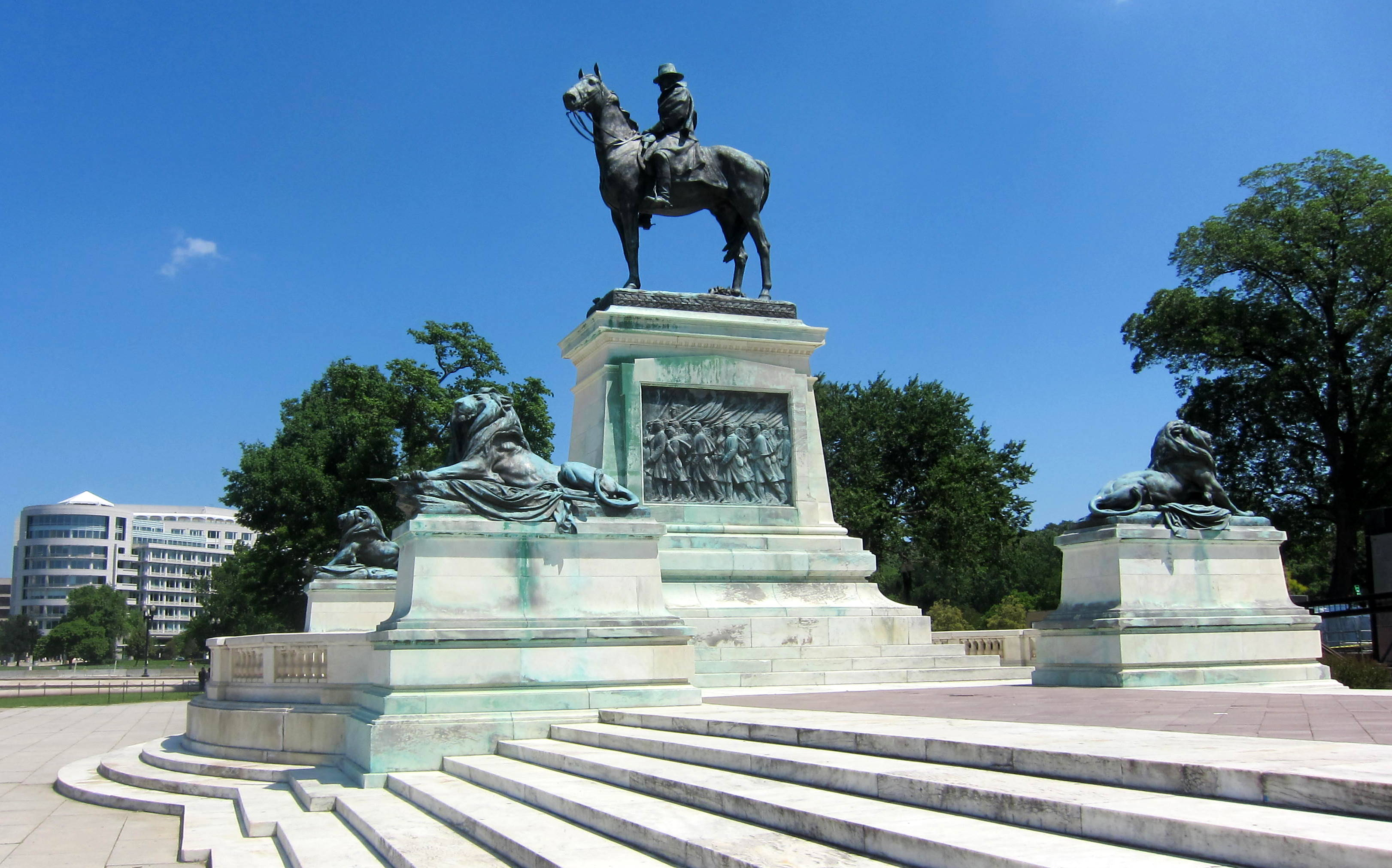
L'Ulysses S. Grant Memorial à Washington.

Depuis 1990, les historiens ont adopté une opinion plus favorable en reconnaissant son implication dans la protection des Afro-Américains durant la Reconstruction ou sa « politique de paix » avec les Amérindiens même si ces mesures furent sans lendemain. Cette évolution avait commencé dans les années 1960 avec l'analyse de sa carrière militaire par Bruce Catton qui contredit le consensus historique représentant Grant comme ayant remporté la victoire par la force brute en faisant de lui le portrait d'un commandant talentueux. John Y. Simon écrivit au sujet de l'évaluation de McFeely : « L'échec de la présidence de Grant… reposa dans l'échec de sa politique de paix amérindienne et l'effondrement de la Reconstruction… Mais si Grant avait essayé et échoué, qui aurait pu réussir ? ». Il ajouta que si Grant n'était évalué que sur son premier mandat, il serait considéré comme l'un des plus grands présidents américains « dont on se souviendrait pour sa défense dévouée des droits des esclaves affranchis associée à sa conciliation avec les anciens confédérés, pour ses réformes dans la politique indienne et dans la fonction publique, pour la résolution des revendications de l'Alabama et pour l'apport de la paix et de la prospérité ».
De même Jean E. Smith écrivit dans sa biographie de 2001 que les qualités qui firent de Grant un grand général le portèrent en politique pour en faire, sinon un grand président, un président admirable : « Le lien est la force de caractère, une volonté indomptable qui ne céda jamais face à l'adversité… Il fit parfois des erreurs graves ; il simplifiait souvent à l'excès ; il voyait pourtant clairement ses objectifs et avança sans relâche dans leur direction ». En 2012, la biographie de H. W. Brands fut présentée par l'historien Eric Foner comme un « compte-rendu favorable des efforts déterminés et temporairement fructueux du président Grant pour écraser le Ku Klux Klan qui avait instauré un règne de terreur contre les anciens esclaves ». Brands résuma ainsi la carrière militaire et politique de Grant :

« En tant que général durant la guerre de Sécession, il vainquit la Confédération et détruisit l'esclavage qu'était la cause de la sécession. En tant que président durant la Reconstruction, il ramena le Sud dans l'Union. À la fin de sa vie, l'Union était plus solide qu'elle ne l'avait jamais été. Et personne n'a plus fait pour arriver à ce résultat que lui. »

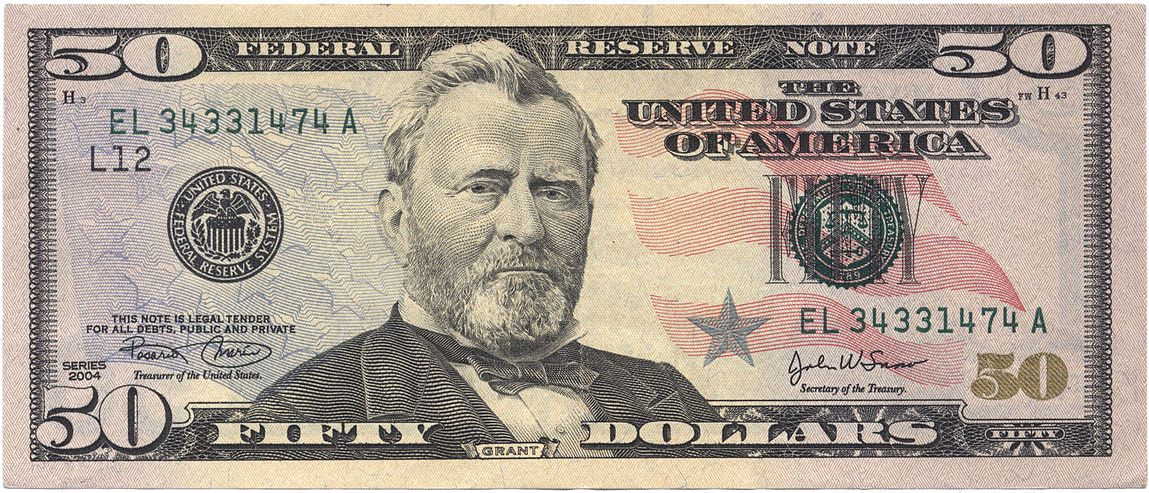
Grant sur le billet de 50 $ de la série 2004

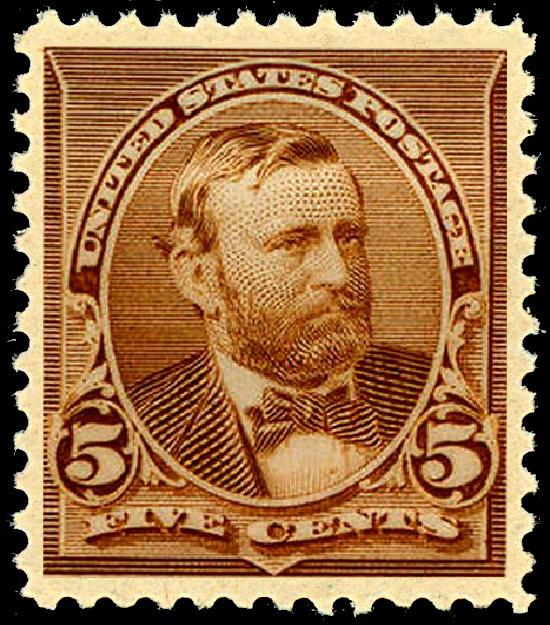
Timbre de 1890 à l'effigie de Grant

Plusieurs mémoriaux et lieux ont été nommés en hommage à Grant comme le Grant Park de Chicago, l'Ulysses S. Grant Memorial situé sur le National Mall de Washington face au Capitole ainsi que de nombreux comtés dans l'Ouest du pays. De 1890 à 1940, une partie de l'actuel parc national de Kings Canyon porta le nom de parc national du General Grant d'après le General Grant, le deuxième plus grand séquoia géant au monde. Certaines versions du char M3 Lee utilisé durant la Seconde Guerre mondiale portent son nom de même qu'un sous-marin nucléaire (en) lancé en 1963. Le portrait de Grant figure sur les billets de 50 $ depuis 1913. En mai 2012, l'université d'État du Mississippi a été choisie pour accueillir la bibliothèque présidentielle Ulysses S. Grant. Le 23 décembre 2022, le Congrès promeut Ulysses S. Grant au grade de General of the Armies pour célébrer le bicentenaire du premier général quatre étoiles des États-Unis,, lui donnant précédence sur John Pershing (pourtant promu au même grade plus d'un siècle plus tôt).

## Dans les arts et la culture populaire
Ulysses S. Grant a été joué à l'écran dans des productions qui le dépeignent soit comme général de l'armée de l'Union durant la guerre civile, soit comme président des États-Unis d'Amérique.

### Filmographique

#### Cinéma
- 1915 : Donald Crisp dans Naissance d'une nation ;
- 1922 : Joel Day dans In the Days of Buffalo Bill ;
- 1923 : Albert Phillips dans Broadway Broke de J. Searle Dawley ;
- 1926 : Walter Rodgers dans The Flaming Frontier d’Edward Sedgwick ;
- 1930 :
  - E. Alyn Warren dans Abraham Lincoln ;
  - Guy Oliver dans Only the Brave ;
- 1932 : Walter Rodgers dans Silver Dollar d’Alfred E. Green ;
- 1938 :
  - Joseph Crehan dans Union Pacific de Cecil B. DeMille ;
  - Jack Smith dans Frontier Scout de Sam Newfield ;
  - Walter Rodgers dans La Bataille de l'or de Michael Curtiz ;
- 1939 : Joseph Crehan dans Geronimo de Paul Sloane ;
- 1941 :
  - Joseph Crehan dans La Charge fantastique de Raoul Walsh ;
  - Harrison Greene dans The Son of Davy Crockett de Lambert Hillyer ;
- 1942 : Harrison Greene dans Tennessee Johnson de William Dieterle ;
- 1944 : Joseph Crehan dans Les Aventures de Mark Twain d’Irving Rapper ;
- 1946 : Reninald Sheffield dans Quadrille d'amour d’Otto Preminger ;
- 1947 : John Hamilton dans The Fabulous Texan d’Edward Ludwig ;
- 1954 : Hayden Rorke dans L'aigle solitaire ;
- 1948 : Joseph Crehan dans La Rivière d'argent de Raoul Walsh ;
- 1949 : Joseph Crehan dans Red Desert de Ford Beebe ;
- 1950 : Archie Twitchell dans J'ai tué Billy le Kid de William Berke ;
- 1952 :
- 1954 :
  - Hayden Rorke dans L'Aigle solitaire de Delmer Daves ;
  - John Hamilton dans Sitting Bull de Sidney Salkow ;
- 1957 :
  - J. Edward McKinley dans Sugarfoot de Michael Fessier ;
  - Emile Avery dans Le Jugement des flèches de Samuel Fuller ;
- 1958 : Morris Ankrum De la Terre à la Lune de Byron Haskin ;
- 1959 :Stan Jones dans Les Cavaliers ;
- 1960 :
  - James Whitmore dans Shadow of a Soldier de Alex Segal ;
  - Onslow Stevens dans Overland Trail de Tay Garnett ;
- 1979 : John McLiam dans Freedom Road de Jan Kadar ;
- 1981 : Jason Robards dans Le Justicier solitaire ;
- 1991 : Stanley Anderson dans Son of the Morning Star de Mike Rob :
- 1999 : Kevin Kline dans Wild Wild West ;
- 2010 : Aidan Quinn dans Jonah Hex ;
- 2012 : Jared Harris dans Lincoln.

#### Télévision

##### Documentaire
- 1990 : Jason Robards (voix) dans le documentaire The Civil War

##### Téléfilms
- 1988 : James Gammon dans Lincoln ;
- 1992 : Rod Steiger dans Lincoln ;
- 2007 : Fred Thompson dans Bury My Heart at Wounded Knee.

##### Séries
- 1965 :
  - William Bryant dans la série Le Proscrit ;
  - Roy Engel dans la série Les Mystères de l'Ouest ;
- 1982 : Rip Torn dans la série Les Bleus et les Gris ;
- 1986 : Anthony Zerbe dans la mini-série Nord et Sud ;
- 1994 : Dennis Lipscomb dans la série Docteur Quinn, femme médecin ;
- 2002 : Harry Bulkeley et Derek Nelson dans Ulysses S. Grant d’Adriana Bosch et Elizabeth Deane, épisode de la série The American Experience ;
- 2013 : Victor Slezak dans la série Hell on Wheels : L'Enfer de l'Ouest ;
- 2020 : Justin Salinger dans la mini-série Grant.

#### En français
- Georges Ayache, Les présidents des États-Unis : Histoire et portraits, Paris, Éditions Perrin, 2016, 480 p. (ISBN 978-2-262-06420-4, OCLC 991492904, BNF 45110316, lire en ligne ).
- Nicole Bacharan, Les Noirs américains : Des champs de coton à la Maison-Blanche, Paris, Perrin, coll. « Tempus » (no 337), 2010, 618 p. (ISBN 978-2-262-03275-3, OCLC 708357029, BNF 42305262).
- Vincent Bernard, La Guerre de Sécession : La grande guerre américaine (1861-1865), Paris, Passés/Composés, 2022, 446 p. (ISBN 978-2-37933-027-8, OCLC 1294396232, BNF 46984783, présentation en ligne).
- Vincent Bernard, Ulysses S. Grant : L'étoile du Nord, Paris, Perrin, 2018, 319 p. (ISBN 978-2-262-05035-1, OCLC 1023413731, BNF 45763893).
- Jacques Binoche, Histoire des États-Unis, Paris, Éditions Ellipses, coll. « Ellipses poche », 2017, 2e éd. (1re éd. 2003), 256 p. (ISBN 978-2-340-02170-9, OCLC 1020169920, BNF 45414237, présentation en ligne).
- Claude Fohlen, Histoire de l'esclavage aux États-Unis, Paris, Perrin, coll. « Tempus » (no 183), 2007, 2e éd. (1re éd. 1998), 342 p. (ISBN 978-2-262-02677-6, OCLC 300394643, BNF 41046899).
- Hélène Harter et André Kaspi, Les présidents américains : De George Washington à Joe Biden, Paris, Éditions Tallandier, coll. « Texto », 2022, 272 p. (ISBN 979-10-210-5481-3, OCLC 1345667727, BNF 47096831, présentation en ligne).
- Jean Heffer, Histoire documentaire des États-Unis : L'Union en péril, la démocratie et l'esclavage (1829-1865), t. 4, Presses universitaires de Nancy, 1987, 215 p. (ISBN 2-86480-286-4, OCLC 299416411, BNF 36630278).
- André Kaspi, Les Américains : Naissance et essor des États-Unis (1607-1945), t. 1, Paris, Éditions du Seuil, coll. « Points histoire » (no 89), 2014, 5e éd. (1re éd. 1986), 464 p. (ISBN 978-2-7578-4154-9, OCLC 43825106, BNF 43825106, présentation en ligne).
- John Keegan (trad. de l'anglais par Jean-François Sené), La Guerre de Sécession [« The American Civil War: A Military History »], Paris, Perrin, coll. « Tempus » (no 811), 2020, 2e éd. (1re éd. 2011), 570 p. (ISBN 978-2-262-08778-4, OCLC 1193993511, BNF 46618166, lire en ligne ).
- Robert Lacour-Gayet, Histoire des États-Unis : Des origines jusqu'à la fin de la guerre civile, t. 1, Paris, Fayard, 1976, 469 p. (ISBN 2-213-00315-7, OCLC 461420090, BNF 34300237, lire en ligne ).
- Robert Lacour-Gayet, Histoire des États-Unis : De la fin de la guerre civile à Pearl Harbor, t. 2, Paris, Fayard, 1977, 431 p. (ISBN 2-213-00449-8, OCLC 987411395, BNF 34706427).
- Jean-Michel Lacroix, Histoire des États-Unis, Paris, Presses universitaires de France, 2022, 7e éd. (1re éd. 1996), 576 p. (ISBN 978-2-13-083290-4, OCLC 1302993439, BNF 47012774, présentation en ligne).
- Pierre Mélandri, Histoire des États-Unis : L'ascension (1865-1974), t. 1, Paris, Perrin, coll. « Tempus » (no 522), 2013, 935 p. (ISBN 978-2-262-04177-9, OCLC 864700177, BNF 43769558).
- Pierre Mélandri, « Le siècle américain », une histoire, Paris, Perrin, 2016, 672 p. (ISBN 978-2-262-03811-3, OCLC 960976545, BNF 45158509, lire en ligne ).
- Yves Mossé, Grant : Soldat et Président, Paris, Éditions Les 3 colonnes, 2023, 324 p. (ISBN 979-10-406-0272-9, OCLC 1389538733, BNF 47224523).
- Jacques Portes, Histoire des États-Unis : De 1776 à nos jours, Paris, Armand Colin, coll. « U Histoire », 2017, 3e éd. (1re éd. 2010), 432 p. (ISBN 978-2-200-61809-4, OCLC 985086886, BNF 45268837, lire en ligne ).
- Jacques Portes, Histoire documentaire des États-Unis : L'Âge doré (1865-1896), t. 5, Presses universitaires de Nancy, 1988, 215 p. (ISBN 2-86480-323-2, OCLC 889231546, BNF 34956910).
- Philippe Valode, Les Présidents des États-Unis, Paris, Éditions de l'Archipel, 2008, 212 p. (ISBN 978-2-84187-745-4, OCLC 470559651, BNF 41379792).
- Bertrand Van Ruymbeke, Histoire des États-Unis : De 1492 à 1919, t. 1, Paris, Tallandier, coll. « Texto », 2021, 608 p. (ISBN 979-10-210-4989-5, OCLC 1269615217, BNF 46846182, présentation en ligne).
- Bernard Vincent (dir.), Histoire des États-Unis, Paris, Flammarion, coll. « Champs Histoire », 2016, 4e éd. (1re éd. 1997), 720 p. (ISBN 978-2-08-139368-4, OCLC 960914039, BNF 45138239, présentation en ligne).

#### En anglais
- (en) Adam Badeau, Grant in Peace : From Appomattox to Mount McGregor, New York, D. Appleton, 1887 (lire en ligne)
- (en) H. W. Brands, The man who saved the union : Ulysses Grant in war and peace, New York, Doubleday, 2012, 718 p. (ISBN 978-0-385-53241-9, OCLC 758099274)
- (en) Edward H. Bonekemper III, « The butcher's bill: Ulysses S. Grant is often referred to as a 'butcher,' but does Robert E. Lee actually deserve that title? », Civil War Times, vol. 52, no 1,‎ avril 2011
- (en) Bruce Catton, Grant Takes Command, Boston, Little, Brown & Co., 1968 (ISBN 0-316-13210-1)
- (en) James Donovan, A Terrible Glory Custer and the Little Bighorn --- The Last Great Battle of the American West, New York, Back Ray Books, 2008 (ISBN 978-0-316-06747-8)
- (en) Eric Foner, « The Man Who Saved the Union: Ulysses Grant in War and Peace », The Washington Post,‎ 2 novembre 2012 (lire en ligne [archive du 10 novembre 2013])
- (en) William B. Hesseltine, Ulysses S. Grant : Politician, New York, F. Ungar Pub. Co., 1957 (1re éd. 1935) (ISBN 1-931313-85-7, lire en ligne)
- (en) George C. Kohn, The New Encyclopedia of American Scandal, New York, Facts On File, Inc., 2000, 455 p. (ISBN 0-8160-4420-1)
- (en) Christine Kreiser, « Royal Visit », American History, vol. 47, no 6,‎ 2013
- (en) Lloyd Lewis, Captain Sam Grant, Boston, Little, Brown & Co., 1950, 512 p. (ISBN 0-316-52348-8)
- (en) Edward G. Longacre, General Ulysses S. Grant The Soldier And The Man, Cambridge, First De Capo Press, 2006, 338 p. (ISBN 0-306-81269-X)
- (en) William S. McFeely, Grant : A Biography, New York/London, Norton, 1981, 592 p. (ISBN 0-393-01372-3); Pulitzer Prize
- (en) William S. McFeely, Responses of the Presidents to Charges of Misconduct, New York, Delacorte Press, 1974 (ISBN 0-440-05923-2)
- (en) Nathan Miller, chap. 6 « The Naval Renaissance », dans The U.S. Navy: A History, Annapolis, Naval Institute Press, 1997, 3e éd. (1re éd. 1977) (ISBN 978-1-55750-595-8, OCLC 37211290, lire en ligne)
- (en) Allan Nevins, Hamilton Fish : The Inner History of the Grant Administration, vol. 2, New York, Dodd, Mead & Co., 1936 (lire en ligne)
- Rembert W. Patrick, The Reconstruction of the Nation, New York, Oxford University Press, 1968
- (en) Frederic Logan Paxson et Christian A. Bach, « Ulysses S. Grant », dans Dictionary of American Biography, vol. VII, New York, C. Scribner's Sons, 1931 (lire en ligne)
- (en) Mark Perry, Grant and Twain, New York, Random House, 2004
- (en) George C. Rable, But There Was No Peace : The Role of Violence in the Politics of Reconstruction, Athènes, University of Georgia Press, 2007 (lire en ligne)
- (en) A. Renehan et J. C. Lowry, « The oral tumours of two American presidents: what if they were alive today? », Journal of the Royal Society of Medicine, vol. 88, no 7,‎ juillet 1995 (PMID 7562805, PMCID 1295266)
- (en) Henry M. W. Russell, « The memoirs of Ulysses S. Grant: The rhetoric of judgment », Virginia Quarterly Review, vol. 66, no 2,‎ printemps 1990
- (en) Brooks D. Simpson, Let us have peace : Ulysses S. Grant and the politics of war and reconstruction, 1861-1868, Chapel Hill, University of North Carolina press, 1991, 339 p. (ISBN 0-8078-1966-2, SUDOC 053330137).
- (en) Brooks D. Simpson, Ulysses S. Grant : Triumph Over Adversity, 1822-1865, Boston, Houghton Mifflin Harcourt, 2000, 533 p. (ISBN 0-395-65994-9, lire en ligne)
- (en) John Y. Simon, « Grant: A Biography by William S. McFeely », The Wisconsin Magazine of History, vol. 65, no 3,‎ printemps 1982 (JSTOR 4635640)
- (en) John Y. Simon, « Ulysses S. Grant », dans Henry Graff, The Presidents: A Reference History, 2002, 7e éd.
- (en) Jean Edward Smith, Grant, New York, Simon & Schuster, 2001, 784 p. (ISBN 0-684-84927-5, lire en ligne)
- (en) Henry G. Waltmann, « Circumstantial Reformer: President Grant & the Indian Problem », Arizona and the West, vol. 13, no 4,‎ hiver 1971 (JSTOR 40168089)
- (en) Joan Waugh, U.S. Grant : American Hero, American Myth, Chapel Hill (N.C.), University of North Carolina Press, 2009, 373 p. (ISBN 978-0-8078-3317-9, lire en ligne)
- (en) C. Vann Woodward, « The Lowest Ebb », American Heritage, vol. 8, no 3,‎ avril 1957 (lire en ligne)
- (en) Russell F. Weigley, « Grant by Jean Edward Smith », The Journal of Military History, vol. 65, no 4,‎ octobre 2001 (JSTOR 2677657)
- (en) Edmund Wilson, Patriotic Gore : Studies in the Literature of the American Civil War, 1962
- (en) Kenneth D. Ackerman, The Gold Ring : Jim Fisk, Jay Gould, and Black Friday, 1869, 2011, 370 p. (ISBN 978-1-61945-005-9, lire en ligne)